# Kredietcrisis

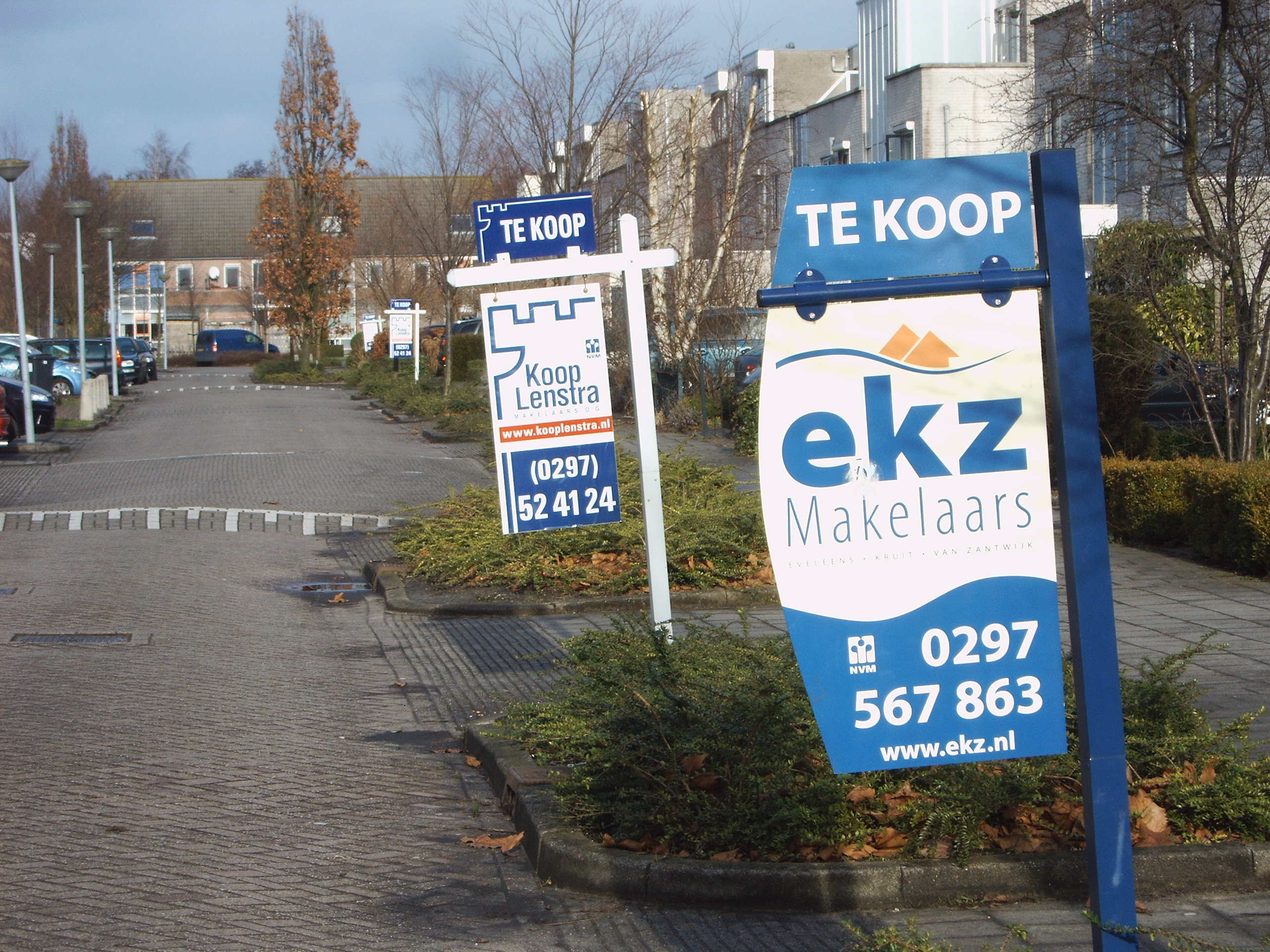
Te koop staande huizen in Nederland, 2009

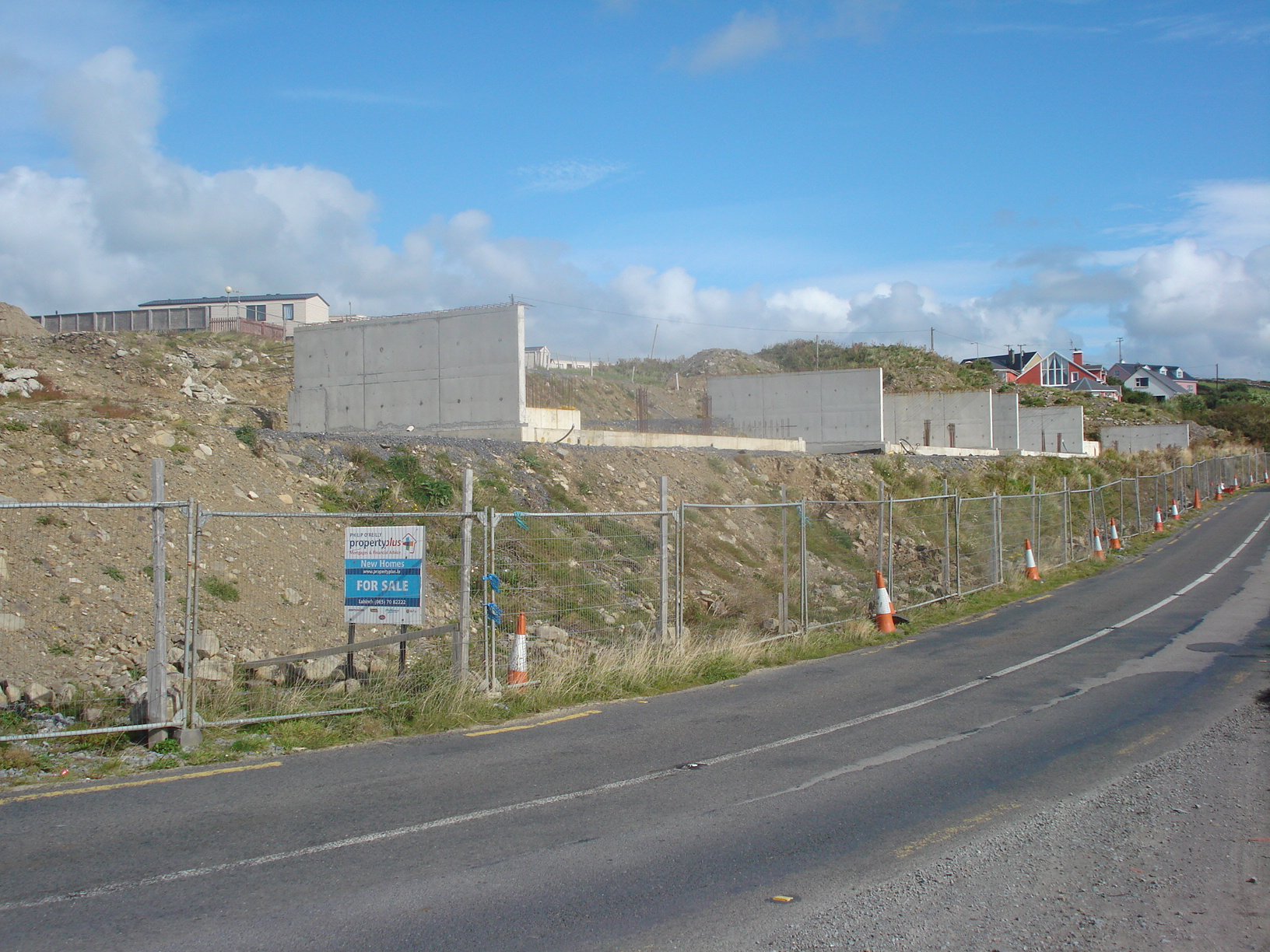
Verlaten bouwproject in Lahinch, County Clare, Ierland. Het uitvoerende bouwbedrijf Keco, eens bijna het grootste in County Clare, ging failliet.

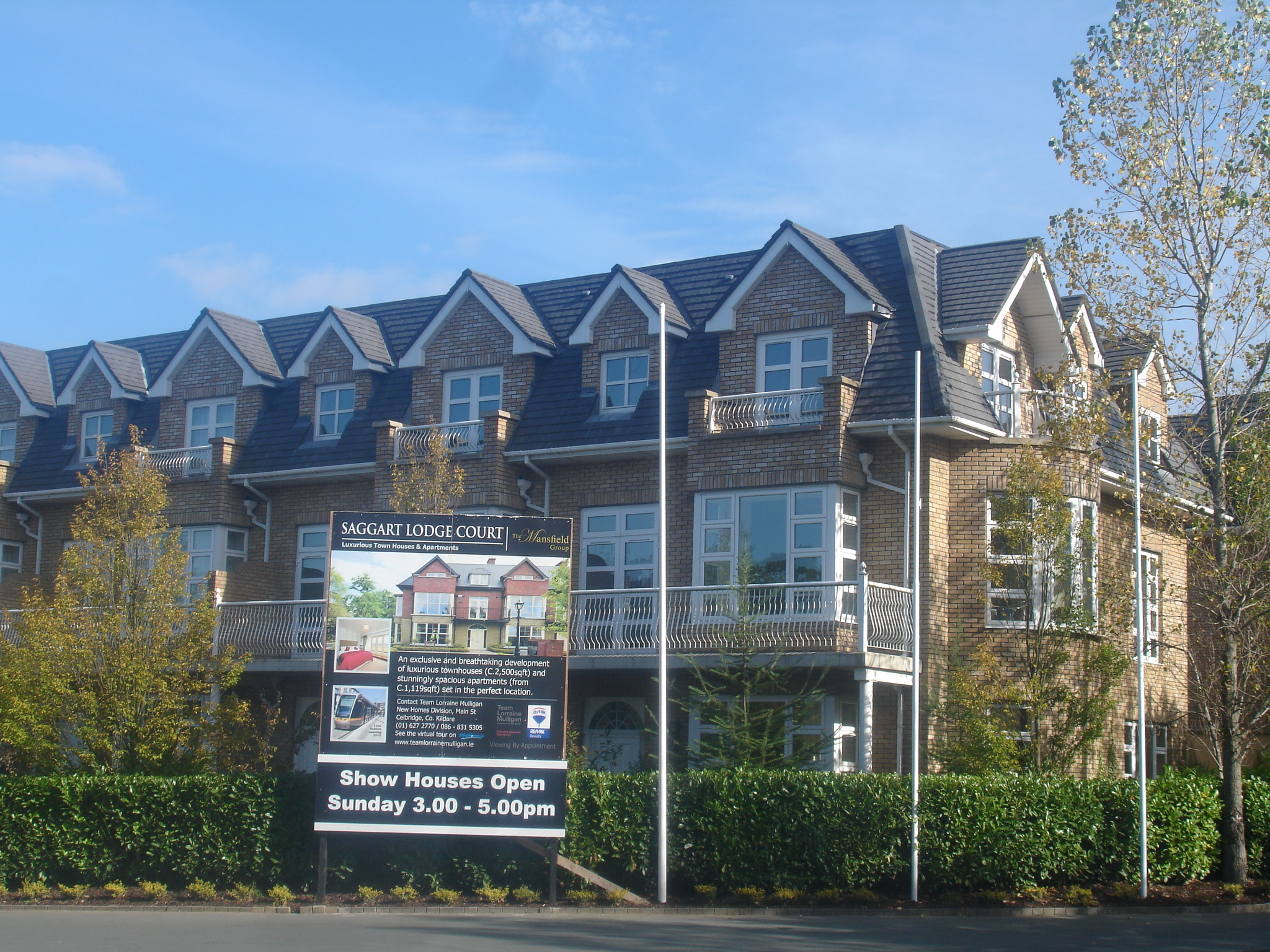
In 2009 te koop staande appartementen in Saggart, Ierland

De kredietcrisis of bankencrisis is de aanduiding voor de crisis op de financiële markten die in de zomer van 2007 ontstond, in het najaar van 2008 een hoogtepunt bereikte en pas in de loop van 2011 afliep.
De crisis ontstond voornamelijk door problemen op de huizenmarkt in de Verenigde Staten. Die had in de voorafgaande jaren een sterke groei laten zien, met een sterke stijging van de huizenprijzen. Dit was onder meer het gevolg van innovaties op de financiële markten. Hypotheken werden traditioneel verstrekt door banken, die dit financierden met spaargeld dat door spaarders aan hen werd toevertrouwd. De innovaties bestonden hieruit dat de door banken aan huiseigenaren verstrekte hypothecaire leningen door die banken werden gebundeld tot pakketten, die doorverkocht werden aan daarvoor opgerichte rechtspersonen. Die rechtspersonen betaalden die overgenomen leningen door het uitgeven van obligaties. Die obligaties werden verdeeld in meerdere risicoklassen, afhankelijk van de vraag welke soort obligaties ("tranches") bij betalingsproblemen het eerst zouden moeten "inleveren". Dit had gevolgen voor de "rating" (kredietwaardigheidsbeoordeling) van die tranches. 
Toen de huizenmarkt stagneerde (zie hieronder voor een opsomming van de oorzaken) daalde het vertrouwen van beleggers in de kwaliteit van de minst kredietwaardige obligaties (subprime) en daarna ook in die van de meer kredietwaardige obligaties. Dit leidde tot een daling van het vertrouwen in de bancaire sector en daarna van het vertrouwen in het gehele financiële systeem. Er moest uiteindelijk voor honderden miljarden worden afgeschreven op dergelijke obligaties. Doordat onduidelijk was welke instellingen hierdoor in de problemen zouden komen, droogde de interbancaire geldmarkt op, banken leenden elkaar geen geld meer. Verschillende banken zijn genationaliseerd, failliet gegaan of overgenomen. Negatieve ontwikkelingen op verschillende deelmarkten hebben elkaar versterkt.
De ontwikkelingen bedreigden al snel het ongestoord functioneren van het internationale financiële systeem, en ingrijpen van nagenoeg alle centrale banken bleek noodzakelijk. Vanaf oktober 2008 namen diverse overheden op grote schaal rechtstreeks deel in het risicodragend kapitaal van banken.
Door de onderlinge beïnvloeding van deelmarkten is niet exact aan te geven welke gebeurtenissen elkaar op welke wijze beïnvloedden. In het algemeen kan gesteld worden dat problemen rond Amerikaanse hypotheken de onmiddellijke aanleiding vormden tot de crisis, die oversloeg op de markt voor daaraan gerelateerde complexe financiële producten. Een en ander werd versterkt doordat de bij de waardebepaling van dergelijke complexe financiële producten gebruikte aannames in wiskundige formules (zie David X. Li) op drijfzand waren gebaseerd. De achterliggende oorzaken van de crisis zijn zo complex, dat het nagenoeg onmogelijk is om een helder volledig beeld van de situatie te krijgen. Analyses van de problemen en de fundamentele oplossingen zijn vaak gericht op slechts een beperkt onderdeel van de crisis.
De aanduiding "kredietcrisis" dekt niet de gehele lading van de crisis. Er was niet uitsluitend sprake van een kredietcrisis in de zin van een beperkte beschikbaarheid van liquiditeiten en (langer lopend) kapitaal, doch op een aantal momenten ook van een algehele onderlinge vertrouwenscrisis in de financiële sector.
Vanaf begin 2010 veranderde de crisis van voorwerp: men maakte zich steeds meer zorgen over de financiële positie van een aantal overheden. Dit leidde in april 2010 tot een crisis rond Griekse overheidsfinanciën. Ook andere landen (met name Portugal, Spanje, Italië en Ierland) dreigden in een financiële crisis te komen. De EU-ministers van Financiën presenteerden op 10 mei 2010 een reddingsplan van in totaal € 500 miljard, terwijl het IMF tot € 250 miljard toezegde.

## De oorzaak en de aanleiding: de Amerikaanse woning- en hypotheekmarkt
Vanaf 2001 had de Amerikaanse woningmarkt een sterke opleving laten zien, waarvoor diverse oorzaken zijn aan te wijzen. Na de aanslagen van 11 september 2001 dreigde aanvankelijk een recessie, wat voor de Federal Reserve (het Amerikaanse stelsel van centrale banken) aanleiding vormde om de officiële rente in een aantal stappen sterk te verlagen, tot een historisch laag niveau van 0,25%. Hierdoor werden leningen (waaronder hypotheken) duidelijk goedkoper. Dit gold met name voor hypotheken met een variabele rente.
Een tweede factor werd gevormd door een toename van de hoeveelheid liquiditeit in het financiële systeem, enerzijds veroorzaakt door injecties door centrale banken en anderzijds door een toevloed van voor belegging beschikbaar kapitaal, met name vanuit Azië.

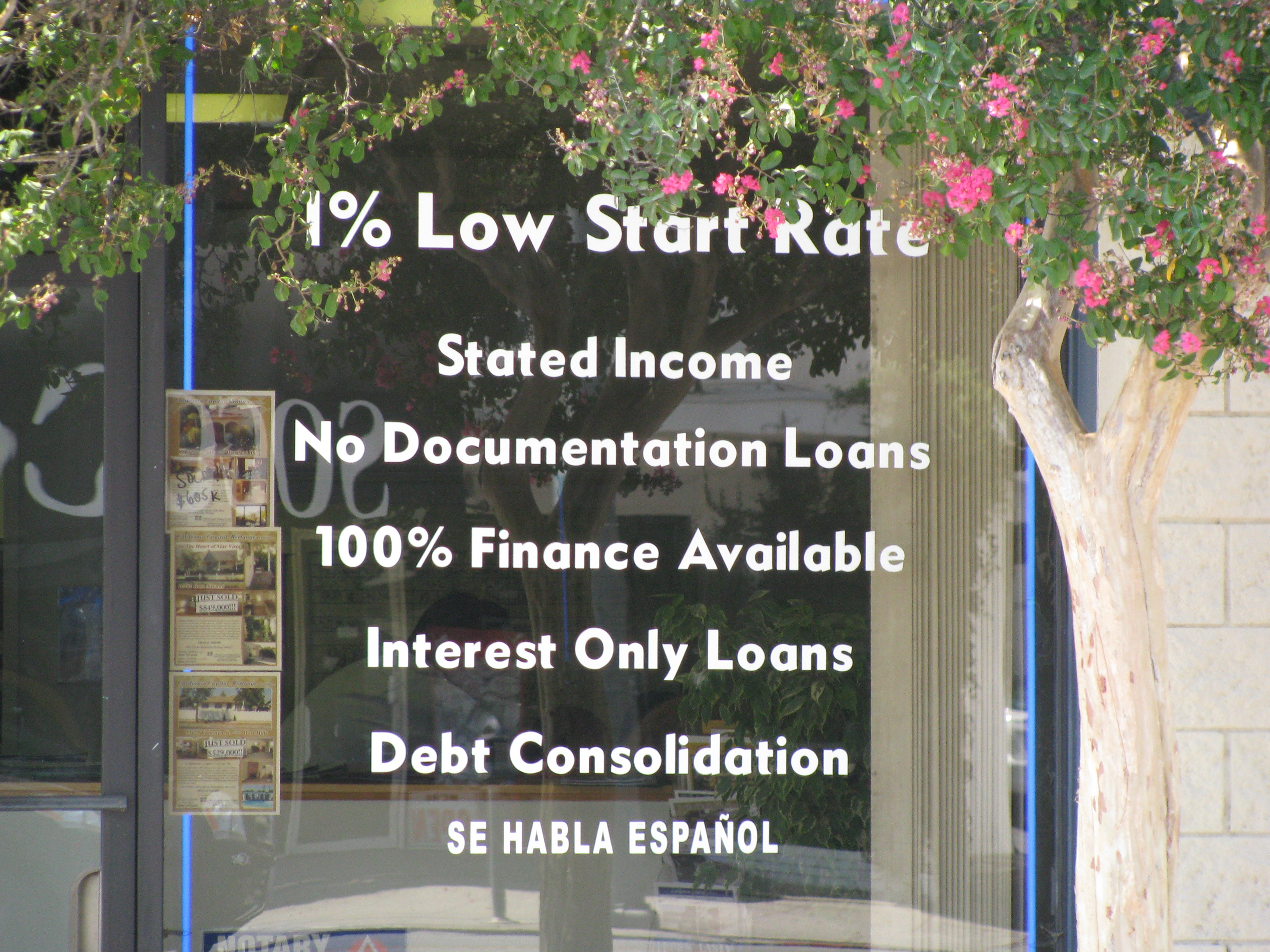
Etalage van aanbieder van achteraf riskant gebleken hypotheken

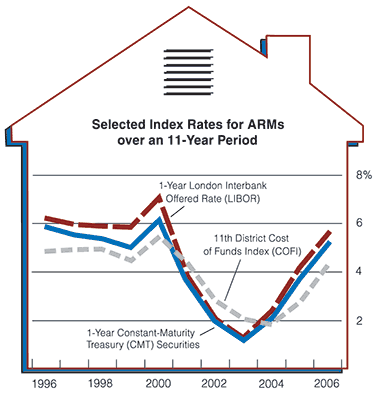
ARM Indexes 1996-2006; het verloop van de rente van Amerikaanse hypotheken met variabele rente

Een derde factor werd gevormd door de ontwikkeling van een groot aantal nieuwe hypotheekvormen in de VS. Dit had betrekking op de volgende aspecten:
- de verificatie van inkomensgegevens van hypotheekaanvragers werd versoepeld, variërend van het hanteren van summiere inkomensgegevens (bekend als low-doc loan) tot het geheel afzien van verificatie (bekend als no-doc loan);[a]
- het verstrekken van een groter leenbedrag in verhouding tot de waarde van het onderpand, waarbij tevens de aankoopkosten werden medegefinancierd (bekend als piggyback loan);
- het hanteren van een lage aanvangsrente die na enige tijd zou stijgen (bekend als step-up loan);
- het hanteren van de mogelijkheid dat gedurende de eerste periode de rente slechts gedeeltelijk betaald werd, en het niet-betaalde deel aan de hoofdsom werd toegevoegd (bekend als negative amortization loan, dus lening met negatieve aflossing of pay-option loan, dus lening met een keuze ten aanzien van het te betalen bedrag).

Verder werd, aanmerkelijk meer dan voorheen, gekozen voor een hypotheek met variabele rente (adjustable rate mortgage of ARM). In de VS houdt dit in dat de rente gedurende een klein aantal jaren na de aanvang vaststaat en daarna variabel wordt. Vaak is de rente vast voor een periode van twee jaar ("2/28") of vijf jaar ("5/25").
De meest ingrijpende verandering had echter betrekking op de kredietwaardigheid van de hypotheekaanvrager. In de Verenigde Staten wordt hierbij veel waarde gehecht aan de credit score van de aanvrager: een cijfer dat is gebaseerd op zijn betalingsgedrag in het verleden. Debiteuren met een slechtere krediethistorie worden hierbij aangeduid als "subprime" ("minder dan eerste klas"); vanaf circa 2002 werden ook aan deze categorie huiseigenaren hypotheken verstrekt.
Het gevolg van deze ontwikkelingen was een gestage stijging van de huizenprijzen. Dit leidde tot een grotere belangstelling, hetgeen wederom tot een prijsstijging leidde. Het eigen huis werd niet langer gezien als onderkomen, doch als speculatieobject: het oogmerk van steeds grotere groepen huizenkopers was, een huis te kopen teneinde dit na vrij korte tijd met winst door te verkopen. Door de tamelijk lage "instaprente" kon men aanmerkelijke bedragen lenen, doch het huis diende dan wel verkocht te worden voordat de "normale" rente in zou gaan. Men had dus groot belang bij een tijdige verkoop. Dit proces van herhaalde aankopen en verkopen stond bekend als "flipping".
In the years leading up to the crisis, a combination of factors, including low interest rates, lax lending standards, a proliferation of exotic mortgage products, and the growth of a global market for securitized loans fueled a rapid increase in household borrowing. An influx of new and often speculative homebuyers with access to easy credit helped bid up U.S. house prices to unprecedented levels relative to rents or disposable income.— Reuven Glick and Kevin J. Lansing, Federal Reserve bank of San Francisco, Global Household Leverage, House Prices and Consumption, January 11, 2010.
Een vierde factor werd gevormd door deregulatie (afschaffen van regelgeving) en een falend toezicht op het hanteren van de nog wel geldende regelgeving. De Amerikaanse minister van Financiën Timothy Geithner verklaarde tegenover het Huis van Afgevaardigden op 23 maart 2010 dat tekortschietende regelgeving en gebrekkig toezicht een belangrijke rol gespeeld hadden bij het ontstaan van de crisis:
For many years, the housing finance system provided credit to households in a reliable and stable manner, setting appropriate standards for mortgage origination, and attracting diverse sources of capital through securitization. However, insufficient regulation and enforcement was unable to check increasingly lax underwriting, irresponsible lending and excessive risk taking. Increasing usage of complex products led to a growing misalignment of incentives facing mortgage brokers, originators, credit investors and borrowers. This fueled unsustainable debt levels and house price appreciation. The risk of a fall in home prices was ignored by most and there was too much leverage in every part of the system. These problems were worst in the least regulated non-bank sectors that fed private-label securitizations. Over time, problems associated with the absence of prudent underwriting standards and effective consumer protection migrated from these sectors to the more highly regulated channels of mortgage origination, including the banking sector.— Secretary Timothy F. Geithner, Written Testimony, House Committee on Financial Services, March 23, 2010
Het IMF beschreef de situatie, overigens jaren later, te weten in zijn Global Financial Stability Report van april 2011, als "een periode van vrijwel onbeperkte beschikbaarheid van goedkoop krediet" ("a period of almost indiscriminate availability of cheap credit").

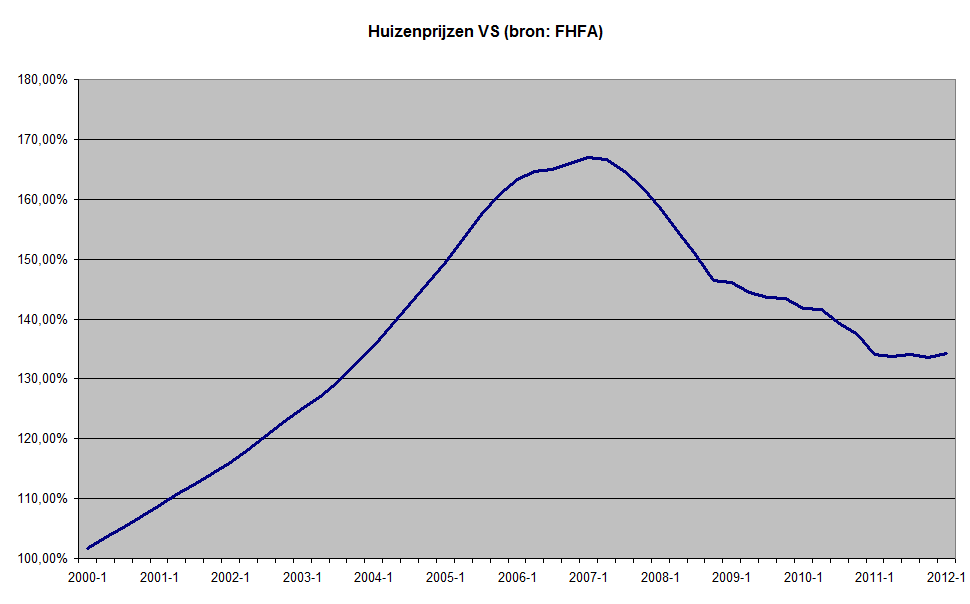
Ontwikkeling huizenprijzen VS, ultimo 1999=100

Achteraf bleek dat in een niet gering aantal gevallen leningen waren verstrekt die achteraf gezien slechts, zowel vanuit het oogpunt van de huiseigenaar als vanuit dat van de financier bezien, als uitermate roekeloos te kwalificeren waren Onder meer bleek dat er op grote schaal was uitgegaan van onjuiste gegevens omtrent de financiële positie van de aanvrager. Deels kwam dit doordat er 'stated-income' hypotheken verstrekt werden, waarbij de aanvrager zonder enig bewijs te hoeven overleggen, zijn inkomen kon opgeven. Anderzijds waren ook hypotheekadviseurs en -tussenpersonen verantwoordelijk voor het verschaffen van onjuiste informatie om een grotere hypotheekproductie en dus premies te kunnen realiseren. Opgemerkt moet worden dat het risico voor de huizenbezitters kleiner is dan dat in Europa zou zijn: in een aantal staten in de V.S. kan men "de sleutel inleveren" bij de bank als de hypotheekschuld hoger is dan de waarde van het huis; de restschuld wordt niet verhaald op de (voormalige) huiseigenaar.
Zolang de huizenprijzen bleven stijgen, ging echter alles goed. Door de gestegen huizenprijzen kon men zijn huis met winst verkopen en een groter huis kopen, of kon men op basis van dat extra onderpand geld lenen, en de vrijgekomen middelen aanwenden voor consumptieve bestedingen. Beide activiteiten vormden, in die jaren, een duidelijke positieve conjuncturele impuls. Ook werden huizen gekocht voor uitsluitend speculatieve doeleinden. Voor veel Amerikanen was speculatie met het eigen huis tevens de enige kans om financiële zekerheid te verwerven, gegeven de voorgaande twee decennia van loonstagnatie en bezuinigingen op de sociale zekerheid.
Door een aantal oorzaken stagneerde dit proces vanaf medio 2006. Een van de oorzaken was een serie renteverhogingen door de Federal Reserve, hetgeen een stijging van de hypotheekrente met zich meebracht. Een tweede factor was dat de woningprijzen een zodanig niveau bereikten dat ze voor steeds grotere groepen huizenkopers onbetaalbaar werden.

Ontwikkeling aantal foreclosures in VS vanaf begin 2007

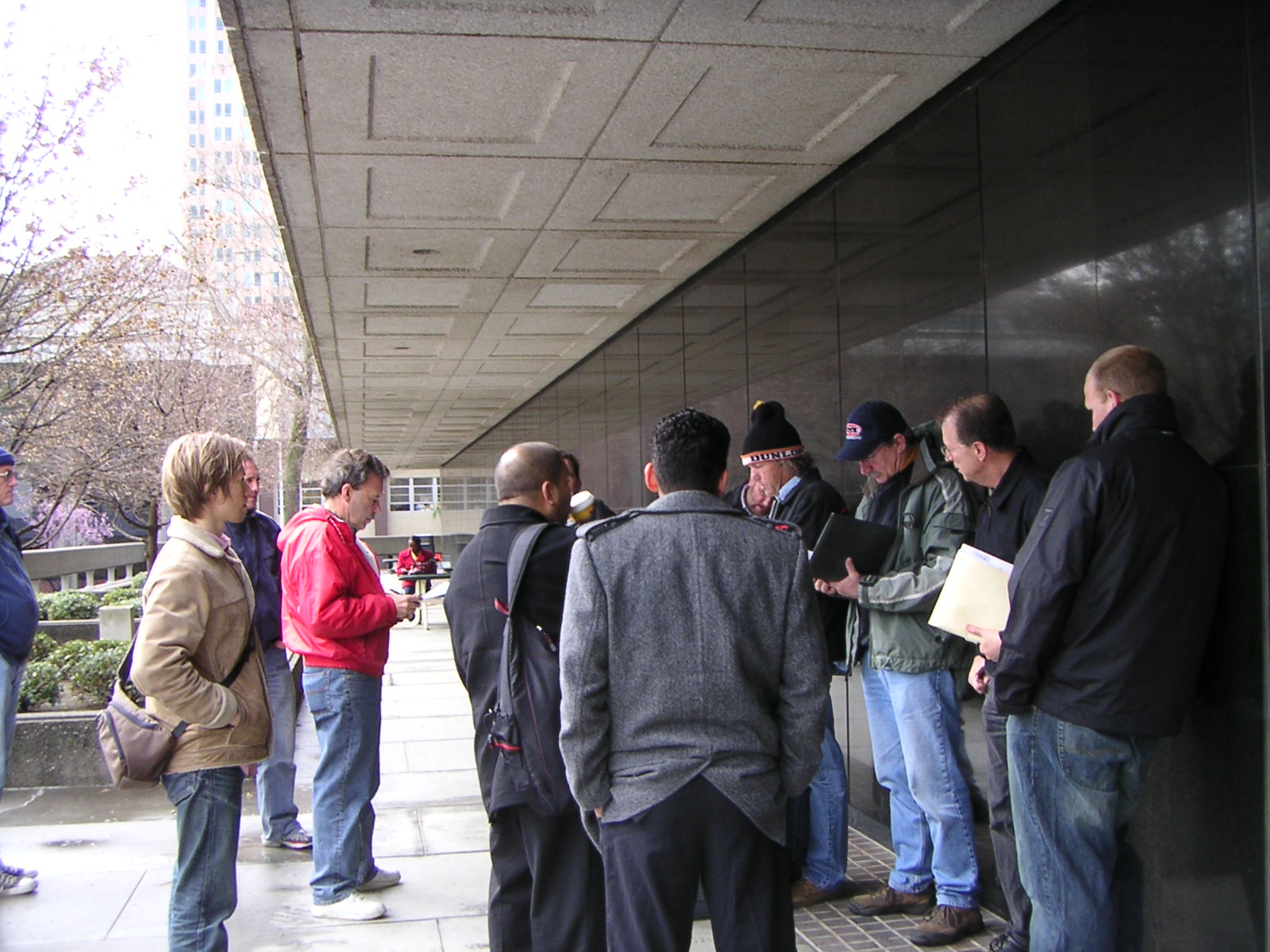
Veiling van Amerikaanse woningen op de stoep van het gerechtsgebouw, zoals voorgeschreven ("on the courthouse steps")

Vanaf medio 2006 namen betalingsachterstanden duidelijk toe, met name bij de subprime-hypotheken. Tevens bereikte een toenemend aantal leningen het einde van hun rentevaste periode, en werden de huiseigenaren geconfronteerd met een aanmerkelijk hogere rente: in het typische geval met circa 2 tot 2,5 procentpunt. Hun lasten namen daarmee sterk toe. Bij leningen met een lage instaprente kon deze stijging nog aanmerkelijk groter zijn. Bij de negative amortization loan kon tevens de mogelijkheid tot negatieve aflossing vervallen. In sommige situaties kon hierdoor sprake zijn van een verveelvoudiging van de maandelijkse lasten.
Door deze oorzaken daalde de belangstelling voor (steeds grotere en/of duurdere) huizen, hetgeen onder meer tot uitdrukking kwam in een afname van het aantal nieuwgebouwde woningen, en in een afname van het aantal verkopen van bestaande woningen. Het aantal gedwongen verkopen ("foreclosures") nam sterk toe. Dit proces ging nog geruime tijd door: over het derde kwartaal van 2009 bleek het aantal "foreclosure notices" te zijn gestegen tot ruim 900.000, wat 23% meer was dan in het derde kwartaal van 2008. In maart 2010 bleek dat er sinds 2008 meer dan 1 miljoen foreclosures hadden plaatsgevonden.
Vanaf eind 2006 moest een toenemend aantal (meestal kleinere, doch ook een aantal grotere) hypotheekbanken zijn activiteiten inkrimpen of soms geheel staken.
Vanaf begin 2007 verscherpten hypotheekbanken hun leningsvoorwaarden, hetgeen tot gevolg had dat het verkrijgen van nieuwe zowel als vervangende hypotheken steeds moeilijker en duurder werd.
De getroffen huiseigenaren waren in sommige gevallen genoodzaakt onderdak te zoeken in geïmproviseerde tentenkampen.

### Ontwikkelingen op woning- en hypothekenmarkten elders

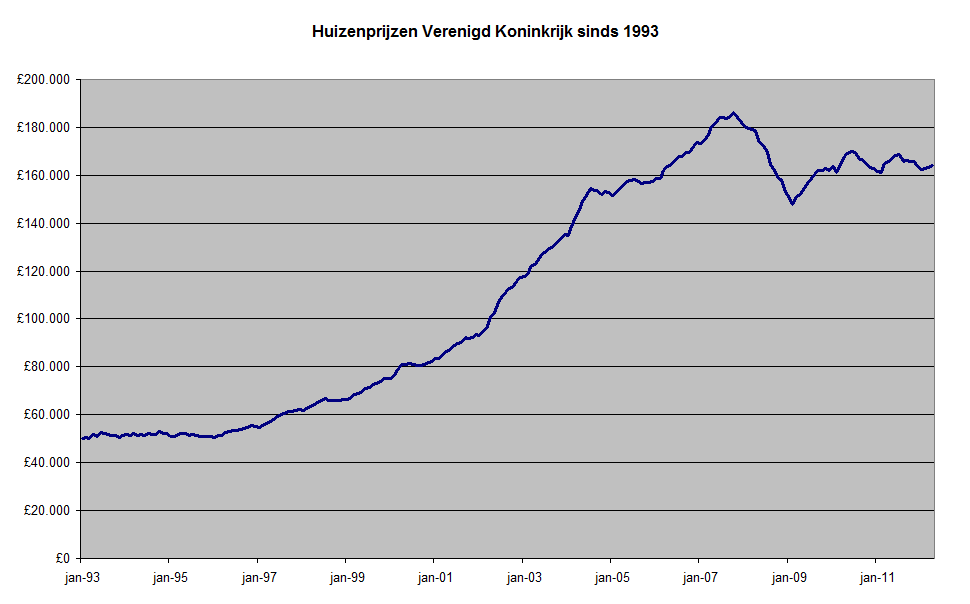
Ontwikkeling huizenprijzen Verenigd Koninkrijk, ultimo 1992=100

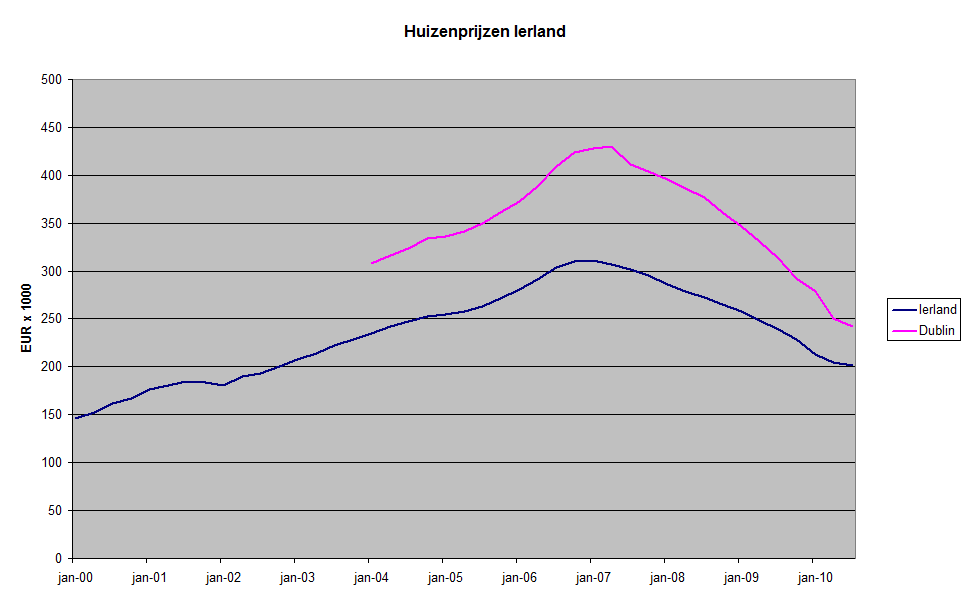
Ontwikkeling van huizenprijzen in Ierland en in Dublin, 2000 - zomer 2010, in euro's

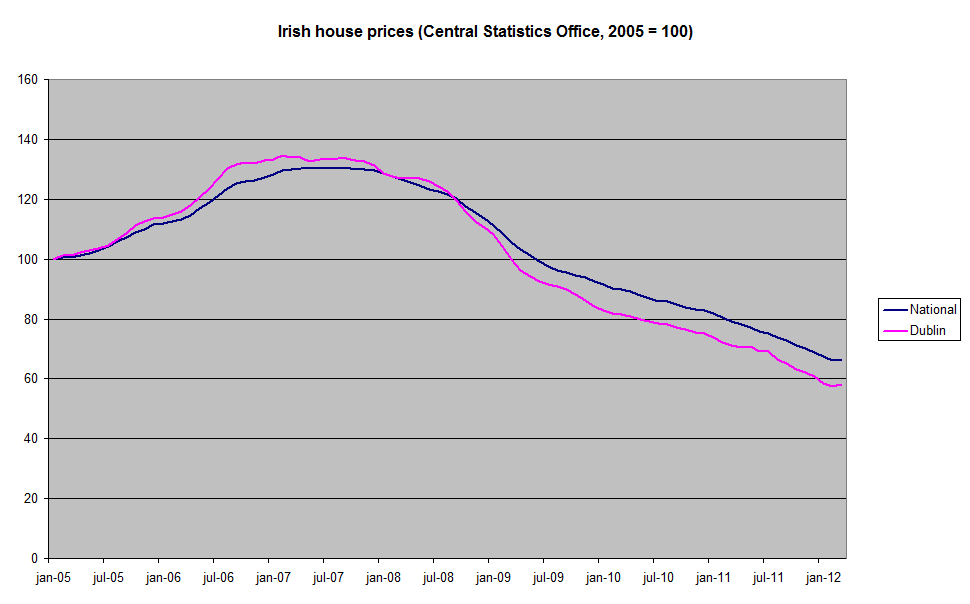
Ontwikkeling van huizenprijzen in Ierland en in Dublin vanaf 2005, indexcijfers

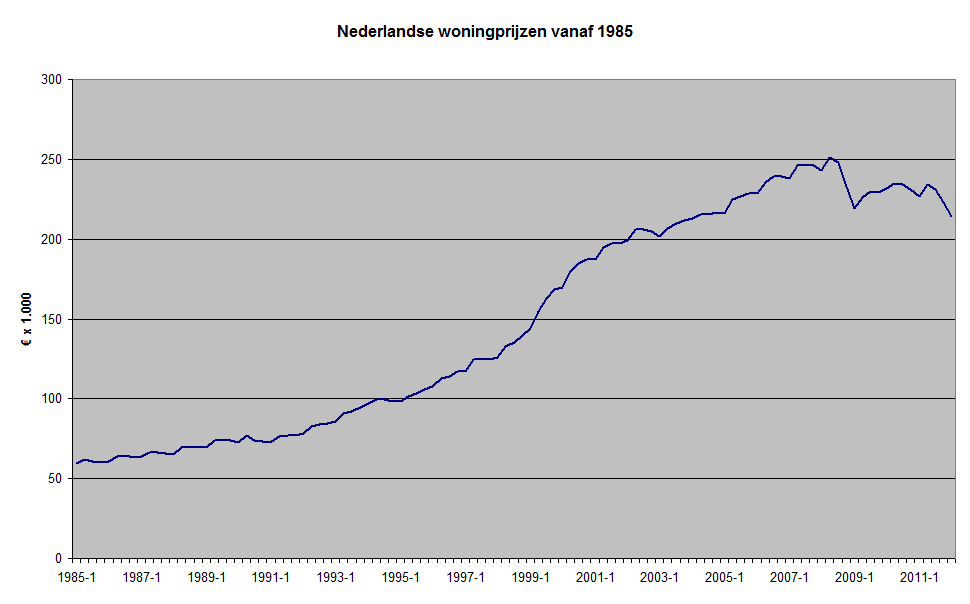
Ontwikkeling van huizenprijzen in Nederland, in duizenden euro's

De hierboven beschreven ontwikkelingen deden zich ook, in soms mindere mate, voor op woning- en hypotheekmarkten elders. Met name in het Verenigd Koninkrijk waren huizenprijzen ook sterk gestegen, doch vanaf circa maart 2008 trad een daling op, hetgeen leidde tot een toename van het aantal te koop staande woningen. Ook hier speelde een rol dat in dit geval Britse hypotheekverstrekkers niet alleen hun rentetarieven verhoogden, maar ook hun leningsvoorwaarden aanscherpten. Tevens speelde in het Verenigd Koninkrijk het verschijnsel buy to let een rol: het door particulieren kopen van een woning met het doel deze, vaak na een renovatie, met winst te verhuren. Bij een dergelijke investering speelt de verhouding tussen de te betalen hypotheekrente en de te ontvangen huur (minus de kosten van onderhoud en eventueel renovatie) een grote rol. Indien dergelijke beleggingen niet meer aantrekkelijk gevonden worden, leidt dat tot een sterke daling van de vraag naar daarvoor in aanmerking komende woningen. Ook is hierbij van belang dat het grootste deel van Britse hypotheken een rente heeft die gekoppeld is aan de geldmarktrente, zodat rentewijzigingen door de Bank of England (de Britse centrale bank) direct doorwerken in de hoogte van de hypotheekrente.
In Canada, waarvan de economie in hoge mate afhankelijk is van de export naar de Verenigde Staten, kwam de stijging van de huizenprijzen vanaf het begin van 2008 tot stilstand.
Ook in Ierland was sprake van een daling van de huizenprijzen. Hierbij speelt een rol dat Ierland sedert het midden van de jaren 90 van de twintigste eeuw een sterke economische groei had vertoond. Met name in en rond Dublin hadden zich vele buitenlandse bedrijven gevestigd, mede onder invloed van fiscale faciliteiten. Dit had geleid tot een sterke vraag naar woningen in die regio, wat de huizenprijzen sterk had opgedreven.
In Nederland was tot circa medio 2007 sprake van een gestage stijging van de huizenprijzen, die in het vierde kwartaal van 2007 enigszins afvlakte. Vanaf het derde kwartaal van 2008 begonnen de huizenprijzen te dalen; in het eerste kwartaal van 2009 zette de daling zich voort, om in de volgende kwartalen op een veel lager volume bijna te stabiliseren.

### Toename van uitstaande leningen in het algemeen, en afname daarvan vanaf circa eind 2008
Niet alleen het uitstaande bedrag aan woninghypotheken (in de VS en elders) was toegenomen, ook andere typen leningen lieten in de loop der jaren een sterke toename zien. Dit gold ook voor leningen aan commerciële ondernemingen, vaak in het kader van leveraged buy-outs, voor leningen aan financiële instellingen, en voor staatsleningen en andere leningen aan lagere overheden. Deze toename dient uiteraard gecorrigeerd te worden voor de inflatie die in de loop der jaren is opgetreden, maar ook na deze correctie is sprake van een duidelijke toename van de verhouding van de totale schuld versus het nationale inkomen. Dit verschijnsel deed zich in de gehele (geïndustrialiseerde) wereld voor. Het gevolg was dat de financiële sector een steeds groter aandeel in de totale economie kreeg. In een extreme vorm bleek dit in IJsland het geval te zijn. Het gevolg was dat steeds meer partijen in de economie (relatief) steeds grotere bedragen leenden en uitleenden, en dat er, over de breedte van de economie gezien, steeds meer sprake was van "leverage": het verschijnsel dat er, gegeven een bepaald "eigen vermogen" sprake is van steeds grotere bedragen aan geleend geld enerzijds, en vorderingen (uitgeleend geld) en overige bezittingen anderzijds. De netto financiële positie werd daarmee steeds meer gevoelig voor (mogelijk niet parallelle) veranderingen in de componenten van die balans. De totale schulden van de diverse sectoren in de VS ontwikkelden zich sinds 1975 als hiernaast aangegeven. Voor andere landen en regio's zijn geen vergelijkbare cijfers voorhanden, maar op basis van een vergelijking van cijfers van deelgebieden kan worden aangenomen dat dit verschijnsel zich ook elders, mogelijk in mindere mate, heeft voorgedaan.
Vanaf ongeveer het einde van 2008 bleek echter sprake te zijn van een omslag in dit proces: het totaal aan uitstaande leningen nam minder toe en soms zelfs af. In hoeverre dit een kwestie is van afgenomen bereidheid van financiers om leningen te verstrekken, of van mindere geneigdheid van debiteuren om leningen op te nemen, is voor discussie vatbaar. De in die periode toenemende spaarquote in de VS doet vermoeden dat beide factoren een rol speelden. Het gevolg van dit proces was dat de reeds ingezette contractie van de economie in ieder geval niet verminderd werd.
However, far more serious than this decline in growth, we have the durably lower level of expenditure related to credit: purchases of real estate, durable goods (cars, etc.). [...] This contraction in demand is a far more serious development than the decline in the long-run growth in demand, and one fails to see how economic policies could prevent it.— Patrick Arthus, Natixis, Flash Economics, 15 December 2008 - No. 571

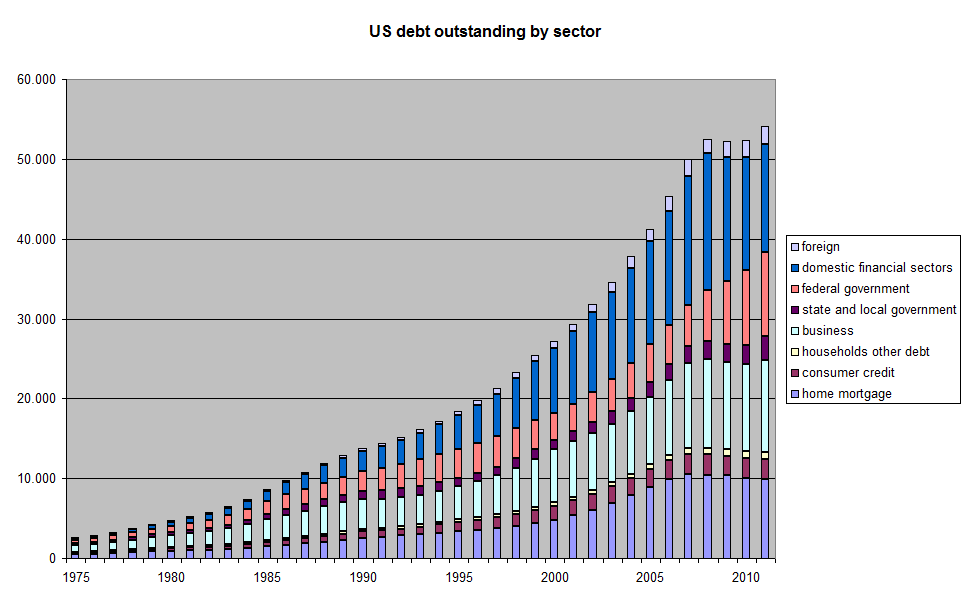
Totale schulden VS sinds 1975

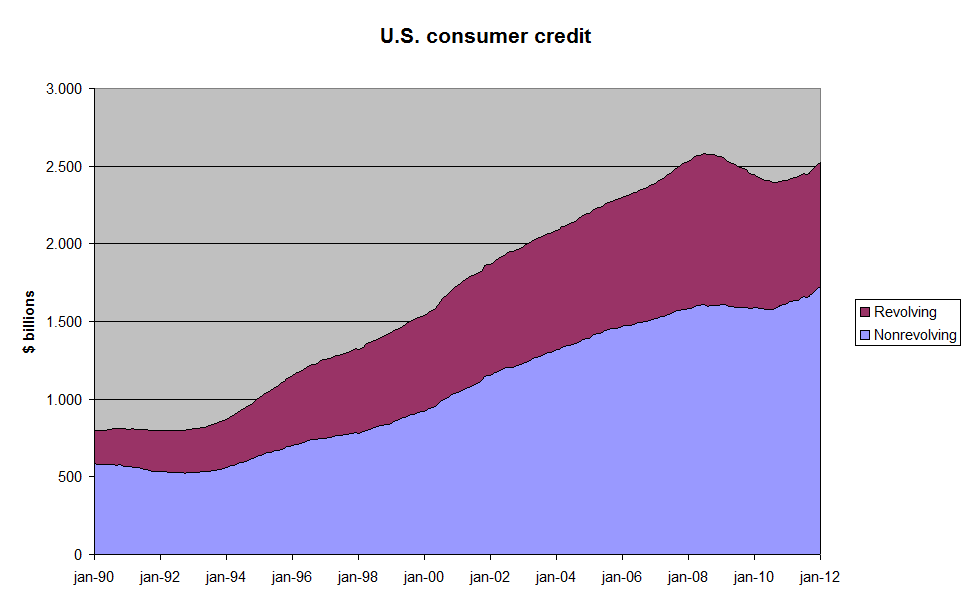
Ontwikkeling van het uitstaande bedrag aan consumentenkrediet in de VS, in miljarden dollars

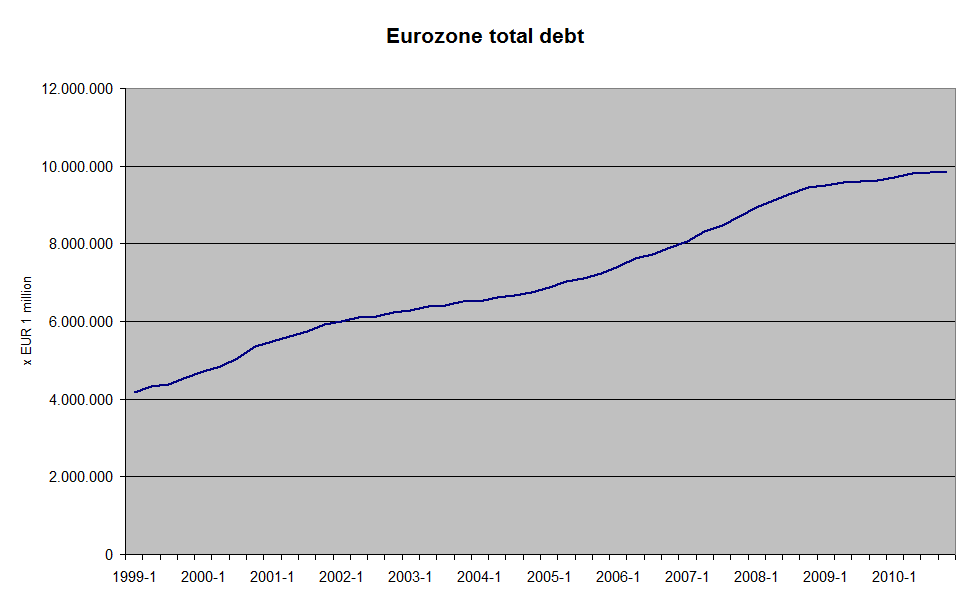
Totale schulden Eurozone sinds 1999

Sedert het begin van de kredietcrisis is in de VS een stabilisatie van het bedrag aan uitstaand hypothecair krediet te zien, gevolgd door een zekere daling. Ook de ontwikkeling van het totale bedrag aan consumptief krediet (met name auto loans en credit cards) liet, na een jarenlange gestage stijging, vanaf eind 2008 een stabilisatie zien, later gevolgd door een duidelijke daling. Een afname van het bedrag aan opgenomen geld wordt aangeduid als "deleveraging", waarbij de oorzaak zowel kan zijn gelegen in een mindere beschikbaarheid van krediet als in een afname van de vraag naar krediet. Het effect op de reële economie kan echter zeer negatief zijn.
De macro-economische effecten waren voor de Amerikaanse overheid reden om een grootschalig stimuleringsprogramma op te zetten. Men kondigde op 12 november aan voornemens te zijn de nog resterende $ 350 miljard van het reddingsplan van $ 700 miljard waartoe begin oktober 2008 werd besloten te willen gebruiken voor het vlot trekken van de markt voor consumentenleningen, autoleningen en studieleningen. (Later werd dit plan echter weer verlaten.)
Op 19 december 2008 berichtte de Federal Reserve voornemens te zijn om voor $ 200 miljard aan laagrentende leningen te verstrekken aan beleggingsinstellingen, waaronder begrepen hedgefondsen, op voorwaarde dat die hiervoor gesecuritiseerde "consumer loans" zouden kopen. Op 7 februari werd de verdere uitwerking van dit plan, aangeduid als Term Asset-Backed Securities Loan Facility, bekendgemaakt. Omvang, werkingssfeer en looptijd werden later uitgebreid.
Ook in de eurozone namen de schulden van zowel de overheid als de private sector in de loop der jaren sterk toe. Sedert het begin van 1999 (de datum van invoering van de girale euro) ontwikkelden ze zich als volgens nevenstaande grafiek.

### Complexe financiële producten
De hypothecaire leningen werden door hypotheekbanken niet zelf gefinancierd, maar werden relatief snel door de hypotheekbanken aan derden doorverkocht. Dit proces staat bekend als securitization, en de daaruit resulterende obligaties als mortgage backed securities (MBS). Een verdere innovatie vond plaats door middel van collateralized debt obligations (CDO's), waarbij binnen een pakket obligaties een onderlinge rangorde werd aangebracht ten aanzien van de volgorde waarin betaling van rente en aflossing zou worden ontvangen. Mede doordat deze producten gecombineerd werden met derivaten werd het moeilijk om in te schatten wat de waarde hiervan was.
De complexiteit van dergelijke producten kan met de volgende anekdote geïllustreerd worden. In november 2010 publiceerde Dan Edstrom, een Amerikaanse deskundige op het gebied van de administratieve organisatie van securitisatieprogramma's, zijn bevindingen van een onderzoek wie nu eigenlijk de houder van zijn eigen hypotheek was. Dit onderzoek had een jaar in beslag genomen. Er bleken, in diverse hoedanigheden, een groot aantal rechtspersonen bij betrokken te zijn geweest; de schematische weergave besloeg een dichtbedrukte pagina.
Topbelegger Warren Buffett waarschuwde specifiek tegen de enorme proliferatie van deze producten. Hij noemt ze bij onoordeelkundig gebruik financiële massavernietigingswapens.
| Bij iedere vorm van beleggen wordt regelmatig de waarde van de investeringen vastgesteld. Meestal kan hierbij gebruik worden gemaakt van een beurskoers. Bij de hier genoemde CDO's was vaak geen beursnotering aanwezig. Zonder beurskoers dient de waarde geschat te worden door gebruik te maken van de koers van vergelijkbare staatsleningen, gecorrigeerd voor enerzijds het (algemene) verschil in kredietwaardigheid (de "credit spread") en anderzijds de vermoedelijke kans op wanbetaling ("default"). Voor het schatten van de kans op wanbetaling werden statistische technieken losgelaten op historische gegevens omtrent het betalingsgedrag van huiseigenaren. Deze techniek, waarbij een belegging werd gewaardeerd aan de hand van een rekenmodel, noemt men "marking to model" (waardering op basis van beurskoersen noemt men "marking to market"). Het gevaar van waardebepaling op basis van een model is dat het kwetsbaar is voor fouten en manipulatie en het bovendien schijnzekerheid biedt. Het nadeel van "marking to market" is echter dat als de markt in een bepaald type activa tot stilstand is gekomen (er op die markt niet of nauwelijks transacties tot stand komen) er geen goed aanknopingspunt voor de waardebepaling van activa voorhanden is. De (Amerikaanse) Federal Accounting Standards Board stelde in maart 2009 voor om het "mark to market"-principe niet meer onverkort toe te passen. Het probleem van moeilijk te waarderen activa bleef met grote regelmaat de gemoederen bezighouden. Enerzijds werd erop gewezen dat als er geen noodzaak of voornemen is om een bepaalde bezitting te verkopen, het niet nodig zou moeten zijn een - mogelijk tijdelijke - waardedaling direct in de gerapporteerde balans zichtbaar te maken. (Als voorbeeld werd hierbij gewezen op de hypothecaire lening die reeds geruime tijd zonder problemen wordt afbetaald, en derhalve tegen ongeveer de nominale waarde zou moeten kunnen worden opgenomen, doch die in een "distressed market" tegen een aanmerkelijk lagere koers zou moeten worden gewaardeerd). Slechts indien verkoop beoogd werd, zou de lagere marktwaarde moeten gelden. Hiertoe werd een onderscheid in de beleggingsportefeuille voorgesteld tussen "hold to maturity" en "available for sale". Anderzijds werd er op gewezen dat een dergelijke methode ertoe zou leiden dat banken hun activa zo veel mogelijk in die eerste categorie zouden houden, en dat het voor vermogensverschaffers niet meer mogelijk zou zijn om zich een beeld te vormen van wat de activa in het geval van liquidatie waard zouden zijn. Het zicht op de werkelijke waarde van een bank zou daarmee versluierd worden. |

### Voortgaande twijfel aan waarderingen
In de daaropvolgende weken nam de twijfel omtrent de correcte waardering van dergelijke beleggingen toe. De betalingsachterstanden namen dusdanige vormen aan dat de op het verleden gebaseerde modellen niet langer bruikbaar werden geacht. Tevens bleek dat steeds minder partijen bereid waren om een markt te onderhouden in de betreffende obligaties. Dit betekende dat noch marking to model, noch marking to market tot een correcte waardebepaling zou kunnen leiden.
In juli 2007 meldde een dochter van de Franse bank BNP Paribas dat zij van drie door haar beheerde beleggingsfondsen niet in staat was de waarde vast te stellen, aangezien "The complete absence of liquidity in certain market segments of the U.S. securitization market has made it impossible to value certain assets fairly regardless of their quality or credit rating." Vergelijkbare berichten of vermoedens waren reeds eerder van of omtrent andere partijen vernomen. Daarnaast rezen er twijfels over de credit ratings zoals die zijn afgegeven door Standard & Poor's en Moody's.
In de daaropvolgende dagen en weken nam de onzekerheid in de markt toe, en werden steeds meer twijfels geuit omtrent de waarderingsmodellen van derivaten in het algemeen. Een groot deel van de op de financiële markten verhandelde derivaten wordt niet op een beurs verhandeld maar onderling in "the over-the-counter" markt, dus over de toonbank.
De twijfel omtrent de waardering van beleggingen werd in de loop van de crisis niet weggenomen. Vanaf circa medio 2008 werden steeds meer vraagtekens geplaatst bij de waardering van ook "normale" financiële producten waarbij hypotheken betrokken waren, vanwege de gebrekkige liquiditeit van dergelijke leningen. Dit probleem bleef regelmatig de kop opsteken.
De Autoriteit Financiële Markten uitte in een begin december 2009 verschenen rapport kritiek op een aantal accountantskantoren, die bij de beoordeling van de waardering van complexe financiële producten (door "market to model") onvoldoende de merites en werking van die modellen hadden onderzocht. Bij één of meer kantoren kondigde de AFM een "normoverdragend gesprek" aan.

### Rol van hedgefondsen
In juni 2007 meldde de Amerikaanse bank Bear Stearns dat twee door haar beheerde hedgefondsen in de problemen waren geraakt. De beide hedgefondsen belegden onder andere in CDO's en waardeerden hun beleggingen (marking to model) te hoog in vergelijking met de waardering in de markt (marking to market). De verliezen door de afboekingen waren dusdanig dat Bear Stearns zich gedwongen zag in te grijpen. Dat het hier hedgefondsen betrof, heeft op zich weinig met de kredietcrisis te maken; de problemen vloeiden voort uit de aard van de beleggingen. Het is echter wel zo dat mezzanine CDO's, en in sterkere mate equity tranche CDO's, door hun risicoprofiel in meer dan gemiddelde mate voor hedgefondsen interessant waren. In de periode voordat de kredietcrisis losbarstte was er discussie in de media over de rol van hedgefondsen. Tijdens de kredietcrisis bleek de rol van hedgefunds vrij klein te zijn. Door toegenomen onzekerheid over de wijze van functioneren van de financiële markten trokken beleggers hun tegoeden terug uit fondsen. Aangezien hedgefondsen en beleggingsfondsen hun beleggers moeten uitkeren indien de beleggers hun inleg terugvragen, moest dan een gedeelte van de portefeuille verkocht worden. Het (in feite gedwongen) verkopen van grote posities versterkte de koersbewegingen op de beurzen.
De twee beheerders van de hierboven genoemde fondsen van Bear Stearns, Ralph Cioffi en Matthew Tannin, werden vervolgd ter zake van beweerde misleiding van beleggers, doch op 11 november 2009 door een jury vrijgesproken.

### "Credit crunch" op de interbancaire geldmarkt
Een belangrijke rol in het mondiale financiële systeem wordt gevormd door de interbancaire geldmarkt: de markt waarbij vooral banken elkaar, voor korte perioden, variërend van één dag tot twee jaar, vaak omvangrijke leningen verstrekken. Met behulp van deze leningen kunnen banken in hun behoefte aan liquide middelen voorzien, en kunnen zij overtollige liquiditeiten voor korte perioden rentedragend beleggen. Voor een soepel functioneren van deze markt is het vertrouwen in een correct nakomen van de verplichtingen uiteraard essentieel. Centrale banken opereren tevens op deze markt in het kader van hun monetaire beleid, waarbij, door het verstrekken van liquiditeiten of door het (geforceerd) afromen van liquiditeiten, de geldhoeveelheid en de rente op de geldmarkt gestuurd kan worden. De vraag of dit sturingsinstrument steeds correct werkt, wordt hier verder buiten beschouwing gelaten, evenals de vraag of dit tot ongewenste neveneffecten leidt. In dit verband wordt wel opgemerkt dat een beleid waarbij centrale banken (naar verwacht wordt steeds) in problemen verkerende financiële instellingen te hulp zullen komen, kan leiden tot roekeloos gedrag: in geval van problemen zal men wel geholpen worden. Dit staat bekend als moral hazard.
Op 9 augustus 2007 bleek dat er zich binnen het Europese bankwezen kennelijk een crisis dreigde voor te doen: de geldmarkttarieven stegen plotseling scherp. De ECB kondigde een eendaagse liquiditeitssteun aan, waarbij Europese banken tegen 4,00% onbeperkt geld konden lenen (doch wel tegen een toereikend onderpand). Hierop werd voor € 95 miljard toegewezen. Niet bekend is of er banken in een liquiditeitscrisis verkeerden, en zo ja, welke banken dat waren: toezichthouders plegen hierover geen mededelingen te doen. In de daaropvolgende dagen werd nogmaals een dergelijke extra faciliteit gebruikt, doch voor lagere bedragen: op 10 augustus € 61 miljard, en op 13 augustus € 7,7 miljard. Deze faciliteiten vervingen steeds de eerdere faciliteit; de bedragen kunnen niet bij elkaar opgeteld worden. Andere centrale banken verstrekten ook dergelijke kortlopende faciliteiten, doch voor kleinere bedragen.
Op de Amerikaanse geld- en kapitaalmarkt deed zich eveneens een "credit crunch" voor. Beleggers bleken niet langer bereid om (onbeperkt) leningen van hypotheekbanken over te nemen, zodat het hierboven beschreven proces van securitization stokte. Hypotheekbanken bleken verder geconfronteerd te worden met de noodzaak, bij gedwongen verkopen huizen zelf in te kopen, aangezien er niet voldoende belangstelling voor bestond. Deze hypotheekbanken waren echter grotendeels met kortlopende leningen gefinancierd. De gesignaleerde problemen waren echter voor de verstrekkers van die leningen reden zeer terughoudend te zijn met voortgezette verstrekking daarvan. Het gevolg was een snel toenemend financieringsprobleem, bij een toenemend aantal hypotheekbanken. Een aantal hypotheekbanken vroeg surseance aan; andere banken dienden terug te vallen op leningsarrangementen bij hun huisbankiers, tegen onbekende doch vermoedelijk hoge rentes.
Op 17 augustus 2007 verlaagde de Federal Reserve zijn discount rate, het toptarief waartegen banken van de Amerikaanse centrale bank kunnen lenen, van 6,25% tot 5,75%.
Naast het opdrogen van de interbancaire geld- en depositohandel was ook sprake van een toegenomen argwaan van ondernemingen om hun tegoeden bij "verdachte" banken te plaatsen. Men gaf de voorkeur aan een bank met een hogere rating dan hun "huisbank".

### Bonuscultuur
In de kredietcrisis heeft de bonuscultuur bij grote banken een niet onbelangrijke rol gespeeld. Topbestuurders en succesvolle handelaren ontvingen in de jaren voorafgaande aan de kredietcrisis zeer grote bonussen. Dit leidde, naarmate de kredietcrisis voortschreed, tot kritiek.

### Ongenoegen

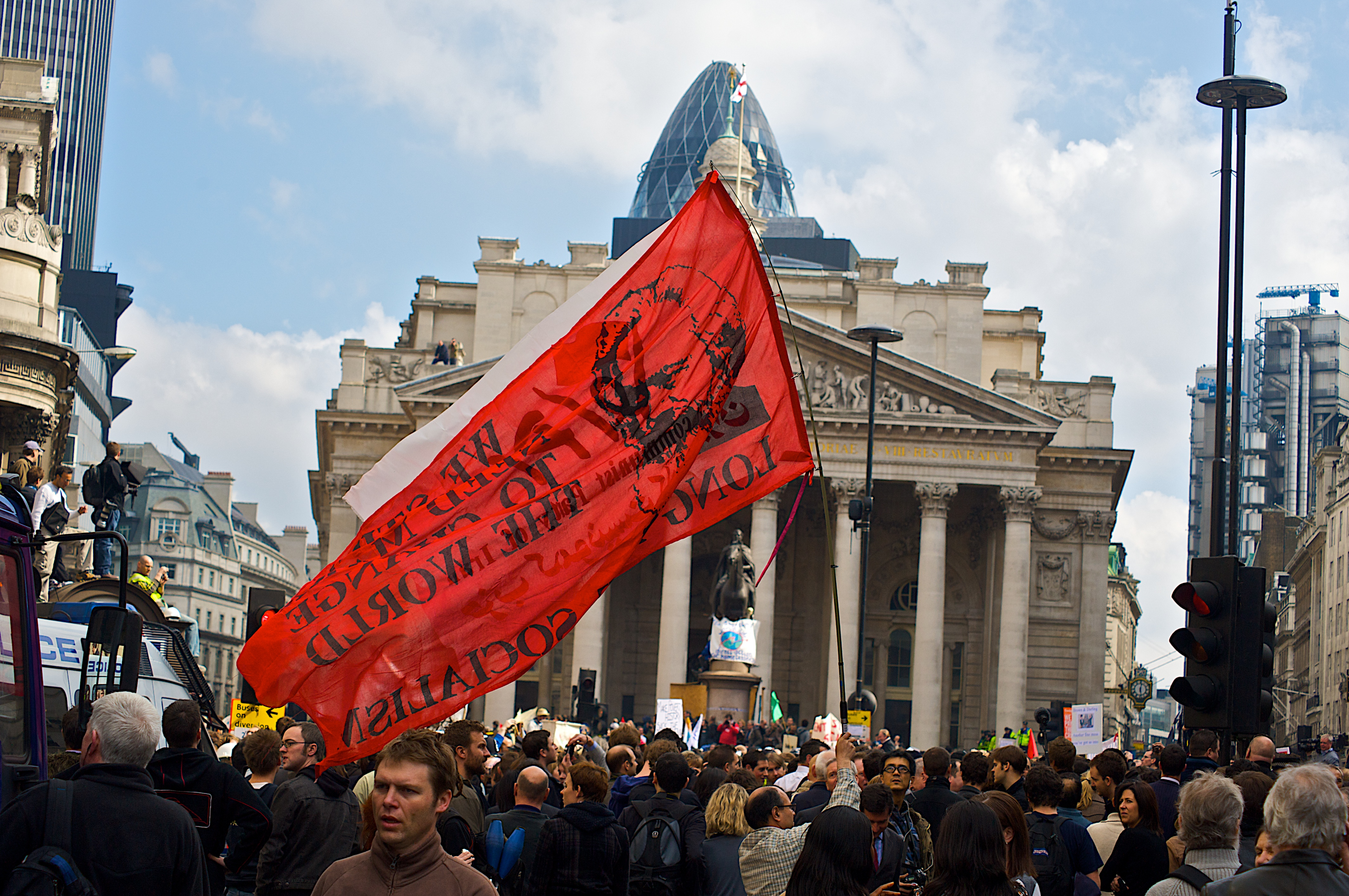
Demonstranten op 1 april 2009 bij de Bank of England

Naarmate de kredietcrisis verder voortschreed ontstond in de samenleving steeds meer ongenoegen omtrent de vermeende rol die het bankwezen had gespeeld bij het ontstaan van de crisis. Op diverse momenten werd dit ongenoegen geuit, onder meer door het beschadigen van de woning van de voormalige bestuursvoorzitter van RBS, Sir Fred Goodwin, en bij demonstraties op 1 april 2009 in de Londense City.
De toegenomen onmin in de samenleving omtrent het functioneren van het bankwezen leidde er tevens toe dat de Nederlandse bankensector in juni 2009 aankondigde een gedragscode te zullen opstellen, in samenwerking met het ministerie van Financiën; de code zou in een wet worden vastgelegd.
Uitspraken van Lloyd Blankfein, CEO van Goldman Sachs, dat "bankiers Gods werk deden" leidden, mede in de context van de beweerde grote invloed van Goldman Sachs op het handelen van de Amerikaanse overheid, in november 2009 tot kritische reacties.
In het najaar van 2011 ontstond een nieuwe golf van uitingen van ongenoegen, mede ingegeven door de mate waarin de bankencrisis was overgegaan in een algehele schuldencrisis: men ging locaties bezetten die met het kapitalisme werden geassocieerd. De beweging die deze uitingen organiseerde werd bekend als "Occupy", waarbij meestal de naam van de betreffende locatie werd genoemd. De geuite wensen waren divers van aard, doch hadden meestal als gemeenschappelijk element dat de banken in sterkere mate verantwoordelijk dienden te worden gesteld voor de ontstane schade, in plaats van deze op de samenleving af te wentelen en zelf buiten schot te blijven.

## Verdere gebeurtenissen in hoofdlijnen

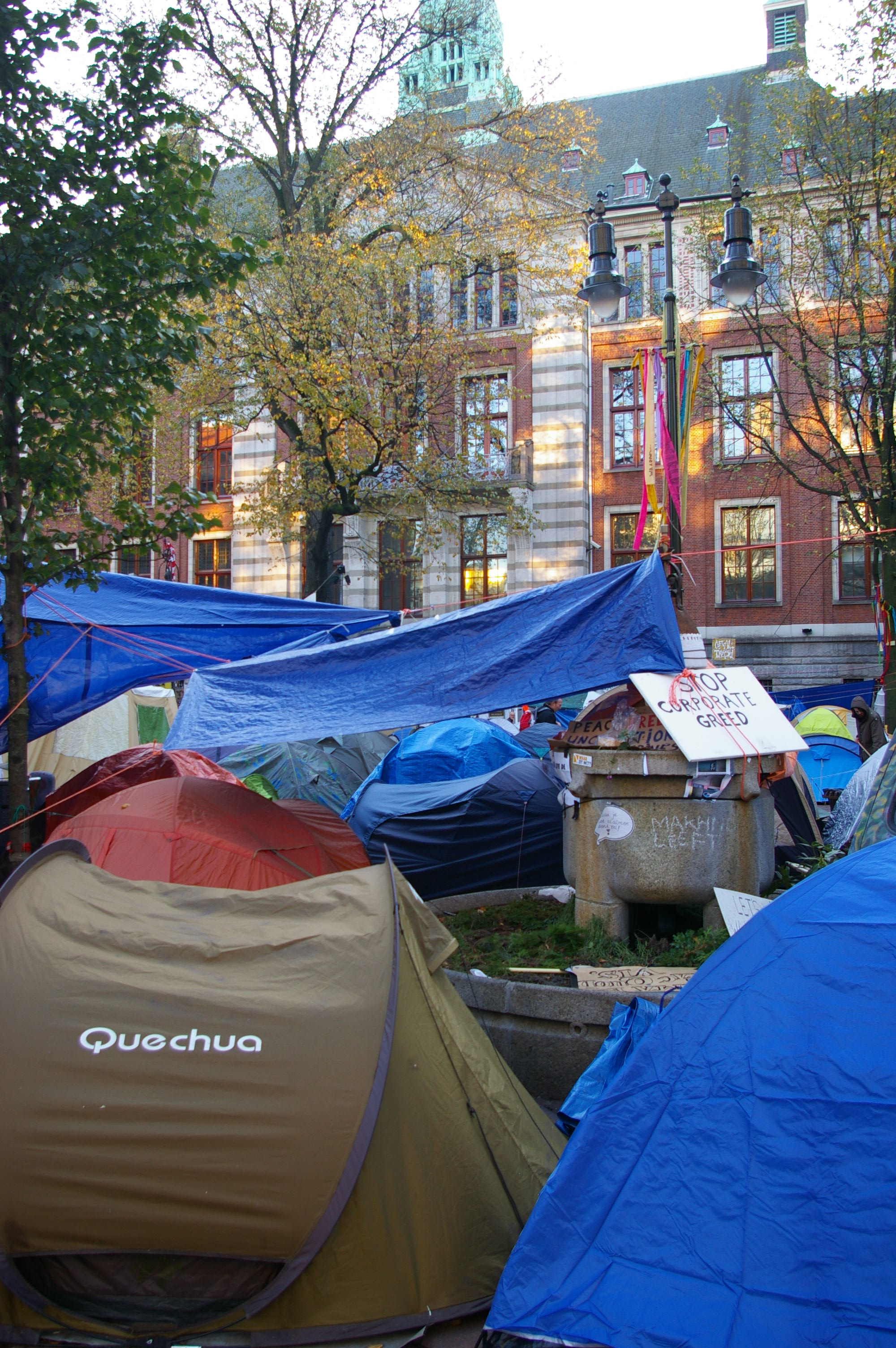
Tentenkamp op het Beursplein, Amsterdam, oktober 2011

Na medio augustus 2007 moest een groot aantal banken en andere financiële instellingen afwaarderingen op beleggingen rapporteren. In diverse gevallen bleken reddingsoperaties noodzakelijk. In een aantal gevallen werden nieuwe aandelen geplaatst bij Sovereign Wealth Funds in Azië of het Midden-Oosten. Centrale banken moesten meerdere keren (met name in september 2007 en december 2007) voor zeer aanmerkelijke bedragen aan liquiditeitssteun verlenen aan het bankwezen. Niet in alle gevallen kon daarmee een debacle voorkomen worden; de Britse hypotheekbank Northern Rock werd in september 2007 geconfronteerd met een "run on the bank", het verschijnsel dat rekeninghouders massaal hun tegoeden opnamen. De situatie op de Amerikaanse woningmarkt verslechterde alleen maar, en het tempo daarvan nam zelfs toe. Het aantal gedwongen verkopen bereikte bijna elke maand een nieuw recordniveau. Amerikaanse banken, gestimuleerd door de Amerikaanse overheid, presenteerden diverse programma's die beoogden het aantal gedwongen huizenverkopen te beteugelen, doch zonder veel resultaat. Uiteindelijk presenteerde de Amerikaanse regering in januari 2008 een pakket steunmaatregelen van circa $ 160 miljard. Centrale banken verlaagden diverse malen de officiële rentetarieven, waarbij de Federal Reserve zeer forse verlagingen doorvoerde. Voorts introduceerde de Federal Reserve diverse nieuwe leningsfaciliteiten, waarbij ook andere dan staatsleningen als onderpand werden geaccepteerd. Naarmate de tijd verstreek, gingen problemen bij diverse typen beleggingen elkaar versterken. De ramingen van de totale omvang van de schade als gevolg van de crisis stegen gestaag, van enkele tientallen miljarden dollars aan het begin ervan, tot meerdere honderden miljarden dollars, tot ruim een biljoen dollars in juni 2008.

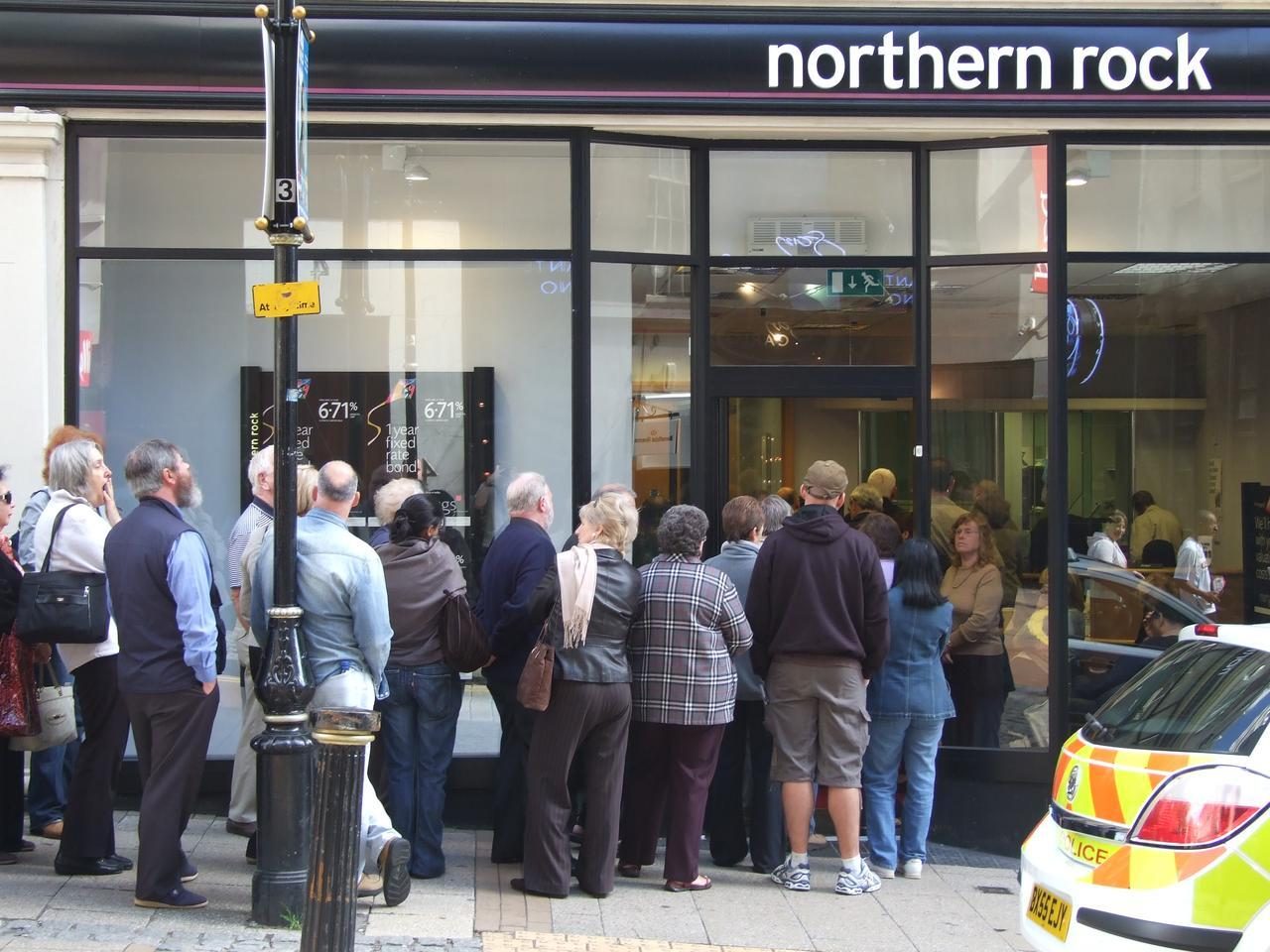
Wachtende rekeninghouders bij het filiaal van Northern Rock te Birmingham

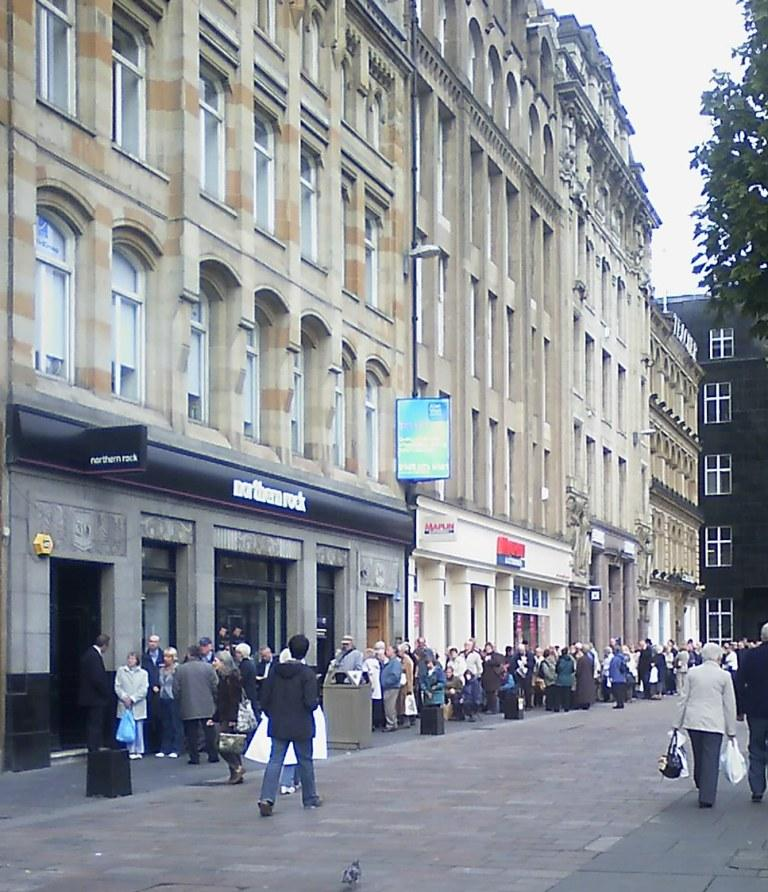
Run op de Northern Rock te Glasgow

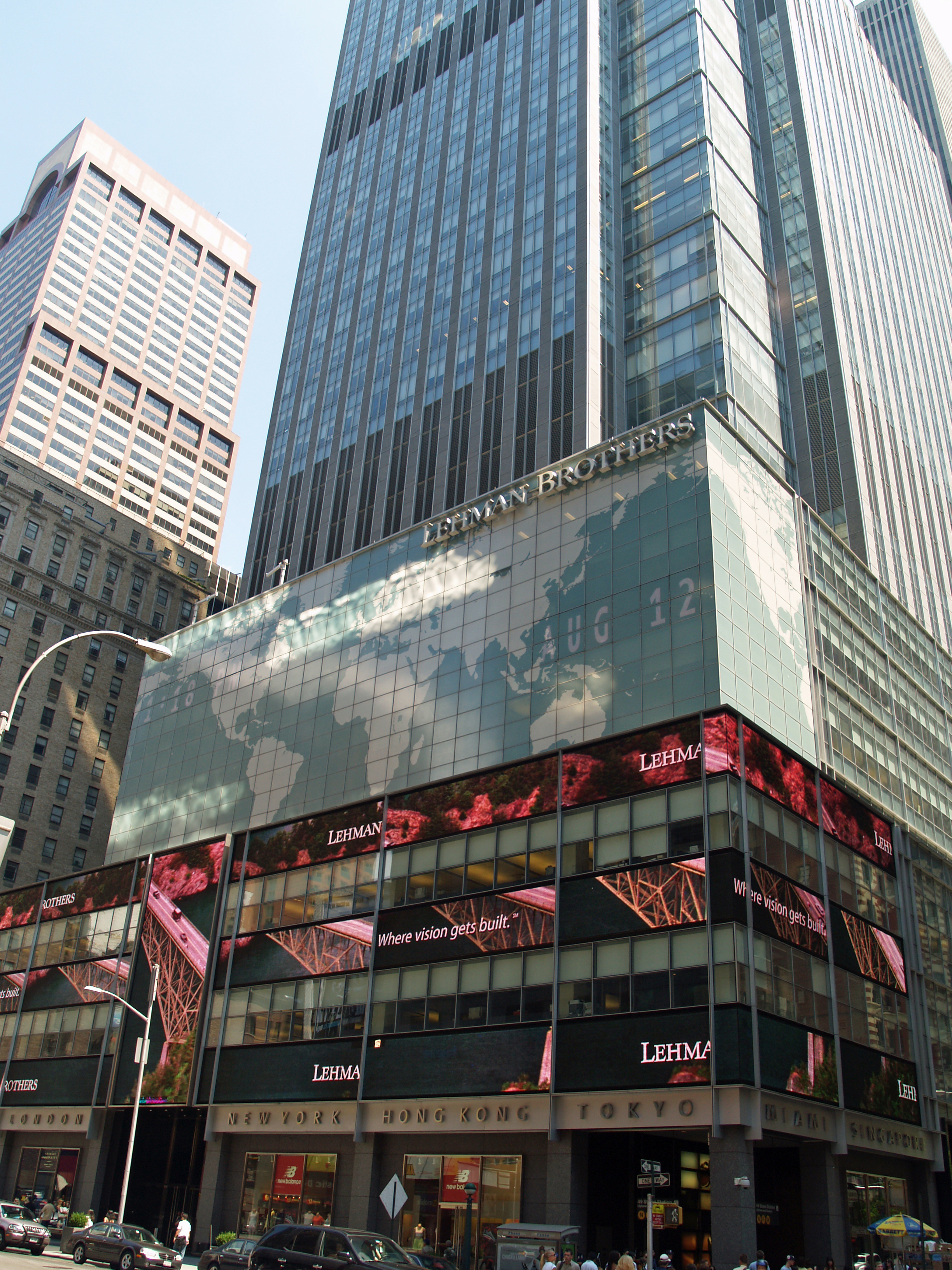
Hoofdkantoor van Lehman Brothers, Times Square, New York

Commentaar op kredietcrisis, New York, oktober 2008

Centrale banken raakten steeds meer betrokken bij de negatieve gevolgen van de activiteiten van bancaire instellingen, in de vorm van steeds grotere voorschotten aan banken. Hoewel dergelijke voorschotten bedoeld zijn om voor (desnoods opeenvolgende) korte perioden verstrekt te worden, nam dit steeds sterker een min of meer structurele vorm aan. Intussen werden ook andere onderpanden dan de tot dan toe gebruikelijke typen zekerheden (staatsleningen en daarmee gelijk te stellen leningen) in toenemende mate als onderpand geaccepteerd. De met deze voorschotten gemoeide bedragen waren zeer aanmerkelijk.
In 2008 was sprake van een regelmatig terugkerend patroon, waarbij een groot aantal financiële instellingen ieder kwartaal nieuwe afwaarderingen moesten rapporteren.
De daling van huizenprijzen in de VS ging in 2008 gestaag voort, en ook elders (met name in het Verenigd Koninkrijk en in Ierland) daalden huizenprijzen. De toenemende terughoudendheid van banken om kredieten te verstrekken had hierop vermoedelijk een versterkend effect.

### Escalatie vanaf september 2008
Vanaf september 2008 was sprake van een escalatie van de problemen: diverse grote banken kwamen in problemen, het bancaire systeem dreigde vast te lopen door een grotendeels bevriezen van de interbancaire geldmarkt. Vanaf begin oktober 2008 beheerste de crisis het dagelijkse nieuws, mede vanwege sterke dalingen van aandelenmarkten.
De financiële positie van hypotheekbanken Freddie Mac en Fannie Mae bleek op 7 september 2008 aanleiding voor de Amerikaanse regering, beide instellingen in "conservatorship" te plaatsen, waarmee de zeggenschap op de overheid overging.
In het weekeinde van 13 en 14 september leidden onderhandelingen tussen de Amerikaanse overheid en een aantal grote banken niet tot overeenstemming omtrent een reddingsplan van de grote effectenbank Lehman Brothers, die daags daarop surseance van betaling ("Chapter 11") aanvroeg. Een andere grote effectenbank, Merrill Lynch, werd overgenomen door Bank of America. Een tiental grote banken bracht een bedrag van $ 70 miljard bijeen, teneinde daarmee liquiditeitssteun te kunnen verlenen aan banken die anders gedwongen zouden zijn beleggingen tegen slechte prijzen te verkopen. Op 16 september 2008 verstrekte de Federal Reserve een lening van $ 85 miljard aan verzekeraar AIG, teneinde AIG in staat te stellen te komen tot een verkoop van activa "op een ordelijke wijze". De Amerikaanse overheid verkreeg 79,9% van de aandelen van AIG. In het weekend van 20 en 21 september kondigde de Amerikaanse overheid plannen aan om tot een bedrag van $ 700 miljard slechte leningen van Amerikaanse banken en andere financiële instellingen op te kopen. Na onderhandelingen tussen de Amerikaanse regering en het Congres werd op 28 september op hoofdlijnen overeenstemming bereikt. Enkele dagen daarvoor ging de Amerikaanse hypotheekbank Washington Mutual ten onder en weer een paar dagen later werd bank Wachovia van de ondergang gered door een overname door Wells Fargo. Aanvankelijk stemde het Huis van Afgevaardigden tegen, en de Senaat voor, doch op 3 oktober 2008 werd een enigszins gewijzigd wetsvoorstel alsnog door het Huis van Afgevaardigden aangenomen, en diezelfde dag als wet uitgevaardigd, de Emergency Economic Stabilization Act. Een nieuw Departement voor Financiële Stabiliteit werd opgericht, en minister van Financiën Henry Paulson benoemde Neel Kashkari op 6 oktober als interimhoofd van het departement. Van dit bedrag werd enkele dagen later een groot deel aangewend voor het versterken van risicodragend kapitaal van Amerikaanse banken.
In Nederland en België werd Fortis door de crisis getroffen, hetgeen leidde tot eerst (eind september) een deelname van de Nederlandse, Belgische en Luxemburgse regering ter waarde van 11,2 miljard euro samen, en kort daarop (3 oktober) tot een overname door de Nederlandse regering van alle Nederlandse Fortis-activiteiten, samen met die van ABN AMRO. Daarna volgde de verkoop van het grootste deel van de Belgische en Luxemburgse Fortis-activiteiten aan BNP Paribas. De Duitse hypotheekbank Hypo Real Estate moest met een door de Duitse overheid gegarandeerde lening voor een liquiditeitscrisis behoed worden.
De Britse overheid stak £ 37 miljard in Royal Bank of Scotland, Lloyds TSB en HBOS.
Naar later bleek zijn een aantal grote banken in oktober 2008 zeer dicht bij een ineenstorten geweest, met mogelijk dramatische gevolgen. Volgens het Royal Institute for International Affairs waren RBS en HBOS op 7 oktober 2008 bijna failliet gegaan, hetgeen tot een kettingreactie had kunnen leiden waarbij ook andere banken hun deuren hadden moeten sluiten. Daaruit zou een grote maatschappelijke onrust zijn voortgevloeid, met vermoedelijk zodanige onlusten dat niet slechts de politie doch ook de Britse strijdkrachten hadden moeten worden ingezet.
Diverse landen besloten tot een uitbreiding van de garantie van tegoeden van particuliere spaarders, teneinde een algehele systeemcrisis te voorkomen.
De interbancaire rentetarieven stegen aan het eind van september tot recordniveaus, terwijl de bereidheid van banken om elkaar leningen te verstrekken tot een minimum afnam. Centrale banken verschaften op ruime schaal liquiditeitssteun aan banken.
Op 12 oktober kwamen de Europese ministers van Financiën een omvangrijk pakket aan steunmaatregelen overeen, bestaande uit het deelnemen in het risicodragend kapitaal van banken en verzekeringsmaatschappijen, het garanderen van interbancaire leningen en het opkopen van illiquide leningen. Ook ING Groep en Aegon werden met een kapitaalinjectie van € 10 miljard respectievelijk € 3 miljard door de Nederlandse overheid ondersteund.
Op 23 november werd een omvangrijk pakket aan steunmaatregelen voor Citigroup bekendgemaakt, omvattende een kapitaalinjectie van $ 25 miljard en garanties voor dubieuze leningen van $ 306 miljard. Indien sprake zou zijn van verliezen op deze leningen zou de eerste $ 29 miljard voor rekening van Citigroup zijn, terwijl de Amerikaanse overheid van verdere schades 90% voor haar rekening zou nemen. Tevens werden restricties gesteld aan het dividend en aan de beloningen.
Het proces van regelmatig terugkerende afwaarderingen ging voort: per 3 september 2009 was een totaal van $ 1611,8 miljard aan afwaarderingen geboekt, waarvan $ 1075,4 miljard bij banken en verzekeringsmaatschappijen in de VS, (de tegenwaarde van) $ 494,6 miljard in Europa en (de tegenwaarde van) $ 41,8 miljard in Azië.
De ontwikkelingen in Nederland en België zijn hieronder beschreven.

### Toenemende invloed van afvlakkende conjunctuur vanaf november 2008, overgaande in een diepe recessie

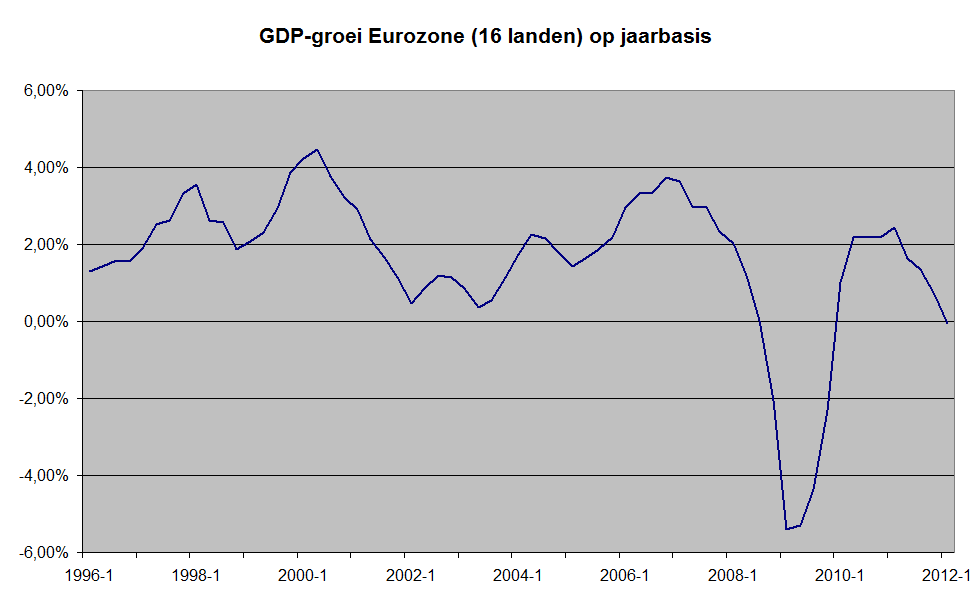
Ontwikkeling van het bruto binnenlands product in de Eurozone

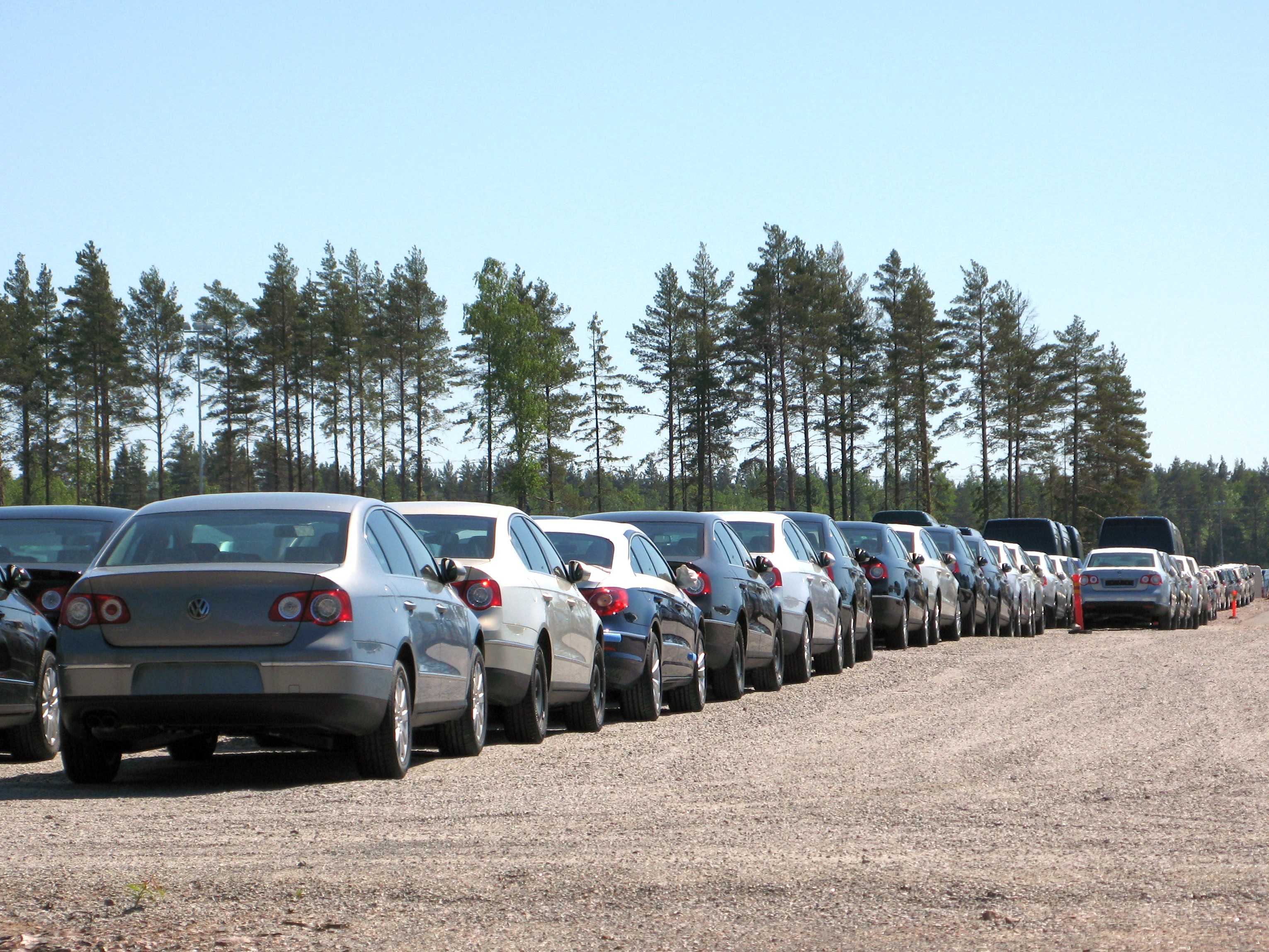
Honderden onverkochte Volkswagens worden opgeslagen in een bos in Finland, zomer 2009

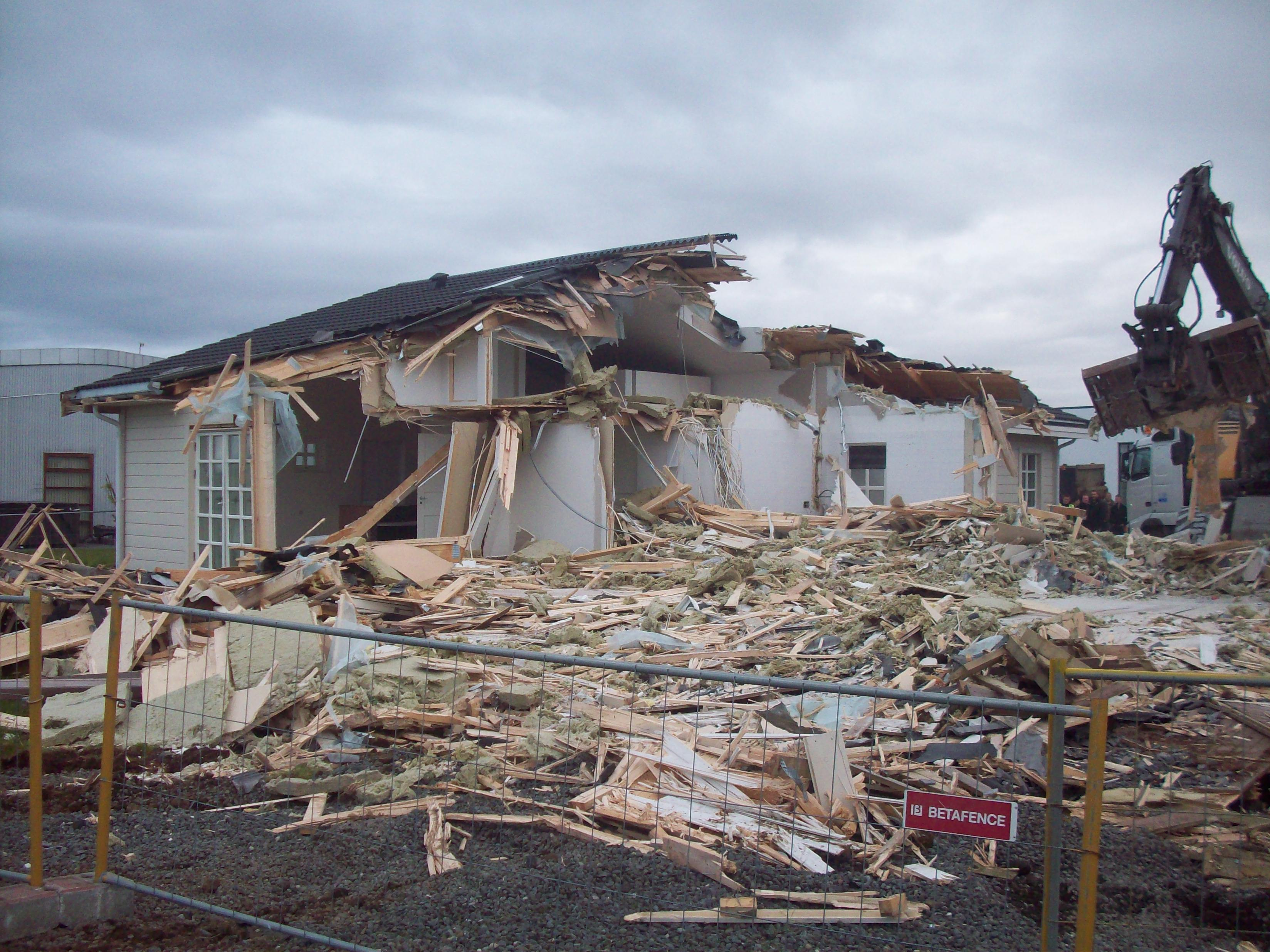
De ex-eigenaar van dit huis huurde een graafmachine en liet het huis slopen, nadat de bank het huis had geveild, IJsland, juni 2009

Vanaf ongeveer begin november 2008 werd in steeds meer statistische cijfers zichtbaar dat de "reële economie" in een hoog tempo afkoelde. Om te voorkomen dat dit tot een recessie zou leiden, of een dergelijke recessie in duur te beperken, voerden diverse centrale banken renteverlagingen door. De Bank of England verlaagde op 6 november 2008 de "base rate" met een niet eerder geziene 1,50% tot 3,00%, terwijl de ECB op diezelfde datum de refirente met 0,50% verlaagde tot 3,25%. Ook de Zwitserse centrale bank verlaagde in november 2008 de rente aanmerkelijk.
Vanaf november 2008 bleken steeds meer landen in een recessie te verkeren. Op 13 november 2008 bleek dat de GDP-groei in Duitsland, Italië en de gehele eurozone in het tweede en derde kwartaal van 2008 negatief was geweest, waarmee in die gebieden volgens de meest gehanteerde definitie sprake was van een recessie. Op 26 november 2008 bleek dit ook in het Verenigd Koninkrijk het geval te zijn.
In diverse landen werden in november 2008 stimuleringsprogramma's aangekondigd waarmee beoogd werd de recessie in te dammen: in Duitsland voor € 40 miljard en in het Verenigd Koninkrijk voor GBP 20 miljard. Een in dit kader optredende overschrijding van de Europese begrotingsdiscipline zou gedoogd worden indien deze "beperkt en tijdelijk" zou zijn. In het door de crisis zwaar getroffen Spanje kondigde premier Zapatero pas in januari 2010 het zogenaamde 'Plan E' af, dat een totale investering van € 55 miljard voorzag ter stimulering van de economie.
Op 4 december 2008 voerden diverse centrale banken relatief omvangrijke verlagingen van de officiële rentetarieven door. Op diezelfde dag bleek dat de eurozone eveneens in een recessie verkeerde. Een week later bleek dit ook in Japan het geval te zijn.
Eind januari bleek dat ook de Verenigde Staten, volgens de officiële cijfers, in een recessie verkeerde na een krimp van 0,5% en 3,8% in respectievelijk het derde en vierde kwartaal van 2008. Eind februari werd het cijfer omtrent het vierde kwartaal herzien tot -6,2% (omgerekend over een geheel jaar), hetgeen de sterkste krimp sedert 1982 was.
Als gevolg van de opkomende recessie werd het gestaag moeilijker de effecten van de kredietcrisis nog te onderscheiden. Wel was duidelijk dat de kredietverlenende functie van het bankwezen niet optimaal functioneerde. Als gevolg van verslechterde balansverhoudingen was het voor het bankwezen moeilijker, en duurder, om vermogen aan te trekken, zowel in de vorm van aandelenkapitaal als in de vorm van vreemd vermogen. De noodzaak de vermogensverhoudingen te versterken, of in ieder geval niet verder te laten verslechteren, bracht met zich mee dat banken meer terughoudendheid betrachtten bij het verstrekken van nieuwe leningen.
In februari 2009 werd bekend dat de Japanse economie in het vierde kwartaal van 2008 met 3,3% was gedaald, wat de grootste daling sinds 1974 was. Vanaf februari 2009 ontstond toenemende zorg omtrent de gevolgen die de kredietcrisis zou hebben voor de financiële positie van overheden. Enerzijds leidde de toenemende recessie tot lagere belastingopbrengsten, terwijl de steunmaatregelen voor extra uitgaven zorgden, hetgeen in een aantal gevallen nog aanmerkelijk versterkt zou kunnen worden indien door overheden afgegeven garanties tot uitbetaling zouden komen. In dit verband werden met name Ierland en Oostenrijk genoemd, de eerste vanwege de grote omvang van de ten behoeve van Ierse banken afgegeven garanties, de tweede vanwege de grote omvang van door Oostenrijkse banken verstrekte leningen aan debiteuren in landen in Centraal- en Oost-Europa. Als gevolg hiervan bereikten de rendementsverschillen tussen staatsleningen van verschillende landen in de eurozone recordniveaus.
In het laatste kwartaal van 2008 en het eerste kwartaal van 2009 kromp de economie van Australië. De Zweedse Riksbank verlaagde haar rente naar 0,5% op 21 april 2009.
Andere grootschalige vormen van overheidsingrijpen zijn tevens hieronder vermeld, teneinde doublures te beperken.

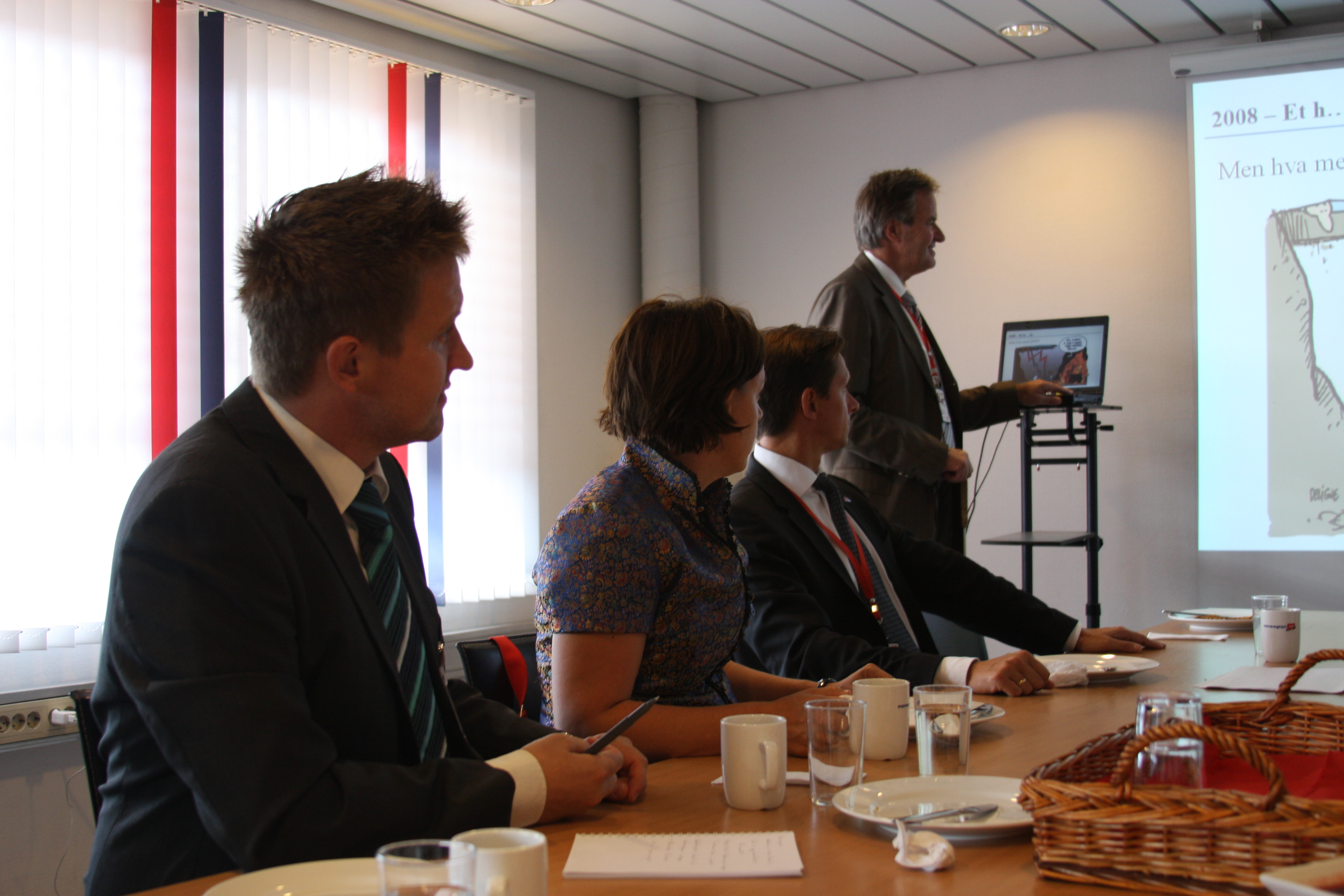
CEO Björn Kjos van de Norwegian Air Shuttle vertelt over de effecten op de luchtvaartindustrie, september 2009

Vanaf circa maart 2009 werd duidelijk dat landen wier economie sterk van export afhankelijk was, zeer zwaar door de crisis waren geraakt. Zo liep de export van Maleisië in januari 2009 met 27,8% op jaarbasis terug, en de export van Japan met 45,7%. De economie van Singapore kromp in het eerste kwartaal van 2009 met 17,9%.
In mei 2009 bleek dat de economie in Duitsland en Nederland de grootste krimp in tientallen jaren had vertoond, met respectievelijk (op jaarbasis) -6,9% en -4,5%. De krimp in het eerste kwartaal van 2009 in de eurozone werd geraamd op 2,5% (op jaarbasis een krimp van 4,6%).
Vanaf het voorjaar van 2009 kwamen steeds meer ondernemingen in moeilijkheden. Tot de meest bekende behoorden autofabrikanten Chrysler en General Motors, die in mei respectievelijk juni 2009 uitstel van betaling verkregen.
In augustus 2009 bleek dat Frankrijk, Duitsland en Japan over het tweede kwartaal van 2009 een positieve groei hadden gezien, waarmee de recessie in die landen -formeel- voorbij was. Volgens een rapport van de OESO, gepubliceerd op 3 september 2009, zou de recessie, mondiaal gezien, reeds ongeveer voorbij kunnen zijn Op 29 oktober werd bekend dat de Amerikaanse economie in het derde kwartaal was gegroeid met 3,5% "annualized" (zijnde een groei in dat kwartaal van bijna 0,9% maal vier), na vier achtereenvolgende kwartalen krimp. Hiermee was de recessie in de VS, volgens de meest gehanteerde definitie, ten einde. Op 13 november 2009 bleek dat de Nederlandse economie in het derde kwartaal van 2009 aan de beterende hand was, waarmee de recessie formeel gesproken ten einde was. Ook de economie van de gehele eurozone was in het derde kwartaal gegroeid.
De financiële positie van Amerikaanse staten werd door lagere inkomsten en hogere uitgaven fors aangetast. Voor het begrotingsjaar 2010-2011 (aanvangend 1 juli 2011) namen diverse staten hun toevlucht tot maatregelen, variërend van het verlagen van salarissen tot het minimumloon (Californië), het verkopen van overheidsgebouwen (Arizona) tot het later betalen van uitkeringen, belastingteruggaven en financieringen van scholen en dergelijke.
De recessie die zich verhevigde als gevolg van de kredietcrisis had ook grote gevolgen voor met name de Amerikaanse auto-industrie:
- Chrysler verkreeg steun van de Amerikaanse en Canadese overheden en is nu een onderdeel van Fiat
- Ford Motor Company verkreeg weliswaar geen steun van de Amerikaanse overheid maar versnelde wel haar reorganisatie.
- General Motors verkreeg steun van de Amerikaanse en Canadese overheden en versnelde haar reorganisatie.

### Algemeen effect op de conjunctuur
De effecten van de kredietcrisis op de conjunctuur in het algemeen zijn, ook achteraf, moeilijk cijfermatig aan te geven. In het algemeen kan gesteld worden dat een kleiner vermogen (woningen, aandelen enzovoort) na verloop van tijd een remmend effect op de economische groei heeft, mede veroorzaakt door een afnemend consumentenvertrouwen. Een daling van de huizenprijzen in de V.S. of elders, bleek te leiden tot een dalende werkgelegenheid in sectoren als de bouw, bouwmaterialen, woninginrichting, alsmede gespecialiseerde dienstverlening als makelaardij en bankwezen. Dat de "huizenboom" een positief effect op de conjunctuur had en dat het inzakken ervan een negatief effect had, staat wel vast, doch een kwantificering is vrijwel niet te geven. De Federal Reserve Bank of Dallas raamde in juli 2010 dat de gestegen huizenprijzen 1%-punt tot 3%-punt aan de consumptie hadden toegevoegd, en (per eind 2008) tot eenzelfde daling hadden geleid, na het inzakken van de huizenmarkt.
De verslechterde vermogenspositie van pensioenfondsen had tot gevolg dat aannemelijk is dat gedane pensioentoezeggingen en ingegane pensioenen niet volledig konden worden geïndexeerd, hetgeen een negatief effect heeft op de koopkracht van huidige of toekomstige deelnemers. Nederlandse pensioenfondsen zagen zich genoodzaakt voor 2009 af te zien van indexatie van pensioenrechten en ingegane pensioenen. De herstelplannen die Nederlandse pensioenfondsen met een ontoereikende dekkingsgraad in maart 2009 indienden voorzagen in een afzien van indexatie voor meerdere jaren.

### Gestage problemen rond kredietverstrekking
Na het "dieptepunt" van de crisis bleek de kredietverstrekking op een (voorlopig structureel) lager niveau te zijn beland. Het volume aan leningen, door Amerikaanse banken aan het midden- en kleinbedrijf verstrekt, vertoonde vanaf eind 2008 een sterke daling, om eerst vanaf de zomer van 2010 (ongeveer) te stabiliseren.
De gebrekkige beschikbaarheid van krediet voor kleinere ondernemingen, met negatieve gevolgen voor het herstel van de economische groei, werd bijvoorbeeld geconstateerd in de notulen van de vergadering van het Federal Open Market Committe van de Federal Reserve van 15 en 16 december 2009. De aangescherpte leningscriteria ("lending standards") van Amerikaanse hypotheekverstrekkers leidden er ook later toe dat (potentiële) huiseigenaren geen (her)financiering konden krijgen. De stimulerende werking van de historisch lage Amerikaanse hypotheekrente werd hiermee verminderd. In september 2010 bleek dat circa 1/3 van de aangevraagde hypotheken werd afgewezen wegens een te lage credit score.
Het proces van gestaag terugdringen van schulden bleek lang door te gaan: in november 2010 bleek dat in twee jaar tijd Amerikaanse consumenten bijna $ 1000 miljard aan schulden (buiten hypotheken) hadden afgelost.
Brancheorganisatie MKB-Nederland stelde in november 2010 dat banken steeds strengere eisen stelden bij de kredietverlening aan kleinere ondernemingen.

### Verdere effecten op Amerikaanse vastgoedmarkt
Hoewel de Amerikaanse woningmarkt zich vanaf de zomer van 2009 stabiliseerde, bleef het aantal foreclosures op een hoog niveau. De markt voor gesecuritiseerde hypotheken lag nog geheel stil zodat het overgrote deel van de nieuw verstrekte hypotheken afkomstig was van de de-facto overheidsinstellingen Freddie Mac en Fannie Mae.
Vanaf 2009-2010 vond bij een toenemend aantal "pay-option ARM"-hypotheken renteherziening plaats, waarbij vaak een aanmerkelijke stijging van de maandlasten zou optreden. Hierbij speelde een versterkende rol dat bij deze leningen in de eerste jaren niet de volledige rente werd betaald, doch na de herziening dient dat wel te geschieden. Verwacht werd dat de omvang hiervan in 2010 en 2011 groter zou zijn dan in 2009. Vergelijkbare problemen werden verwacht met "interest only"-hypotheken, waarbij gedurende de eerste jaren alleen rente wordt betaald, doch waarbij de aflossing vervolgens in een versterkt tempo dient plaats te vinden. De financiering van commercieel onroerend goed (winkelcentra, kantoorgebouwen en dergelijke) bleek ook steeds meer problemen te ondervinden, door een toenemende leegstand. De prijzen van Amerikaans commercieel onroerend goed bleken in december 2009 42,9% lager te liggen dan ten tijde van het hoogtepunt van oktober 2007. In het vierde kwartaal van 2009 bedroeg de leegstand van kleinere Amerikaanse winkelcentra ("strip malls") 10,6%: het hoogste cijfers sinds 1991. De leegstand van Amerikaanse kantoorpanden steeg in het vierde kwartaal van 2009 tot 17%: het hoogste niveau in 15 jaar.

### Discussie omtrent merites verdere bezuinigingen in 2010
Circa medio 2010 ontstond een discussie (tussen de beleidsmakers onderling, en onder economen) over de merites van verdere bezuinigingen. Het ene standpunt, vooral aangehangen door de Amerikaanse regering en verwoord door onder meer de econoom Krugman, was dat verder bezuinigen contraproductief zou zijn, aangezien daardoor de groei afgeremd zou worden; de voorkeur diende gegeven te worden aan een voorlopig voortzetten van de diverse stimuleringsmaatregelen; de kosten daarvan zouden uit de toekomstige groei gefinancierd kunnen worden. De tegengestelde visie (vooral aangehangen door Europese regeringen) was dat de overheidstekorten en staatsschulden reeds zo hoog waren opgelopen, dat verdere schulden, het noodzakelijke gevolg van verdere stimuleringsmaatregelen, zouden leiden tot een neerwaartse spiraal van toenemende rentelasten, die de groei juist zouden afremmen. Op de vergadering van de G-20 in Toronto op 26 en 27 juni 2010 werd hierover geen eensluidend standpunt ingenomen.
De problemen van het financiële stelsel bleven nog geruime tijd een negatieve invloed op de economie uitoefenen. Dit werd onder meer opgemerkt in het Global Financial Stability Report van het IMF van oktober 2010, waarin het werd omschreven als "de achilleshiel van het economisch herstel".

### Hernieuwde daling Amerikaanse woningmarkt vanaf eind 2010
De veelheid aan maatregelen waarmee de Amerikaanse overheid de woningmarkt ondersteunde (zie elders in dit artikel) kon niet voorkomen dat vanaf het eind van 2010 de huizenprijzen wederom daalden: de S&P/Case Shiller-index bleek in januari 2011 te zijn gedaald tot 140,86, slechts weinig boven het dieptepunt (na de top) van april 2009 van 139,26.

## Aanvankelijk bescheiden effecten van diverse eerdere reddingsplannen
De effecten van diverse sedert het begin van de crisis aangekondigde reddingsplannen bleken tamelijk beperkt te zijn. De Federal Housing Finance Agency presenteerde in november 2008 een programma voor het modificeren van hypotheken. De werkingssfeer werd geschat op "duizenden leners". Voor het "Hope for Homeowners"-programma, gestart in oktober 2008, bleken in december 2008 slechts 312 aanvragen te zijn ingediend, in plaats van de beoogde 40.000. In een aantal gevallen bleek wel met een huiseigenaar overeenstemming te zijn bereikt over een tijdelijke verlaging van de hypotheeklasten, maar dit impliceerde een uitstel van betaling van een deel van de lasten, hetgeen een verschuiven van die lasten naar de toekomst inhoudt. Eind maart 2009 bleek dat voor dit programma, dat $ 300 miljard beschikbaar stelde voor herfinanciering van hypotheken, 752 aanvragen waren ingediend. Slechts één vervangende hypotheek was verstrekt.
Het bleek overigens dat het niet zelden voorkomt dat huiseigenaren, nadat hun hypotheek is aangepast, later wederom ("redefault") in betalingsproblemen kwamen te verkeren: van de hypotheken die in het eerste kwartaal van 2008 werden gemodificeerd was na zes maanden bij ruim 50% wederom sprake van betalingsachterstanden.
De securitisatie van hypotheken heeft tot gevolg dat er een scheiding is tussen de uiteindelijke eigenaar van de vordering (zijnde de houder van de mortgage-backed security: dit kan een belegger "waar ook ter wereld" zijn) en de "servicer": de onderneming die belast is met het beheer van de vordering zoals het incasseren van betalingen en het verzorgen van de administratie. Deze laatste heeft geen eigen financieel belang bij het tijd en geld kostende proces van het heronderhandelen van de verplichtingen van bestaande hypotheken.
Ook werden signalen opgevangen dat de markt voor commercieel onroerend goed (vooral kantoorgebouwen en winkelcentra) ook de gevolgen van de crisis ondervond, in de vorm van een stroever verlopende financiering en toenemende leegstand. Voor ratingbureau Moody's was dit begin februari 2009 aanleiding om de rating van $ 302,6 miljard aan leningen met commercieel onroerend goed te heroverwegen. De uitbreiding door de Federal Reserve van de TALF op 10 februari 2009 hangt hiermee samen. In mei 2009 bleek dat de betalingsachterstanden op leningen voor Amerikaans commercieel vastgoed sterk stegen.

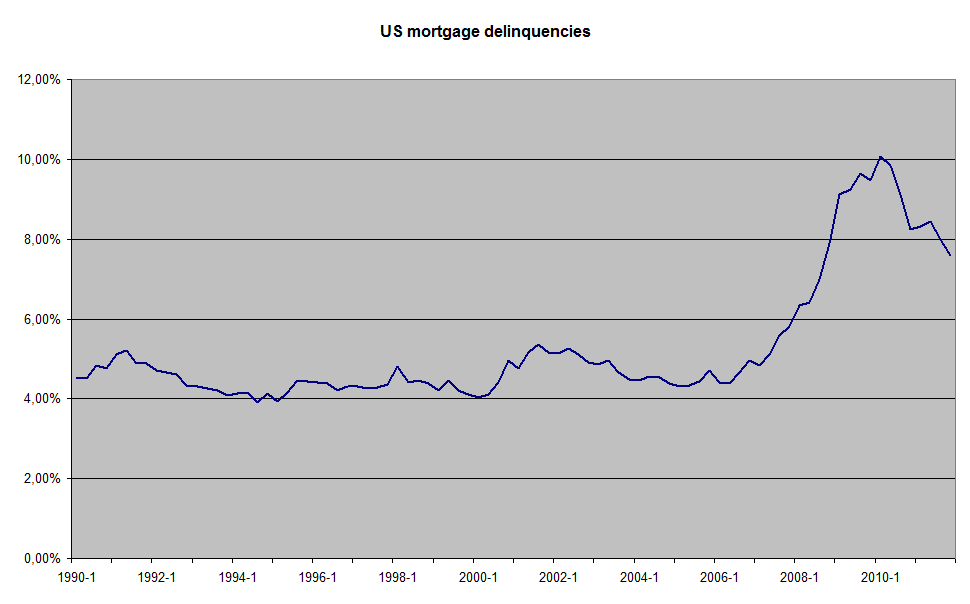
Verloop betalingsachterstanden op Amerikaanse hypotheken

 Ondanks alle overheidsmaatregelen bleken de betalingsachterstanden op Amerikaanse hypotheken tot begin 2010 gestaag te stijgen, zie nevenstaande grafiek.
In maart 2009 kondigde de Amerikaanse overheid een programma aan waarbij $ 75 miljard ter beschikking werd gesteld voor het herfinancieren van hypotheken, ter voorkoming van foreclosures. De randvoorwaarden waren echter zodanig dat commentatoren reeds bij de aankondiging hun twijfels uitspraken over het effect ervan. Het Federal Housing Finance Agency berichtte in augustus 2009 dat tot en met juli 2009 ruim 2,9 miljoen hypotheken door Freddie Mac en Fannie Mae waren geherfinancierd, waarvan circa 190.000 onder het Making Home Affordable Refinance Program. In september 2009 rapporteerde de beheerder van het Home Affordable Modification Program dat er 570.000 "trial modifications" waren, waarvan 370.000 de fase van een aanbod aan de huiseigenaar hadden bereikt; hij verklaarde echter nog "miljoenen foreclosures" te verwachten. Medio oktober 2009 bleek dat circa 500.000 hypotheken een proefperiode van "modification" hadden gekregen, doch dat per 1 september 2009 slechts 1711 hypotheken definitief herzien waren.
In december 2009 publiceerde de Amerikaanse overheid cijfers omtrent de resultaten tot dan toe van het Home Affordable Modification Program: 759.058 aangeboden voorlopige herzieningen hadden geleid tot 31.382 definitieve herzieningen, terwijl 697.026 voorlopige herzieningen nog liepen. De Special Inspector General liet zich in zijn rapport van 25 maart 2010 kritisch uit over de discrepantie tussen de bij de aanvang van het HAMP-programma genoemde "3 tot 4 miljoen huishoudens" en de tot dan toe bereikte permanente modifications. Ook in zijn rapport d.d. 21 juli 2010 liet de Special Inspector General zich kritisch uit over de bereikte resultaten. Per eind februari 2011 waren er 557.076 permanente modifications op een totaal van 1.522.196 trial modifications.
Vanaf het begin van 2010 bleken Amerikaanse banken eerder dan voorheen bereid te zijn om mee te werken aan "short sales", waarbij een huis verkocht werd voor minder dan het bedrag van de hypotheek. Hiermee werden veilingen, die vermoedelijk tot een nog lagere opbrengst zouden leiden, voorkomen. In maart 2010 kondigde de Amerikaanse regering diverse maatregelen aan om een hernieuwd inzakken van de woningmarkt te voorkomen, waaronder subsidie aan banken voor het (gedeeltelijk) afschrijven van leningen. Deze maatregelen zouden circa $ 50 miljard kosten. Vanaf het voorjaar van 2010 werden steeds meer signalen vernomen dat Amerikaanse huiseigenaren ertoe overgingen de hypotheek niet meer te betalen, en het op een gedwongen verkoop lieten aankomen ("strategic default"): de periode tussen het stoppen met betalen en de veiling van het huis was, vooral door de toegenomen werklast bij de banken en (in die staten waar een rechterlijke machtiging vereist was) de gerechten toegenomen tot vaak ruim een jaar. Een functionaris van Fannie Mae sprak in juni 2010 van een "disturbing trend toward strategic defaulting".
Amerikaanse banken hadden grote moeite om de zelf ingekochte huizen verkocht te krijgen: Fannie Mae lanceerde in september 2010 een programma geheten HomePath waarbij kopers van door Fannie Mae ingekochte woningen opmerkelijk soepele hypotheken werd aangeboden (slechts 3% eigen geld, en een FICO-score van 660 terwijl op dat moment een minimum van 700 gebruikelijk was). In het rapport over het derde kwartaal van 2010 uitte de Special Inspector-General in sterke bewoordingen kritiek op de uitvoering van het TARP-programma: de doelstellingen werden niet verwezenlijkt, de voordelen kwamen vooral op Wall Street terecht, de rapportages (door de Treasury) waren misleidend.

### Juridische complicaties rond Amerikaanse hypotheken vanaf circa september 2010
Vanaf circa september 2010 bleek sprake van juridische complicaties rond de gedwongen verkoop bij betalingsachterstanden op hypotheken. Er bleek veelvuldig sprake te zijn van ten minste administratieve onvolkomenheden. Een centrale rol hierbij speelde het Mortgage Electronic Registration System, dat opgezet was om de overdracht van hypotheken te vereenvoudigen. De vraag of de registratie in het MERS juridisch toereikend was, werd door diverse Amerikaanse rechters verschillend beantwoord.
Bij verkoop van de lening zou dan echter de situatie kunnen blijken te zijn ontstaan dat wel de vordering op de huiseigenaar was overgegaan op de nieuwe crediteur, maar niet het bijbehorende hypotheekrecht. Gedwongen verkoop van de woning zou dan niet mogelijk zijn, en de crediteur zou slechts een normale vordering op de huiseigenaar (die mogelijk weinig verhaal zou bieden) overhouden. Dit was voor opvolgende houders van de (gesecuritiseerde) vorderingen reden om aan te dringen op het terugdraaien van die verkoop: de verkoper had ze een lening met een essentieel gebrek verkocht. Dit leidde tot een groot aantal rechtszaken, waarin rechters soms geheel tegengestelde beslissingen namen. 
Voor dit geheel aan complicaties raakte de term Foreclosuregate in zwang.

### Plannen voor reductie betrokkenheid Amerikaanse overheid
In februari 2011 presenteerde de Amerikaanse regering plannen om op termijn te komen tot opheffing van Freddie Mac en Fannie Mae. De betrokkenheid van de Amerikaanse overheid was intussen zeer ver opgelopen: tezamen met de Federal Housing Administration waren Freddie Mac en Fannie Mae betrokken bij 97% van de nieuw verstrekte hypotheken; de Amerikaanse belastingbetaler had inmiddels circa $ 150 miljard aan verliezen van beide instellingen aangezuiverd. Verwacht werd echter dat enige vorm van terugtrekking meerdere jaren in beslag zou nemen.

## Vormen van overheidsbetrokkenheid

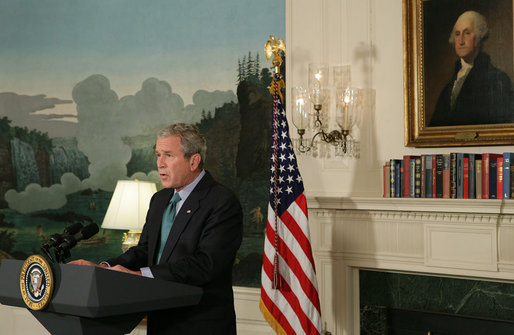
President George W. Bush; "We're at a critical moment for our economy, and we need legislation that decisively address the troubled assets now clogging the financial system, helps lenders resume the flow of credit to consumers and businesses, and allows the American economy to get moving again.", 30 september 2008

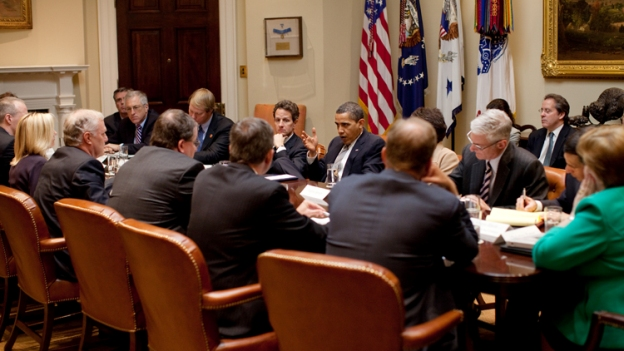
President Barack Obama spreekt met credit cardmaatschappijen over de bescherming van consumenten, 23 april 2009

Overheden in eigenlijk alle door de crisis getroffen landen gingen in de loop van de tijd een veel grotere rol spelen dan enkele jaren daarvoor voor mogelijk zou zijn gehouden. Hierbij wordt aangetekend dat de ernst van de crisis, naar achteraf vastgesteld kan worden, door beleidsmakers onderschat is: Fed-voorzitter Bernanke zei op 13 juli 2007 dat de situatie rond subprime-leningen “ernstig doch grotendeels beheerst” was (“grave but largely contained”), en IMF-directeur Dominique Strauss-Kahn zei op 15 mei 2008 tegen een commissie van het Europees Parlement in Brussel dat het hoogtepunt van de kredietcrisis achter de rug is, maar dat de gevolgen nog maandenlang voelbaar zouden zijn. Het IMF schreef in het Global Financial Stability Report van april 2009 dat er enige indicaties waren van een terugkerend vertrouwen in de financiële markten, maar dat verdergaande overheidsmaatregelen nodig waren. De raming van het totaal aan afschrijvingen werd verhoogd tot ruim $ 4000 miljard.

### Betrokkenheid van overheden en centrale banken
Overheden en centrale banken zijn op diverse wijzen betrokken geweest bij de crisis. De effecten van dat optreden zijn moeilijk te meten, reeds omdat niet bekend is wat de situatie zou zijn indien dat optreden achterwege gebleven was. In het algemeen kan gesteld worden dat een neveneffect wel is geweest, dat de negatieve gevolgen van een risicovolle bedrijfsvoering in diverse gevallen werd afgewenteld op de samenleving, terwijl dergelijke negatieve effecten zich ook in de toekomst nog op grote schaal kunnen gaan voordoen, bijvoorbeeld indien overheden schadeclaims voortvloeiend uit door hen verstrekte garanties moeten uitbetalen.
De vormen van betrokkenheid kunnen worden onderscheiden in:
- Verlaging van officiële rentetarieven

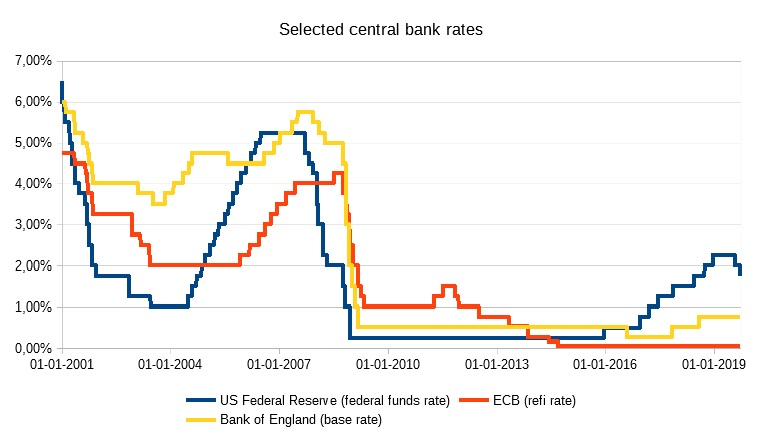
Verloop van rentetarieven van Federal Reserve, ECB en Bank of England

Sinds het begin van de crisis hebben diverse centrale banken diverse malen de officiële rentetarieven verlaagd, soms met opmerkelijk grote stappen. In de VS belandde de officiële rente op een extreem laag niveau. Op 16 december 2008 verlaagde de Federal Reserve de Federal funds rate tot een "target rate" tussen 0,00% en 0,25%.
Deze historisch lage officiële rentes werden in ieder geval tot in 2014, dus historisch onvergelijkbaar lang, volgehouden, ook nadat oplopende inflatie vanaf eind 2010/begin 2011 onder normale omstandigheden tot een verhoging van die rentes zou hebben geleid. Dit speelde met name in het Verenigd Koninkrijk, waar de Bank of England de base rate, ondanks een fors stijgende inflatie, gedurende geruime tijd op 0,50% liet. De ECB verhoogde op 7 april 2011 (met ingang van 13 april 2011) de  refi rate van 1,00% tot 1,25% en in juli 2011 nogmaals met 0,25%; in november en december 2011 verlaagde men de rente telkens met 25 basispunten tot 1,00%. De Federal Reserve hield op dat moment de federal funds rate op het bestaande niveau, hoewel diverse Fed-bestuurders hierover tegengestelde meningen bleken te hebben.
- Fiscale impulsen

De Amerikaanse overheid paste driemaal een fiscale stimulans toe: vanaf mei 2008 een pakket aan “tax rebates” van circa $ 160 miljard, eind juli 2008 een pakket steunmaatregelen van circa $ 300 miljard (de Housing and Economic Recovery Act), en in februari 2009 een pakket van $ 787 miljard (American Recovery and Reinvestment Act of 2009). Het eerste programma bestond uit een "zuivere" fiscale impuls: een directe belastingverlaging, in de vorm van negatieve belastingaanslagen voor iedere Amerikaan. Het tweede pakket was met name gericht op het verschaffen van vervangende hypotheken voor huiseigenaren die in moeilijkheden waren komen te verkeren. Het derde pakket bestond uit belastingverlagingen, investeringen in onderwijs, gezondheidszorg en infrastructuur, en diverse andere uitgaven.
Een vorm van fiscale impuls die succesvol bleek te zijn betrof het verstrekken van subsidies voor de sloop van oude auto's en de aanschaf van nieuwe (minder vervuilende) auto's. Dit type impuls werd toegepast in Duitsland, Frankrijk, Italië, Spanje en de VS en leidde tot een duidelijke stijging van de autoverkoop. In de VS werd dit programma reeds na enkele weken in augustus 2009 gestaakt wegens het bereikt worden van het ermee gemoeide bedrag.
- Leenfaciliteiten

Centrale banken plegen veelvuldig liquiditeiten te verschaffen aan het bankwezen. Gedurende de ontwikkeling van de crisis zijn deze faciliteiten aanmerkelijk in omvang toegenomen, tot vele honderden miljarden dollars c.q. euro’s. (De Term Auction Facility van de Fed had op 8 oktober 2008 een omvang van $ 900 miljard; op 1 oktober 2009 had de ECB voor € 734,3 miljard aan liquiditeiten verstrekt.) In de VS zijn diverse namen voor deze faciliteiten in omloop, elk toegesneden op een andere kring van belanghebbenden.
De looptijden van dergelijke voorschotten werd intussen duidelijk langer. Voorafgaande aan de crisis plachten deze leenfaciliteiten verstrekt te worden voor enkele weken; in de loop van de crisis werd dit vaak enkele maanden tot “of zolang als nodig mocht blijken”. Op 7 mei 2009 kondigde de ECB aan leenfaciliteiten tot 12 maanden te gaan verstrekken. Eind juni 2009 werd € 442 miljard verstrekt tot 1 juli 2010; eind september 2009 werd een faciliteit van € 75 miljard tot 1 oktober 2010 hieraan toegevoegd.
Voorts was opmerkelijk dat de door de centrale banken geaccepteerde onderpanden in de loop van de tijd aanmerkelijk versoepeld zijn. Normaliter worden tegenover dit soort voorschotten slechts staatsleningen als onderpand geaccepteerd, doch inmiddels ook geheel andere soorten onderpanden.
Een geheel nieuwe fase ging in op 7 oktober 2008, toen de Federal Reserve de Commercial Paper Funding Facility aankondigde, waarbij men zich bereid verklaarde om door Amerikaanse ondernemingen uitgegeven kortlopend schuldpapier op te nemen. Een dergelijk optreden van een centrale bank als bankier van het bedrijfsleven (dus niet als bankier van het bankwezen) is opmerkelijk, doch bleek later niet uniek: de Bank of Japan besloot op 2 december tot uitbreiding van de geaccepteerde onderpanden tot BBB-gerate leningen ten laste van ondernemingen.
Nadat het bankwezen eenmaal aan het bestaan van dergelijke faciliteiten gewend was geraakt, leek het moeilijk deze terug te schroeven. De ECB kondigde in de herfst van 2008 aan de onderpandwaarde van sommige categorieën onderpanden te verlagen, doch eerst vanaf 1 februari 2009. In april 2009 kondigde de ECB aan, meer details te verlangen omtrent de achterliggende hypotheken van in onderpand gegeven leningen.
Begin november 2009 lieten de Bank of England en de ECB weten hun faciliteiten geleidelijk te willen terugschroeven. De Bank of Japan had enkele dagen eerder bericht de aankoop van bedrijfsobligaties te zullen staken. Op 3 december 2009 kondigde de ECB aan op 16 december voor het laatst een 1-jaars faciliteit te verschaffen, en de 6-maandenfaciliteiten geleidelijk af te schaffen. (Er was op dat moment voor € 647,7 miljard aan voorschotten verstrekt.) Deze faciliteit bedroeg € 96,9 miljard. De afloop van de 1-jaarfaciliteit van € 442 miljard op 1 juli 2010 zorgde niet voor noemenswaardige problemen op de Europese geldmarkt.
Tijdens en vanaf de crisis rond Griekse staatsleningen accepteerde de ECB Griekse staatsleningen als onderpand, hoewel ze niet aan de minimale ratingeis voldeden.
Ten tijde van de bijna-crisis rond Ierse staatsleningen in november 2010 bleek dat de ECB op grote schaal optrad als financier van het Ierse bankwezen: per eind oktober 2010 bleken Ierse banken in totaal circa € 130 miljard bij de ECB te hebben geleend.
- Begeleiding overnames

Centrale banken en overheden zijn diverse malen opgetreden als bemiddelaar en “regisseur” bij overnames van financiële instellingen. In sommige gevallen leidde dit tot een betrokkenheid van de overheid of centrale bank in de vorm van verschaffer van garanties of verschaffer van krediet voor die overname. Dit was bijvoorbeeld bij de overname van Bear Stearns het geval. De Federal Deposit Insurance Corporation sloot veelvuldig "loss-sharing arrangements" met banken die insolvente banken overnamen; in feite kwam dit neer op het voor rekening van de overheid brengen van aanmerkelijke te verwachten verliezen op met name onroerend goed en hypotheken.
- Government sponsored enterprises

Een bijzondere rol speelden de beide Amerikaanse “government sponsored enterprises” Fannie Mae en Freddie Mac, beiden zeer grote verstrekkers of garanten van hypotheken. Hoewel er geen expliciete overheidsgarantie was, werd algemeen aangenomen dat de Amerikaanse overheid een faillissement van deze instellingen zou wensen te vermijden, reeds vanwege de omvang van deze instellingen. Op 30 juli 2008 kreeg een omvangrijk pakket aan maatregelen kracht van wet, waarvan de uiteindelijke financiële gevolgen voor de Amerikaanse overheid niet op voorhand vast te stellen zijn. Op grond van deze wet kan de Amerikaanse overheid (omvangrijke) bedragen aan Freddie Mac en Fannie Mae lenen, en kan de Amerikaanse overheid aandelen in deze ondernemingen kopen. Op 7 september 2008 ging deze betrokkenheid een nieuwe fase in doordat Freddie Mac en Fannie Mae in "conservatorship" werden geplaatst, nadat uit een onderzoek was gebleken dat beide instellingen aanzienlijk minder vermogen bezaten dan door de toezichthouder als minimumvermogen ("regulatory capital") was voorgeschreven. De Federal Housing Finance Agency nam de leiding over; de CEO's werden ontslagen; de Amerikaanse regering zegde toe voor zodanige bedragen aan preferente aandelen te kopen als nodig mocht zijn voor het behouden van een toereikend eigen vermogen. De hiermee gemoeide bedragen beliepen een maximum van $ 100 miljard per instelling, naast een voorziening van $ 5 miljard. In februari 2009 werden deze bedragen verdubbeld tot $ 200 miljard per instelling.
De betrokkenheid van de Amerikaanse overheid bij de verstrekking van hypotheken, via Fannie Mae, Freddie Mac, Ginnie Mae en de Federal Housing Administration, nam zeer grote vormen aan. In de herfst van 2009 bleek dat van alle nieuw verstrekte hypotheken circa 95% afkomstig was van deze vier instellingen, waar de overheid op verschillende wijzen (direct onderdeel van de overheid, grootaandeelhouder, garant of de facto garant) bij betrokken was. Op 24 december 2009 werd bekend dat de Amerikaanse overheid de verliezen van Freddie Mac en Fannie Mae in de jaren 2010, 2011 en 2012, ongeacht de omvang daarvan, zou compenseren.
In zijn rapport van januari 2010 aan het Amerikaanse Congres merkte de Special Inspector-General van het TARP-programma op:
The Federal Government has long played an important role in financing residential housing, and that role has increased dramatically since the outset of the crisis — with the Federal Government and the organizations it backs now guaranteeing or insuring almost all net new borrowings for mortgages and mortgagebacked securities (“MBS”). In other words, the Government has done more than simply support the mortgage market, in many ways it has become the mortgage market, with the taxpayer shouldering the risk that had once been borne by the private investor.
Medio juni 2010 werd bekend dat de Amerikaanse overheid inmiddels voor $ 145 miljard aan verliezen bij Freddie Mac en Fannie Mae had aangezuiverd; schattingen omtrent de totale schade liepen uiteen van $ 160 miljard tot $ 1.000 miljard.
- Directe deelname in aandelenkapitaal van financiële instellingen

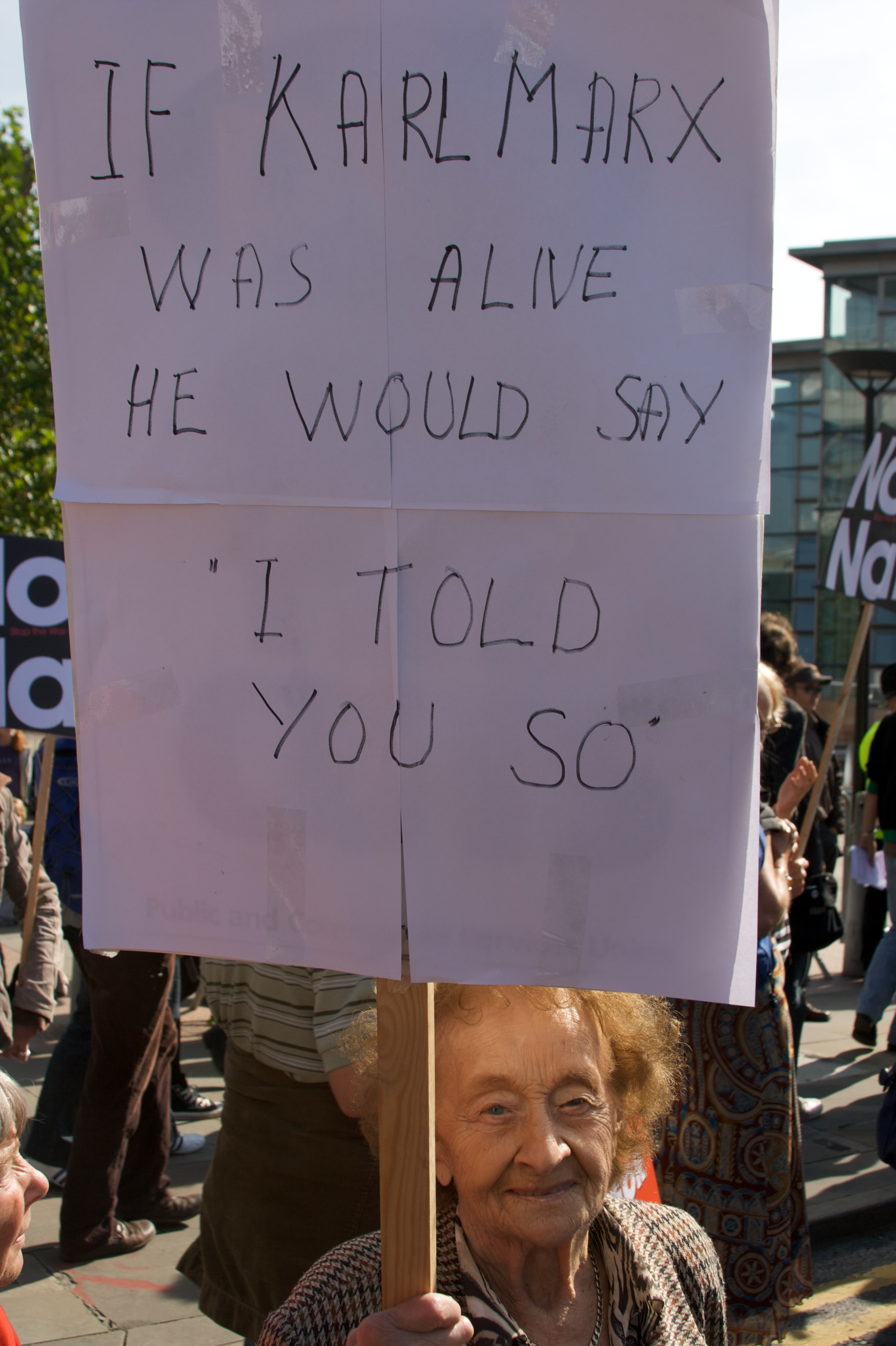
Protest in Manchester, 2008

Naarmate de crisis intensiveerde nam de mate waarin overheden direct deelnamen in het risicodragend kapitaal van financiële instellingen toe. Te noemen zijn: de nationalisatie van de Britse hypotheekbank Northern Rock, de omvangrijke deelname van de Amerikaanse overheid in de Amerikaanse verzekeraar AIG, plannen van de Britse, Spaanse en Nederlandse overheden om voor respectievelijk GBP 35 miljard tot GBP 40 miljard, EUR 40 miljard en EUR 20 miljard deel te nemen in het aandelenkapitaal van diverse banken, en de overname van ABN AMRO en de Nederlandse Fortis-activiteiten door de Nederlandse overheid. Op 12 oktober werd dit uitgebreid met deelnames door onder meer de Duitse regering. Op 14 oktober presenteerde de Amerikaanse regering een plan (deel uitmakend van het Amerikaans economisch reddingsplan 2008) om voor $ 250 miljard deel te nemen in het kapitaal van Amerikaanse banken, waarvan voor $ 125 miljard in het kapitaal van 9 grote Amerikaanse banken. In kleinere regionale Amerikaanse banken werd voor $ 33 miljard deelgenomen.
De Ierse regering stak in december 2008 € 5,5 miljard in de bankensector, in de vorm van perpetuele preferente aandelen in Bank of Ireland, Allied Irish Banks en Anglo Irish Bank, met een coupon van 8% resp. 10%.
In januari 2009 kondigde de Franse regering aan voor € 10,5 miljard deel te nemen in het aandelenkapitaal van een aantal Franse banken. Een van de voorwaarden hierbij was dat de bestuurders zouden afzien van enige bonus.
In februari 2009 converteerde de Amerikaanse regering $ 25 miljard aan preferente aandelen in Citigroup (gekocht bij een eerdere reddingsactie) in gewone aandelen. Hiermee verkreeg men een overheidsbelang van circa 36% in Citigroup. Begin maart 2009 kreeg verzekeraar AIG voor de derde maal overheidssteun, eveneens onder meer in de vorm van omzetting van preferente aandelen in gewone aandelen.
In juni 2009 betaalden een vijftal Amerikaanse banken in totaal $ 54,7 miljard terug, waarmee de directe overheidsbetrokkenheid bij die banken weer grotendeels werd beëindigd. Ook andere banken streefden naar terugbetaling van staatssteun, aangezien een zekere mate van restrictief beloningsbeleid meestal onderdeel vormde van de voorwaarden voor het verkrijgen van die staatssteun.
Deelname van een overheid in het risicodragend kapitaal van banken kan uiteindelijk leiden tot volledige nationalisering. De grens tussen beide maatregelen is echter vloeiend, aangezien de mate van zeggenschap niet uitsluitend afhangt van het aandeel in het aandeelhouderschap, maar ook van zaken als benoeming van topbestuurders.
Vanaf de herfst van 2009 bleek dat de Europese Commissie aan de staatssteun regelmatig de voorwaarde stelde dat banken bedrijfsonderdelen zouden afstoten. Dit was onder meer het geval bij ING Groep, Lloyds en RBS.
- Nationalisering van banken

De Ierse regering kondigde in januari 2009 aan de Anglo Irish Bank te nationaliseren; deskundigen zouden vaststellen of de aandeelhouders, gegeven de waarde van de onderneming, aanspraak zouden kunnen maken op enige vergoeding. Dit bleek echter niet voldoende te zijn: Anglo Irish Bank berichtte op 31 augustus 2010 in september 2010 circa € 25 miljard aan steun nodig te hebben voor de terugbetaling van in september 2010 vervallende leningen.
Op 30 maart 2010 droeg de Ierse regering de Ierse banken op om -binnen 30 dagen!- € 43 miljard aan nieuw kapitaal aan te trekken. De noodzaak hiertoe was ontstaan nadat gebleken was dat de waarde van aan de "bad bank" NAMA over te dragen dubieuze leningen aanzienlijk lager was dan gedacht: de gemiddelde korting van de eerste tranche van € 16 miljard bedroeg 47%, terwijl Anglo Irish Bank 28% verwachtte. Dit veroorzaakte extra verliezen bij de banken, wat met een kapitaaluitbreiding diende te worden opgevangen. De verwachting was dat een aanmerkelijk deel daarvan voor rekening van de Ierse regering zou komen.
In september 2010 bleek dat Anglo Irish Bank nog vele miljarden aan staatssteun behoefde. Hierop besloot de Ierse regering, nadat in de voorgaande dagen de koersen van Ierse staatsleningen sterk gedaald waren, op 8 september 2010 de bank te splitsen in een Funding Bank, die de bestaande activiteiten op beperkte schaal zou voortzetten, en een Asset Recovery bank, die zou trachten te problematische leningen te liquideren tegen zo laag mogelijke kosten voor de belastingbetaler.
In maart 2011 bleek, na het uitvoeren van extra stresstests, dat vier Ierse banken nogmaals overheidssteun nodig hadden (in de vorm van aandelenkapitaal), tot een bedrag van € 24 miljard, waarmee het totaal van hetgeen de overheid in banken gestoken had uitkwam op € 70 miljard.
- Opkopen door overheid van illiquide vorderingen

Door het opkopen van illiquide vorderingen, eigendom van banken, beogen overheden om daarmee de mogelijkheden van banken, nieuw krediet te verstrekken, te vergroten. Tevens tracht men hiermee te voorkomen dat door banken de zeer lage prijzen die tot stand komen bij de wel gedane transacties, algemeen gehanteerd moeten worden bij de waardering van beleggingen.
Het doel is deze beleggingen op enig moment weer te verkopen. De vraag of dat zal slagen, en of dat gepaard gaat met een verlies voor de belastingbetaler, is thans niet te beantwoorden.
Het grootste initiatief op dit gebied is het Troubled Asset Relief Program (verwerkt in de Emergency Economic Stabilization Act) in de VS ten bedrage van $ 700 miljard. Van dit bedrag werd een deel later bestemd voor versterking van het kapitaal van Amerikaanse banken; het aankopen van 'giftige' leningen werd op de lange baan geschoven. Het Congres bleek hier niet van gediend. De Spaanse overheid kondigde begin oktober een fonds aan van € 30 miljard tot € 50 miljard. De Zwitserse overheid steunde de Zwitserse bank UBS bij het oprichten van een fonds waarin illiquide leningen werden "gestald".
In zijn persbericht van 16 december 2008 kondigde de Federal Reserve aan, de komende kwartalen grote bedragen aan leningen van "agencies" en mortgage backed securities te zullen opkopen. Vanaf begin januari werd hiermee (door de Federal Reserve Bank of New York) begonnen. Begin september 2009 waren leningen met een nominaal bedrag van circa $ 800 miljard gekocht.
De ECB kondigde op 17 mei 2009 aan, covered bonds te zullen gaan opkopen, zulks tot een bedrag van € 60 miljard. Begin juli 2010 berichtte de ECB dat dit programma voltooid was; de gekochte leningen zouden tot het einde van de looptijd worden aangehouden. De leningen hadden een duur van 3 tot 7 jaar met een gemiddelde duur van 4,12 jaar.
Een in relatie tot de omvang van de economie van het betrokken land zeer omvangrijke transactie werd op 16 september 2009 aangekondigd, toen de Ierse regering bekendmaakte dat de National Asset Management Agency voor €54 miljard aan onroerend goed gerelateerde leningen met een nominaal bedrag van € 77 miljard zou overnemen van Ierse banken, teneinde die banken in staat te stellen het verstrekken van leningen te hervatten. De actuele marktwaarde van de leningen werd op € 47 miljard geraamd, doch men maakte voor de bepaling van de overnamesom gebruik van de "long-term economic value". De banken zouden betaald worden met obligaties ten laste van NAMA, die aan de ECB verkocht zouden kunnen worden. Op 12 november werd deze transactie door het Ierse parlement goedgekeurd.
In oktober 2011 werd besloten dat de ECB nogmaals, nu voor € 40 miljard, covered bonds zou gaan opkopen.
- Verstrekken van leningen tegen onderpand van illiquide leningen

De Federal Reserve kondigde op 25 november 2008 een programma aan, geheten Term Asset-Backed Securities Loan Facility (TALF), op grond waarvan tot een bedrag van $ 200 miljard leningen zouden worden verstrekt aan houders van AAA-gerate asset-backed securities. Op 10 februari 2009 werd bekend dat dit bedrag werd verhoogd tot $ 1000 miljard, en werd de omvang uitgebreid tot (nieuw verstrekte) asset-backed securities met onder meer commercieel onroerend goed als onderpand. In augustus 2009 werd de looptijd van het programma verlengd.
Op 23 maart 2009 werd een gewijzigde versie van dit plan gepresenteerd onder de naam Public-Private Investment Program, waarbij ook het door private partijen opkopen van reeds bestaande leningen werd gefaciliteerd; de Amerikaanse overheid zou hiervoor zowel leningen verstrekken als deelnemen in het risicodragend vermogen van de koper Het doel hiervan was enerzijds om de balansen van banken te ontlasten van illiquide leningen, en anderzijds om de markt in illiquide leningen weer op gang te brengen, zulks mede teneinde marktprijzen tot stand te doen komen, die dan weer gebruikt zouden kunnen worden voor het waarderen van andere activa.
Medio juni 2009 waren uit hoofde van dit programma leningen tot een bedrag van circa $ 45 miljard verstrekt.
- Garanties voor leningen (opgenomen door banken)

In een aantal gevallen stelden overheden zich garant voor leningen aan in moeilijkheden verkerende financiële instellingen, bijvoorbeeld bij de Duitse hypotheekbank Hypo Real Estate, waar de Duitse overheid als onderdeel van een reddingsplan een garantie (Bürgschaftsrahmen) verstrekte van € 35 miljard. Later werd deze garantie aanmerkelijk uitgebreid: in september 2010 kwam door een aanvullende garantie van € 40 miljard het totaal op € 142 miljard.
De Ierse regering garandeerde eind september 2008 vrijwel alle spaartegoeden, deposito's en uitstaande leningen van 6 Ierse banken. In september 2009 werd de looptijd van deze garantie verlengd. In september 2010 werd deze garantie verlengd tot eind 2010; in november 2010 tot eind juni 2011.
In aanvulling op het kapitaalprogramma van 14 oktober 2008 stelde de Amerikaanse overheid zich garant voor nieuw uit te geven leningen tot 1 juli 2009, voor een periode van drie jaar. Hiermee was potentieel een bedrag gemoeid van $1500 miljard. Bovendien stelde de VS zich garant voor $500 miljard aan renteloze leningen aan meest kleinere ondernemingen.
Per 13 oktober 2009 was € 732 miljard aan leningen geëmitteerd die gegarandeerd waren door overheden in de eurozone.
- Garanties voor leningen in portefeuilles van banken

In een aantal gevallen verstrekten overheden garanties aan in moeilijkheden verkerende banken ten aanzien van de waarde van leningen in hun beleggingsportefeuilles. Hiermee werd bereikt dat die banken op die leningen geen verdere afschrijvingen hoefden te verrichten, die tot gevolg zouden hebben gehad dat hun garantievermogen verder geslonken zou zijn. Dergelijke garanties werden onder meer verstrekt door de Amerikaanse overheid aan Citigroup ten aanzien van $ 306 miljard aan leningen, en door de Nederlandse overheid aan ING Groep, in januari 2009 ten aanzien van € 27,7 miljard aan Amerikaanse Alt-A hypotheken. (Zie tevens hieronder.)
- Intensivering toezicht op financiële sector

De meest omvangrijke uitbreiding van het toezicht vond plaats in IJsland, waar op 6 oktober de gehele bankensector onder toezicht werd gesteld. Op 7 oktober 2008 werd de op een na grootste bank van IJsland genationaliseerd In de daarop volgende maanden werden ook andere IJslandse banken door de regering overgenomen. De Amerikaanse regering stelde in maart 2009 voor het toezicht uit te breiden tot alle in de financiële sector werkzame ondernemingen (niet zijnde banken) waarvan een faillissement een risico voor het financiële systeem zou kunnen vormen. In juni 2009 kondigde president Obama vergaande hervormingen van het toezichtstelsel aan. Op 15 juli 2010 nam de Amerikaanse Senaat, na circa een jaar van voorbereiding en veelvuldige wijzigingen, de Financial Reform Bill aan, die het toezicht op de financiële sector beoogde te versterken. Het wetsontwerp was aangegroeid tot 2300 pagina's, en voorzag onder meer in de oprichting van een Consumer Financial Protection Agency. De financiële sector, die tientallen miljoenen dollars had besteed aan lobby-activiteiten, sprak zijn teleurstelling uit. Op 21 juli werd de wet van kracht. Op 2 september 2010 bereikte Europa overeenstemming over het oprichten van 3 nieuwe toezichthouders, voor banken, verzekeraars en beurzen.
- Garanties op spaartegoeden

De hoogte van het bedrag tot hetwelk een spaartegoed wordt gegarandeerd is uiteraard van invloed op de bereidheid van spaarders hun geld aan banken toe te vertrouwen. Europese overheden hanteerden verschillende bedragen als maximum, hetgeen leidt tot een zekere concurrentie tussen landen. Uiteindelijk werd het plafond van de garantie op € 100.000 gesteld. In de VS werd dit $ 250.000. De kosten van een dergelijke garantie plegen bestreden te worden uit een nationaal fonds dat door de banken in dat land gevoed wordt; bij een groot faillissement van een bank is het echter niet denkbeeldig dat de overheid zou moeten bijspringen. In de VS deed de Federal Deposit Insurance Corporation uit haar Deposit Insurance Fund aanmerkelijke betalingen aan banken die insolvente banken overnamen, zulks teneinde "gewone" faillissementen te voorkomen: die zouden tot grotere betalingen aan spaarders en rekeninghouders hebben geleid. Het gevolg was dat het Deposit Insurance Funds snel in omvang terugliep: per 30 juni 2009 had het fonds een omvang van 0,22% van de verplichtingen, terwijl dat voor de crisis circa 1,25% was geweest.
- Kwantitatieve versoepeling

Bij kwantitatieve versoepeling vergroot een centrale bank de geldhoeveelheid door leningen in de markt op te kopen. In theorie zijn dit staatsleningen, doch in de praktijk pleegt men ook andere leningen te kopen. De hiermee vrijkomende liquiditeiten zouden dan kunnen worden gebruikt voor het verstrekken van nieuwe kredieten. De Britse centrale bank kondigde in maart 2009 aan voornemens te zijn voor GBP 75 miljard aan staatsobligaties te kopen, wat in mei 2009 werd uitgebreid tot GBP 125 miljard, en later tot GBP 175 miljard. Ook de Bank of Japan kocht voor 168 miljard, evenals de Federal Reserve, die in maart 2009 aankondigde voor $ 300 miljard aan staatsleningen te gaan kopen, en voor een additionele $ 850 miljard aan andere leningen. Op 5 november 2009 verhoogde de Bank of England het budget tot GBP 200 miljard.
In de herfst van 2010 werden steeds meer signalen opgevangen dat de Federal Reserve vanaf november 2010 een nieuwe ronde van quantitative easing zou starten. Tevens wenste men de verwachtingen omtrent de toekomstige inflatie te laten stijgen: hierdoor zouden consumenten worden aangezet tot extra consumptie. Op 3 november 2010 maakte de Federal Reserve bekend tot juni 2011 voor $ 600 miljard aan staatsleningen (met looptijden van vijf tot zes jaar) te gaan kopen, in maandelijkse bedragen van circa $ 75 miljard.
- Opkopen van staatsleningen

Op 10 mei 2010 besloten de EU-lidstaten en de ECB, ter beteugeling van de crisis rond Griekse staatsleningen en om te voorkomen dat die zou overslaan naar andere landen (met name Portugal en Spanje), dat de ECB rechtstreeks staatsleningen zou opkopen, teneinde daarmee een "bodem in de markt te leggen". Tegenover deze aankopen (waarmee de geldhoeveelheid toenam) zou de ECB leningsfaciliteiten aan het bankwezen met een gelijk bedrag verminderen. Aanvankelijk werd voor circa € 4 miljard per week gekocht; later nam dit tempo af: in september 2010 was voor circa € 61 miljard gekocht.
In augustus 2010 kondigde de Federal Reserve aan de te ontvangen aflossingen van mortgage-backed securities te zullen herbeleggen in staatsleningen, waarbij het minimum aan in portefeuille gehouden beleggingen van $ 2050 miljard werd gesteld.
Vanaf augustus 2011 ging de ECB, na een pauze van enkele maanden op voorheen ongekend grote schaal Italiaanse en, in mindere mate, Spaanse en Portugese staatsleningen opkopen: medio november was voor € 183 miljard gekocht. (Zie hierover tevens Europese staatsschuldencrisis.)
- Directe steunmaatregelen aan het bedrijfsleven

Naarmate de kredietcrisis meer overging in een beginnende recessie, kondigden diverse overheden steunmaatregelen af, of vroegen ondernemingen om dergelijke steun. Hoewel dit deels te zien is als een "klassiek" contra-cyclisch beleid, werd in een aantal gevallen de moeilijke verkrijgbaarheid van krediet als reden voor een dergelijke maatregel of verzoek genoemd. De Duitse overheid presenteerde in november 2008 een pakket aan maatregelen van EUR 40 miljard, de Britse overheid een van GBP 20 miljard, de Europese Commissie een van EUR 200 miljard. en de Chinese overheid kondigde een pakket aan ten bedrage van 4.000 miljard yuan.
- Onderlinge steunverlening door lidstaten Europese Unie

In april 2010 kondigden de Europese Commissie en de lidstaten van de EU aan om, samen met het IMF, Griekenland € 80 miljard te lenen ter beteugeling van de crisis rond de Griekse overheidsfinanciën. Op 10 april 2010 werd dit uitgebreid tot een algemeen pakket van in totaal € 500 miljard (zie Europese staatsschuldencrisis).
- Steun door het Internationaal Monetair Fonds en andere instellingen

Diverse landen (per begin december 2008 Oekraïne, IJsland, Pakistan en Hongarije) wendden zich tot het IMF met het verzoek om financiële steun. In februari 2009 verstrekten de Wereldbank, de Europese Investeringsbank en de European bank for Reconstruction and Development tezamen leningen van € 24,5 miljard aan banken in Centraal en Oost-Europa. Een verzoek van Hongarije om een gezamenlijk Europees reddingsplan van € 180 miljard werd op 1 maart afgewezen. In april 2009 verzocht Mexico om een lening van $ 47 miljard. Teneinde deze steunverlening mogelijk te maken besloot de G20 het kapitaal van het IMF uit te breiden met $ 500 miljard. Polen verzocht het IMF om een lening van $ 20 miljard. Roemenië verkreeg in mei 2009 een lening van het IMF van $ 17,1 miljard. Griekenland kreeg in april 2010 € 30 miljard steun van het IMF, terwijl het IMF aan het steunpakket voor de zwakkere eurozone-landen van mei 2010 deelnam voor € 220 miljard (volgens sommige berichten $ 250 miljard).
Op 12 april 2010 kondigde het IMF een uitbreiding van de New Arrangement to Borrow aan van $ 50 miljard tot 550 miljard. Op 30 augustus 2010 kondigde het IMF een nieuwe faciliteit aan ("precautionary credit line"), waarbij potentiële geldvragende lidstaten reeds vooraf de kwalificatieprocedure zouden doorlopen, zodat een eventueel beroep op die faciliteit dan zeer snel afgehandeld zou kunnen worden.

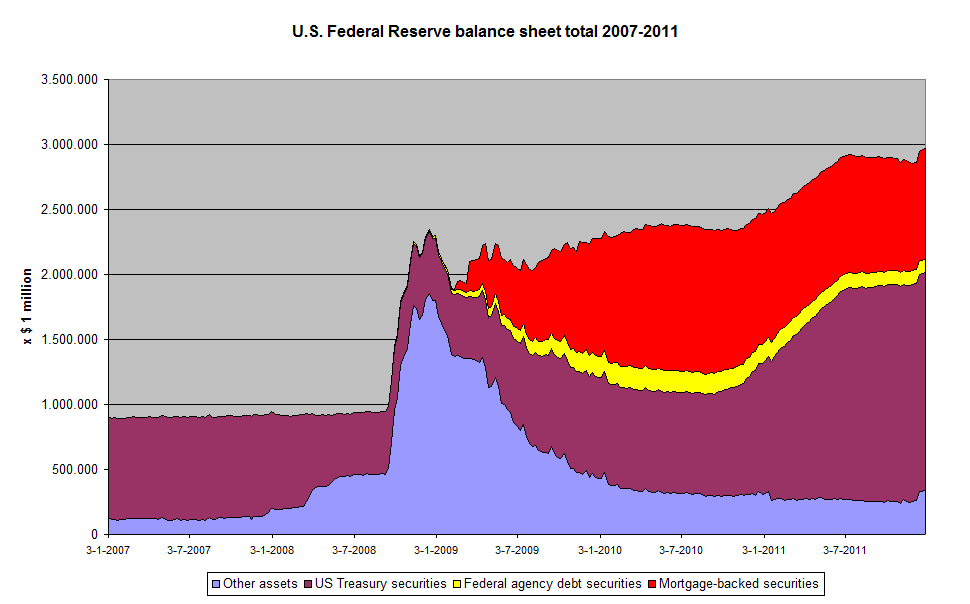
Ontwikkeling balanstotaal US Federal Reserve vanaf begin 2007 tot eind 2011

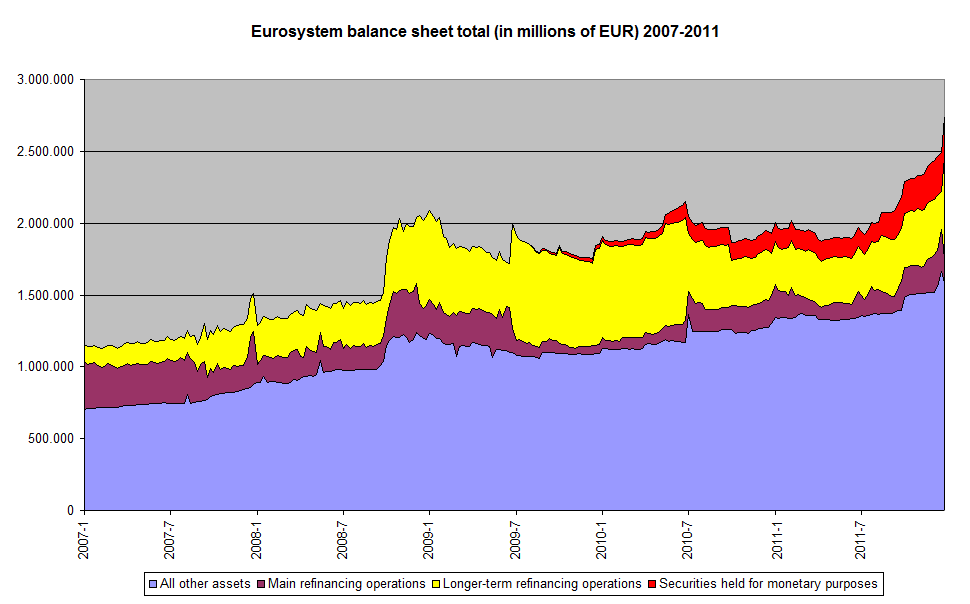
Ontwikkeling balanstotaal Eurosysteem vanaf begin 2007 tot eind 2011

 De toegenomen betrokkenheid van centrale banken leidde tot een sterke toename van hun balanstotalen (hoewel het balanstotaal van het Eurosysteem later weer enigszins afnam). De balanstotalen van de Federal Reserve en het Eurosysteem ontwikkelden zich als in de grafieken aangegeven. De toename van de balanstotalen vloeide niet alleen voort uit de toename van de voorschotten aan "normale" banken, doch ook aan (min of meer verkapte) steunoperaties waarbij banken leningen bij centrale banken opnamen tegen onderpand van (mogelijk) problematische leningen, teneinde daarmee hun balans te ontlasten. Ook andere steunoperaties waren zichtbaar op de balans. De balans van de Federal Reserve ging voor een gestaag toenemend deel bestaan uit langer lopende leningen, waaronder een groot bedrag aan leningen die verband hielden met hypotheken. In begin 2010 waren de kortlopende steunprogramma's van de Federal Reserve voor het merendeel afgebouwd, of waren ze, nadat er slechts in geringe mate gebruik van was gemaakt ingetrokken.
Een (geenszins uitputtend) overzicht van steunmaatregelen waartoe in het kader van de kredietcrisis is besloten is te vinden op Steunmaatregelen in het kader van de Kredietcrisis.
Vanaf december 2008 ontstond er in Amerika bezorgdheid over het gebrek aan transparantie rond de verschillende programma's van de Fed en de Treasury-bailouts. Er werden vele miljarden aan belastinggeld uitgegeven, terwijl bijvoorbeeld de Fed niet wilde zeggen waar het geld precies naartoe ging. Een verzoek van Bloomberg aan de Fed om informatie over elf programma's, met een beroep op de Freedom of Information Act, werd afgewezen, onder meer met het argument dat het nadelige gevolgen voor de economie zou hebben. De door het Congres ingestelde onderzoekscommissie ("Congressional Oversight Panel") liet zich meerdere malen kritisch uit over de mate van transparantie en over het inzicht in het effect van de diverse maatregelen tot op dat moment. In april 2009 wendde Bloomberg zich nogmaals tot de rechter. In augustus 2009 wees de rechter dit verzoek toe: de Federal Reserve diende details omtrent de diverse reddingsoperaties te verstrekken, met name omtrent de identiteit van ontvangers van overheidssteun en omtrent de in onderpand genomen zekerheden, doch verleende enkele dagen later de Fed een uitstel tot 30 september 2009 om in beroep te gaan. Eind september 2009 kreeg de Federal Reserve toestemming van de Solictor General voor hoger beroep tegen dit vonnis. In januari 2010 wendde de Federal Reserve zich tot de appelrechter met het verzoek de uitspraak van 24 augustus 2009 te vernietigen. Op 31 maart 2010 gaf de Fed een aantal gegevens vrij: de zekerheden die men had ontvangen bij de steun aan JP Morgan bij de overname van Bear Stearns bleken in hoofdzaak te bestaan uit hypotheken van zeer twijfelachtige kwaliteit. Op 25 augustus 2010 verzocht de Federal Reserve de appelrechter om de verplichting tot het openbaar maken van de namen van de bij de hierboven genoemde steunverlening betrokken banken 90 dagen op te schorten, aangezien dat kon leiden tot een vertrouwensverlies, wat zou kunnen leiden tot bank runs en faillissementen. Het verzoek van de Federal Reserve volgde op een afwijzing, op 20 augustus, van een verzoek tot het opnieuw beoordelen van het oorspronkelijke verzoek van Bloomberg (dat in hoger beroep was toegewezen). Het verzoek werd toegestaan. Op 25 oktober 2010 beklaagde Bloomberg zich dat de wijze waarop de Amerikaanse overheid informatie had verstrekt te wensen overliet: op 560 pagina's uitgeprinte e-mails waren alle details omtrent feitelijke transacties onleesbaar gemaakt.
Eerst in december 2010 gaf de Rederal Reserve details omtrent een aantal transacties in de periode december 2007 - juli 2010 vrij. Opmerkelijk was dat de Commercial Paper Funding facility in hoofdzaak door niet-Amerikaanse banken gebruikt was, waaronder de Rabobank. Op 31 maart 2011 gaf de Federal Reserve een groot aantal documenten vrij met details omtrent het gebruik van de discount window facility door banken in 2007 en 2008, nadat dit door het Supreme Court was bevolen.

## Gevolgen van de kredietcrisis in Nederland en België

### Fortis
De kredietcrisis deed zich in Nederland en België zeer duidelijk voelen bij de problemen die bank-verzekeraar Fortis ondervond bij het verkrijgen van voldoende kapitaal voor de financiering van het aankoopbedrag dat het voor ABN AMRO verschuldigd was. De beurskoers van Fortis had hier ernstig onder te lijden. Uiteindelijk werd in het weekend van 27 en 28 september 2008 besloten tot een gedeeltelijke nationalisatie van de bank-verzekeraar. Er bleek een deelname van drie overheden nodig te zijn om aan kennelijk onmiddellijk dreigende problemen het hoofd te bieden. (Naar medio november bleek, haalden vooral zakelijke rekeninghouders op grote
schaal hun geld weg bij Fortis, waardoor een acuut en omvangrijk liquiditeitstekort ontstond, waarvoor een noodkrediet van de Nederlandse en Belgische centrale banken nodig was ten bedrage van € 61 miljard). Op vrijdag 3 oktober kondigde de Nederlandse staat de overname aan van alle Nederlandse activiteiten van Fortis, inclusief het gedeelte van ABN AMRO dat eigendom was van Fortis, voor een bedrag van € 16,8 miljard. Op zondag 5 oktober werd bekendgemaakt dat de Franse bank BNP Paribas het grootste deel van de Belgische en Luxemburgse activiteiten van Fortis kocht. De handel in aandelen Fortis werd een week lang opgeschort; toen op 14 oktober 2008 de handel hervat werd bleek het aandeel 63% lager te openen. In België hadden veel burgers aandelen in Fortis. Er zijn verschillende juridische acties ondernomen om compensatie te verkrijgen voor de geleden verliezen. Deze acties bestonden uit rechtszaken over misinformatie door het bestuur van Fortis voordat de problemen van Fortis in de openbaarheid kwamen en rechtszaken over de wijze waarop Fortis van een mogelijk faillissement gered is.
Fortis Bank (België) rapporteerde op 22 januari 2009 over de eerste drie kwartalen van 2008 een nettoverlies van € 14,1 miljard; voor het vierde kwartaal verwachtte men een verlies van € 4 tot € 5 miljard.
De Nederlandse overheid berichtte op 19 november 2009 nogmaals geld in ABN Amro te steken: ditmaal € 3 miljard. Voorts zette men € 1,4 miljard aan leningen om in eigen vermogen; toenmalig minister Bos zei te verwachten dat dit de laatste kapitaalinjectie zou zijn.

### Nederland

#### Icesave
Op 8 oktober 2008 bleek dat de IJslandse bank Landsbanki, in Nederland actief onder de naam Icesave, zijn verplichtingen niet kon nakomen. De vraag of de garantieregeling door de IJslandse regering zou worden nagekomen, bleek niet aanstonds bevestigend te kunnen worden beantwoord. Gemiddeld hadden 120.000 spaarders 13.000 euro gespaard bij Icesave. Na overleg werd besloten dat de Nederlandse overheid de garantiegelden zou betalen, maar de eerste € 20.887 gold daarbij als voorschot wat IJsland later moest terugbetalen. Het garantiebedrag was kort daarvoor door de Nederlandse overheid opgehoogd tot 100.000 euro (200.000 bij en/of rekening). Een aantal gedupeerde spaarders richtten een comité op om te trachten hun verloren spaargeld alsnog via de Nederlandse overheid terug te krijgen. Zij baseerden zich op het feit dat Icesave door de Nederlandse toezichthouder goedgekeurd was, en dat er niet eerder is gewaarschuwd door de toezichthouder tegen risico's die wellicht al in een eerder stadium bekend waren.
Op 17 november 2008 werd bekend dat de IJslandse, Britse en Nederlandse regeringen een akkoord bereikt hadden over terugbetaling van tegoeden bij Icesave. In augustus 2009 bleek in het IJslandse parlement geen meerderheid te bestaan voor de goedkeuring van deze akkoorden. Het IMF en andere kredietverstrekkers stelden zich op het standpunt dat toegezegde leningen eerst na het definitief worden van de akkoorden zouden worden uitbetaald. Op 31 december 2009 nam het IJslandse parlement de desbetreffende wet, die voorzag in overheidsgaranties ter waarde van $ 5,5 miljard, alsnog aan. Na protesten van de IJslandse bevolking weigerde de president de wet te tekenen, waarna de premier een referendum aankondigde. Onderhandelingen tussen de regeringen van IJsland, Nederland en het Verenigd Koninkrijk omtrent wijziging van de leningsvoorwaarden, in februari 2010, leidden niet tot resultaat. Op 6 maart 2010 wees de IJslandse bevolking in een referendum de wet omtrent de terugbetaling van de aan IJsland verstrekte leningen met een overweldigende meerderheid af: slechts 1,5% stemde ervoor.

#### Kapitaalinjecties
De Nederlandse overheid stelde op 9 oktober 2008 € 20 miljard beschikbaar voor de versterking van het eigen vermogen van de financiële sector. De ING Groep maakte als eerste gebruik van deze regeling met een kapitaalinjectie van € 10 miljard. Enkele weken later volgde AEGON met € 3 miljard, en daarna SNS REAAL met € 750 miljoen. Als voorwaarde werd in alle gevallen gesteld dat bestuurders dit jaar geen bonussen ontvangen en dat eventuele vertrekpremies niet hoger zijn dan een jaarsalaris.
Zie ook:
- Kapitaalinjectie door de overheid in de ING Groep
- Kapitaalinjectie door de overheid in AEGON
- Kapitaalinjecties in SNS REAAL

In januari 2009 vond een tweede steunoperatie van ING Groep plaats, waarbij de Nederlandse staat een garantie afgaf ten aanzien van de waarde van € 27,7 miljard aan Amerikaanse Alt-A-hypotheken. (In september 2009 bleek dat EU-commissaris Neelie Kroes deze steunverlening afkeurde: ING betaalde volgens de Commissie te weinig voor deze garantie). In augustus 2009 kondigde AEGON een aandelenemissie van € 1 miljard aan; de opbrengst zou gebruikt worden voor het terugbetalen van een deel van de staatssteun.
In december 2009 betaalde ING Groep de helft van de staatssteun terug (€ 5 miljard, plus rente, plus overeengekomen vergoeding voor vervroegde aflossing). Aegon betaalde op 30 augustus 2010 € 500 miljoen terug; het restant zou in juni 2011 worden terugbetaald. In februari 2011 kondigde AEGON een tweede aandelenemissie aan, met het doel om daarmee de (nog uitstaande) staatssteun in juni 2011 geheel te hebben terugbetaald.
EU-commissaris Kroes keurde op 28 januari 2010 de aan SNS Reaal verstrekte staatssteun goed. Het geschil tussen enerzijds ING en de Nederlandse regering en anderzijds de Europese Commissie omtrent het deels onthouden van goedkeuring werd aan het Hof van Justitie van de Europese Gemeenschappen voorgelegd.
In september 2010 bleek dat door aflossingen en herfinancieringen de omvang van de portefeuille was teruggelopen van € 30,9 miljard tot € 23,8 miljard; de gemiddelde kwaliteit was echter wel gedaald. Tot dan toe had de Staat er een winst van € 461 miljoen op gemaakt, die echter gereserveerd werd voor het opvangen van verwachte toekomstige verliezen.

#### Garanties op kapitaalmarktleningen
Voor op de kapitaalmarkt geëmitteerde leningen heeft de overheid 200 miljard euro beschikbaar gesteld voor garanties hierop. Zij vraagt voor een garantie een bedrag van ongeveer 1% van de te garanderen som. De eerste aanvraag is ingediend door LeasePlan Corporation N.V., voor een bedrag van € 1,5 miljard. De tweede aanvraag werd gedaan door de NIBC Bank, voor een bedrag van € 1 miljard. Een onder deze garantie door NIBC uitgegeven obligatielening werd op 12 december 2008 zonder problemen onder beleggers geplaatst. SNS Bank emitteerde onder deze garantie een obligatielening van ten hoogste 2 miljard euro. Fortis Bank Nederland plaatste in april 2009 een 3-jarige lening van € 5 miljard.

#### DSB Bank

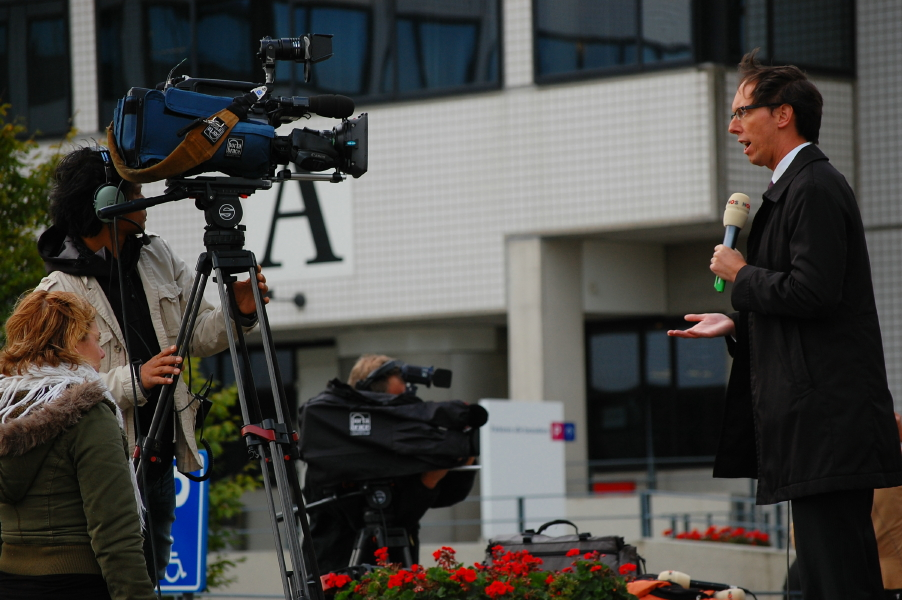
Journalist Michiel Bosgra tijdens een item over de val van de DSB Bank, 16 oktober 2009

Het faillissement van DSB Bank is niet in eigenlijke zin toe te schrijven aan de kredietcrisis, doch vloeit in overwegende mate voort uit een "normaal" liquiditeitstekort, dat optrad nadat vanaf begin oktober 2009 spaarders grote bedragen aan spaargeld terugtrokken, en er niet tijdig vervangende financiering kon worden aangetrokken. De langdurige verplichtingen van de bank bleken te veel met kortlopende spaargelden gefinancierd. Ook het eigen vermogen bleek veel te laag. Deze twee zaken waren door Pieter Lakeman al eerder aan de orde gesteld in 1985.

### Belgische instellingen
In België kregen KBC, Ethias en Dexia een kapitaalinjectie van de federale overheid. KBC kreeg op 22 januari 2009 een tweede kapitaalinjectie van de Vlaamse overheid.

### Overheden en de kredietcrisis
Vanaf 13 oktober 2008 bleken ook enkele Nederlandse provincies en gemeentes gemeenschapsgeld uit te hebben staan bij de IJslandse Landesbanki, de IJslandse Kaupthingbank en de Amerikaanse Lehman Brothers. Op 14 oktober wordt geschat dat het gaat om minimaal 250 miljoen euro. In verhouding tot de totale rijksbegroting is het echter een klein bedrag. De provincies en gemeentes geven aan dat ze niet acuut in de problemen komen. Wanneer het geld niet terug te vorderen is zouden er echter op de langere termijn keuzes gemaakt moeten worden. Veel ambtenaren en bestuurders geven aan dat ze binnen de wet gehandeld hebben. De staatssecretaris stelde een onderzoek in of lokale overheden geld geleend hebben van de BNG om tegen een hogere rente uit te zetten in IJsland.
Een onderzoekscommissie rapporteerde op 2 juni 2009 dat het dagelijks bestuur van de provincie Noord-Holland onvoldoende toezicht had gehouden op het beleggingsbeleid en daarbij eigen regels overtreden had; er had geen actief risicomanagement plaatsgevonden. De provincie Noord-Holland leed door het faillissement van debiteuren een verlies van € 78 miljoen. Op 10 juni 2009 kondigde het college van gedeputeerde staten van Noord-Holland zijn aftreden aan.

### Professionele beleggers en de kredietcrisis

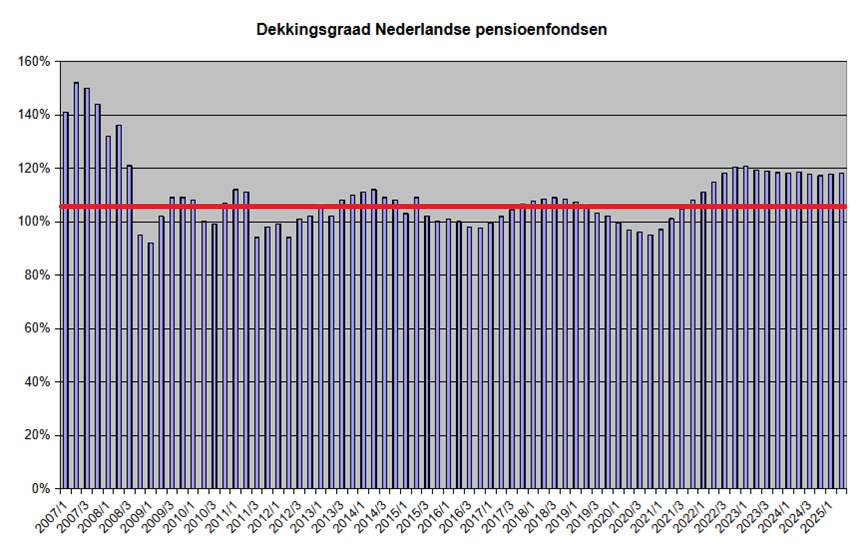
Verloop dekkingsgraad van gezamenlijke Nederlandse pensioenfondsen

Pensioenverstrekkers dienen zich te houden aan een dekkingsgraad van meer dan 105%, opdat ze in de toekomst aan alle verplichtingen kunnen voldoen. Het Financieele Dagblad berichtte eind november 2008 dat volgens eigen berekeningen de dekkingsgraad van de Nederlandse pensioenfondsen inmiddels zo laag zou liggen dat indexatie voor meerdere jaren onmogelijk zou zijn geworden. Begin 2009 lag de dekkingsgraad van enkele grote pensioenfondsen in de buurt van 85%.
Dekkingsgraad in aantallen deelnemers
| Dekkingsgraad | <105%   | >105% en <130% | >130%     |
| ------------- | ------- | -------------- | --------- |
| kw1 2007      | 0       | 695.128        | 5.064.822 |
| kw2 2008      | 8465    | 1.164.252      | 4.390.410 |
| kw3 2008      | 189.667 | 5.180.692      | 225.157   |

Uit de cijfers van juli 2008 van DNB bleek dat ten opzichte van 2007 al een kleine groep deelnemers aan pensioenfondsen beneden een dekkingsgraad van 105% geraakt was. Begin december 2008 werd in de media gesproken dat ook de grote pensioenfondsen nog maar een dekking van tussen de 85 en 95% hebben. PMT, PME en Pensioenfonds Zorg en Welzijn met een pensioen voor ongeveer 2 miljoen werknemers uit de kleinmetaal en zorg meldden een te lage dekkingsgraad. Om in drie jaar boven de 105% te komen werd als onbetaalbaar gezien. In een artikel was sprake van het toepassen van een andere rentecurve bij de berekening van de dekkingsgraad. Door het aanpassen van de waardering door de accountants kwam de dekkingsgraad hoger uit.
| Datum            | Dekkingsgraad | bron        |
| ---------------- | ------------- | ----------- |
| juli 2008        | 134%          | DNB         |
| kw3 2008         | 105%          | Media FD    |
| 24 oktober 2008  | 109%          | DNB         |
| 28 november 2008 | 100%          | Media FD    |
| 8 december 2008  | 85-95%        | Media FD    |
| 13 maart 2009    | 83 - ?%       | Media RTL Z |

Het pensioenfonds van de Nederlandse tak van Shell bleek eind november 2008 een dekkingsgraad van 85% te hebben, terwijl dit begin 2008 nog 160% was.
Bij een eerdere scherpe daling van de aandelenmarkt bleek dat de waardedaling zichzelf versterkt wanneer er geen ruimte geboden wordt in de tijd om het dekkingspercentage binnen de grenzen te houden. Tot het vierde kwartaal van 2008 hadden pensioenfondsen nog aandelen bijgekocht ter waarde van 37 miljard euro. In het vierde kwartaal begonnen ze met het verkopen van aandelen ter waarde van 26 miljard euro.
Naast verkoop van verliesgevende beleggingen, heeft een pensioenfonds ook de mogelijkheid om de premie te verhogen of de uitkering niet de inflatie te laten volgen door geen indexering toe te passen. Als uiterste maatregel kunnen lopende pensioenen en opgebouwde pensioenrechten verlaagd worden. Nederlandse pensioenfondsen wier dekkingsgraad ontoereikend is dienden voor 1 april 2009 een herstelplan voor te leggen aan de toezichthouder. In overleg met de regering werden de regels versoepeld in het eerste kwartaal van 2009: de dekkingsgraad diende in een langere periode weer verhoogd worden.
Medio maart 2009 werd bekend dat de dekkingsgraad van ABP en PZW per eind februari 2009 respectievelijk 83% en 85% bedroeg.
In het voorjaar van 2010 daalden de dekkingsgraden van Nederlandse pensioenfondsen, die juist weer enigszins hersteld waren, weer tamelijk sterk, door lagere aandelenkoersen en vooral lagere kapitaalmarktrentes: ultimo juni hadden een aantal grote pensioenfondsen pensioenfondsen een dekkingsgraad van ruim beneden 100%. Een lagere rente leidt namelijk tot een hogere huidige waarde van toekomstige pensioenverplichtingen. ABP voerde een tijdelijke verhoging van de premie door.
Ook pensioenfondsen elders ondervonden een scherpe daling van hun dekkingsgraad: de dekkingsgraad van de 1500 beursgenoteerde Amerikaanse ondernemingen, opgenomen in de S&P-index, was begin december 2008 teruggelopen tot 80%. De dekkingsgraad van Amerikaanse pensioenfondsen zou eind maart 2009 zijn teruggelopen tot 74%. Vanaf de zomer van 2010 werden berichten ontvangen dat Amerikaanse pensioenfondsen beleggingen verkochten om lopende pensioenen te betalen, onder meer in de staat Illinois. De dekkingsgraad van het "typische" Amerikaanse ondernemingspensioenfonds zou in augustus 2010 zijn teruggelopen tot 71,3%. De dekkingsgraad van de 100 grootste Amerikaanse ondernemingspensioenfondsen, gemeten door consultantsbureau Milliman, daalde in augustus 2010 van 75,6% tot 70,1%.
In augustus 2010 bleek dat de problemen in de Nederlandse pensioensector duidelijk waren toegenomen: op 17 augustus 2010 maakte DNB bekend dat 12 tot 14 Nederlandse pensioenfondsen reeds per 1 januari 2010 zouden moeten gaan korten op de lopende pensioenen (van circa 150.000 gepensioneerden) en opgebouwde pensioenrechten (van circa 700.000 deelnemers); de kortingen zouden variëren van 1% tot 14%. De oorzaak was een sterke daling van de dekkingsgraad, die met name het gevolg was van een stijging van de contante waarde van de verplichtingen door een daling van de rentevoet waartegen die verplichtingen contant gemaakt werden. Een dergelijke korting van nominale pensioenrechten was nog nooit voorgekomen in de geschiedenis van het Nederlandse pensioenstelsel. Op 10 september 2010 bleek dat de dekkingsgraad van de grote pensioenfondsen ABP, PZW, Pensioenfonds Bouw en PMT eveneens sterk gedaald was.

### Recessie in Nederland ten gevolge van de kredietcrisis
De Nederlandse economie kwam als gevolg van de kredietcrisis in een forse recessie terecht. Vanaf het tweede kwartaal van 2008 was de groei van het bruto nationaal product (op kwartaalbasis) negatief. Eerst over het derde kwartaal van 2009 werd een positieve groei, over dat kwartaal, waargenomen. Een periode van vijf opeenvolgende kwartalen krimp is zeer uitzonderlijk. Door een combinatie van teruglopende belastingopbrengsten en toenemende overheidsuitgaven (hogere werkloosheidsuitkeringen alsmede maatregelen om de crisis te bestrijden) nam het financieringstekort van de overheid toe, hetgeen ook in andere landen het geval was. Het CPB raamde in de Macro-Economische Verkenning 2010 een werkloosheid van 5,25% voor 2009 en 8% voor 2010. Voor geheel 2009 verwachtte het CPB in september 2009 een krimp van de economie van 4,75%. Vanaf begin 2010 was sprake van een bescheiden groei.
De beschikbaarheid van krediet voor het bedrijfsleven bleef een probleem vormen, doordat banken hun leningseisen aanscherpten. Met name het midden- en kleinbedrijf meldde in juli 2010 hierdoor liquiditeitsproblemen te verwachten, zo niet reeds te hebben.

## Problemen rond balansverhoudingen van banken
De slechte liquiditeit in de markt voor gesecuritiseerde leningen leidde ertoe dat waardering op marktwaarde tot zeer lage prijzen leidde, wat betekende dat banken ieder kwartaal nieuwe afschrijvingen moeten rapporteren. Hierbij speelt tevens het boekhoudkundige voorschrift van "fair value accounting" een rol, dat waardering tegen marktwaarde voorschrijft, ook indien onmiddellijke noodzaak tot verkoop van het betreffende actief niet aanwezig is. Ook boekhoudregel FAS 157, die meer transparantie ten aanzien van de samenstelling en waardering van beleggingsportefeuilles beoogt, bleek tot kritiek te leiden. De toepassing ervan werd aanmerkelijk verzacht. Eind februari 2009 besloot de Amerikaanse regering tot het "doorlichten" van de kredietportefeuilles van de grootste Amerikaanse banken, teneinde te beoordelen of verdere kapitaalinjecties (met publiek of privaat geld) noodzakelijk waren. Bij deze "stresstest" werd uitgegaan van scenario's van een stijgende werkloosheid en verder dalende huizenprijzen. De uitslag werd op 7 mei 2009 gepubliceerd: van de 19 onderzochte banken dienden er 10 in totaal $ 74,9 miljard extra kapitaal aan te trekken.
Door de omvangrijke afschrijvingen waren de balansverhoudingen van de daarbij betrokken banken duidelijk verslechterd, hetgeen leidde tot de noodzaak ofwel nieuw kapitaal aan te trekken, ofwel de kredietverstrekking te reduceren. Indien het eerste niet, of niet in voldoende mate, mogelijk blijkt, is het tweede vrijwel onvermijdelijk, hetgeen een afremmend effect op de conjunctuur zou kunnen hebben. Per 3 mei 2011 was door banken en verzekeringsmaatschappijen $ 2.027,1 miljard afgeschreven, en was $ 1.663,5 miljard aan nieuw kapitaal aangetrokken, wat echter voor een aanzienlijk deel afkomstig was van overheden. Opgemerkt wordt dat de koersen van aandelen van banken en andere financiële instellingen soms aanmerkelijk sterker waren gedaald dan de koersen van aandelen van andere ondernemingen, hetgeen het plaatsen van nieuwe aandelen, anders dan tegen zeer lage koersen, sterk bemoeilijkte.
Voorts werd erop gewezen dat financiële instellingen een zekere vrijheid hebben bij de wijze waarop al deze "stroppen" in hun jaarrekening wordt verwerkt, ondanks het bestaan van algemeen geldende accountancyvoorschriften. Sommige banken brengen deze verliezen ten laste van hun winst, andere ten laste van het eigen vermogen. Voorts kunnen (of moeten) voor toekomstige afwaarderingen reeds nu voorzieningen worden genomen, afhankelijk van de inschatting van de kans dat dit inderdaad zal moeten gebeuren, hetgeen altijd een zeker subjectief element bevat. Hier is echter sprake van een zeker "grijs gebied", waarmee echter vrijwel steeds aanmerkelijke bedragen gemoeid zijn. De waardering van activa die slechts met een model kunnen worden gewaardeerd ("Level Three assets") blijkt weinig inzichtelijk, terwijl daarmee soms (ook in verhouding tot het balanstotaal van een bank) grote bedragen kunnen zijn gemoeid. Ook indien de financiële sector een maximale openheid zou betrachten, blijft er nog een aanmerkelijke ruimte voor "giswerk" en wantrouwen.
Aan banken werden in feite tegenstrijdige eisen gesteld. Enerzijds wordt van hen verwacht dat ze de aangetaste balansverhoudingen versterken, hetgeen in feite slechts mogelijk is door ofwel "deleveraging": het verminderen van het balanstotaal, ofwel door het aantrekken van nieuw kapitaal. Anderzijds wordt van hen verwacht dat ze de kredietverstrekking hervatten teneinde de diepgang en duur van de recessie te beperken, terwijl het te lichtvaardig verstrekken van krediet als een van de oorzaken van de crisis wordt aangemerkt. Een verantwoord evenwicht tussen beide -ieder voor zich op zich correcte- wensen is niet eenvoudig te vinden.
In februari 2010 wees de Rabobank er op dat komende regelgeving in de weg zou staan aan uitbreiding van de kredietverlening. Credit Suisse verwachtte in maart 2010 dat Britse banken hun balanstotaal in de komende drie tot vier jaar met enkele honderden miljarden zouden moeten inkrimpen omdat verstrekte staatssteun dan terugbetaald zou moeten worden, en vervangende langlopende financiering ofwel niet, ofwel slechts tegen te hoge prijzen zou kunnen worden aangetrokken. Een dergelijke reductie zou dan uiteraard gepaard gaan met een dienovereenkomstige afname van de verstrekte kredieten.
De G20 besloot op 27 juni tot het verhogen van de kapitaaleisen van banken; in welke vorm dit zou dienen te gebeuren werd evenwel tot op zekere hoogte aan individuele landen overgelaten.

### Stresstest van Europese banken in juli 2010
In maart 2010 besloten de Europese Commissie, de ECB en de centrale banken van de eurozone tot het uitvoeren van een "stresstest" teneinde het vermogen van het Europese bankwezen nieuwe schokken op te vangen vast te stellen; in juni 2010 werd besloten dat de resultaten daarvan openbaar gemaakt zouden worden. De te hanteren criteria werden aanvankelijk geheim gehouden; nadat dit tot veel vragen (en commotie in de financiële markten) had geleid werd op 7 juli 2010 enig inzicht gegeven in de gehanteerde methodiek. Tevens bleek het aantal betrokken banken uitgebreid te zijn tot circa 100, en werden de namen van de betrokken banken gepubliceerd.
Op 23 juli 2010 werden de resultaten gepubliceerd: de CEBS kwam tot de conclusie dat onder de gehanteerde "adverse" scenario's 7 van de 91 onderzochte banken een eigen vermogen ("Tier 1 capital") zouden hebben van minder dan 6% van het balanstotaal, hetgeen voor deze test als ondergrens was gesteld. Het betrof Hype Real Estate (Duitsland), Agricultural Bank of Greece en vijf Spaanse cajas (vaak regionaal georiënteerde spaarbanken). Met het aanvullen van het eigen vermogen van deze banken tot die grens van 6% zou een bedrag van € 3,5 miljard gemoeid zijn. Opgemerkt wordt echter dat de geraamde schade ten aanzien van staatsleningen slechts werd berekend over de leningen in de handelsvoorraad van banken ("trading book") doch niet over voor beleggingsdoeleinden aangehouden staatsleningen ("held to maturity"), en dat banken een zekere vrijheid hebben in de toedeling van leningen aan deze portefeuilles, of wijziging daarvan.

### Plannen voor hogere kapitaaleisen ("Basel-III")
In de zomer van 2010 werden plannen ontvouwd voor hogere kapitaaleisen aan banken, bekend als "Basel-III". Banken reageerden furieus op de hieruit voortvloeiende noodzaak extra kapitaal aan te trekken; de Duitse brancheorganisatie Bundesverband Deutscher Banken raamde de omvang van dat extra kapitaal voor Duitse banken op € 105 miljard. Banken waarschuwden dat dit zou leiden tot een scherpe vermindering van de kredietverlening en aanmerkelijk hogere rentes. Op 12 september 2010 bereikte het Basels Comité (een overlegorgaan van toezichthouders) overeenstemming over hogere kapitaaleisen voor banken, in te voeren in een aantal jaren. Deze eisen zullen er naar verwachting toe leiden dat banken aan aanmerkelijk groter deel van de winst zullen moeten inhouden in plaats van als dividend uitkeren; vermoedelijk zullen een aantal banken aandelenemissies moeten doen.

### Voortduren van problemen rond financiële positie banken
Ook nadat de crisis in eigenlijke zin voorbij was, en de conjunctuur in het overgrote deel van de wereld weer was aangetrokken, bleef de financiële positie van de bancaire sector zorgelijk. Ook de overheidstekorten, die sterk toegenomen waren door de maatregelen ter beteugeling van de crisis, werden als problematisch ervaren. Het IMF toonde zich in zijn World Economic Outlook van april 2011 redelijk optimistisch over de groeiverwachtingen doch waarschuwde voor de gestegen grondstoffenprijzen en de fors toegenomen staatsschulden alsmede de balansverhoudingen van het bankwezen:
The crisis itself has led to a dramatic deterioration in fiscal positions, forcing a shift to fiscal consolidation while not eliminating market worries about fiscal sustainability. And in many countries banks are struggling to achieve higher capital ratios in the face of increasing nonperforming loans. The problems of the European Union periphery, stemming from the combined interactions of low growth, fiscal woes, and financial pressures, are particularly acute. Reestablishing fiscal and financial sustainability in the face of low or negative growth and high interest rates is a substantial challenge.

## Vergelijkingen met eerdere crises

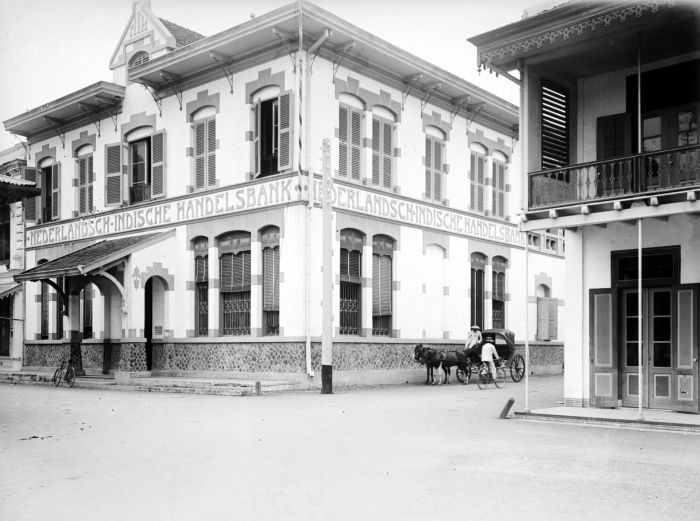
Na de kredietcrisis van 1863 nam de vraag naar kapitaal voor particuliere cultuurmaatschappijen toe. Een van de toen opgerichte 'cultuurbanken' was de Nederlandsch-Indische Handelsbank. Deze kwam zelf in de problemen ten tijde van de wereldwijde zogeheten Agrarische Crisis die ook aan Indië niet voorbijging en zelfs dieper werd door het optreden van ziektes in koffie en suiker. Met behulp van het Nederlandse bankwezen werd de Indische banksector in 1885 gesaneerd, waarbij de agrarische belangen van de Handelsbank werden overgedragen aan een nieuwe cultuurbank, De Nederlandsch-Indische Landbouw Maatschappij, Tropenmuseum

De financiële markten hebben in de loop der tijd vele crises meegemaakt, die tot grote schades hebben geleid. Uiteraard is elke aanduiding van de omvang van een schade slechts een benadering, reeds doordat niet vast te stellen is wat er zou zijn gebeurd als die crisis zich niet zou hebben voorgedaan. Bij het vergelijken van dergelijke bedragen dienen ze te worden gecorrigeerd voor inflatie. De volgende indicatieve vergelijking ten aanzien van de directe schade (in de zin van afschrijvingen op leningen) kan gemaakt worden:
| Jaar      | Omschrijving crisis                                  | Geschatte schade      | Huidige waarde    |
| --------- | ---------------------------------------------------- | --------------------- | ----------------- |
| 1982      | leningen aan ontwikkelingslanden                     | $ 55 miljard          | ca. $ 123 miljard |
| 1986-1995 | leningen aan Amerikaanse spaarbanken                 | $ 189 miljard         | ca. $ 364 miljard |
| 1991-2003 | leningen aan Japanse banken                          | $ 263 miljard         | ca. $ 412 miljard |
| 2000-2003 | leningen aan "dotcoms"                               | $ 93 miljard          | ca. $ 116 miljard |
| 2007-?    | subprime-hypotheken en daaraan gerelateerde effecten | $ 2027/$ 4000 miljard | n.v.t.            |

Onderstreept wordt dat omtrent de uiteindelijke omvang van de schade ten gevolge van de huidige crisis op dit moment (januari 2010) vrijwel geen uitspraken te doen zijn. De indirecte schade (waarbij dan zaken als de sterke koersdalingen op beurzen worden gezien als zijnde toe te schrijven aan de kredietcrisis) is uiteraard veel hoger. Het bedrag waarmee financiële activa (aandelen, obligaties en dergelijke) wereldwijd in waarde zijn gedaald in 2008 werd door de Asian Development Bank in maart 2009 geraamd op $ 50 biljoen ($ 50.000 miljard). De totale daling van de wereldeconomie werd in maart 2010 door Bank of England-directeur Andrew Haldane geschat op $60.000 miljard tot $ 200.000 miljard.

## Eind 2011: wederom sterke groeivertraging
Aan het eind van 2011 bleek dat met name in Europa sprake was van een sterke groeivertraging, grotendeels toe te schrijven aan de gevolgen van de diverse bezuinigingen in landen van de eurozone. Nederland en België verkeerden (naar alle waarschijnlijkheid: GDP-cijfers worden steeds met enige vertraging gepubliceerd) opnieuw in een recessie.

## "Einde" van de kredietcrisis
Hoewel het niet mogelijk is om een redelijk exact tijdstip aan te geven waarop de kredietcrisis "ophield", kan wel gezegd worden dat in de loop van 2011 een situatie ontstond van een soort "nieuw evenwicht", op een lager niveau. In de Verenigde Staten namen huizenprijzen toen niet veel verder af en was sprake van een redelijk bevredigende groei en enige tijd later van een aantrekkende werkgelegenheid. In Europa kwamen de gevolgen van de kredietcrisis ook bij de overheden terecht en de kredietcrisis ging zo over in de Europese staatsschuldencrisis. Overheden bleken aan het steunen van banken en andere private financiële instellingen zoveel geld te hebben moeten besteden dat hun eigen financiën sterk verslechterd waren, hetgeen leidde tot een toenemend wantrouwen bij diezelfde financiële instellingen.
Van een terugkeer tot de situatie van voor circa 2007 was echter geen sprake. Met name de kredietverlening van het bankwezen aan particulieren en ondernemingen herstelde zich slechts gedeeltelijk: de door banken en overheden via Basel II gehanteerde criteria waren aanmerkelijk strenger dan voorheen. Dit werd dus ook ten dele afgedwongen door de strengere kapitaaleisen die geleidelijk aan banken gesteld werden. De afgenomen kredietverlening had een remmend effect op het herstel van de groei. Voor stimulerende overheidsmaatregelen, in de vorm van belastingverlagingen, was slechts beperkt ruimte. Kwantitatieve versoepeling (het opkopen van staats- en andere leningen door centrale banken) dient onderscheiden te worden van fiscale stimuleringsmaatregelen. In de praktijk is het doel vaak hetzelfde, te weten het stimuleren van de conjunctuur. De Federal Reserve paste kwantitatieve versoepeling toe vanaf januari 2009; de ECB vanaf oktober 2014.
In januari 2013 bereikten 10 Amerikaanse banken een schikking met de Amerikaanse overheid: men zou $ 8,5 miljard betalen aan (voormalige) huiseigenaren die onjuist waren behandeld. Banken werden steeds meer door de Amerikaanse Justitie aangesproken op hun handelen voor, tijdens en na de kredietcrisis. Zo werd langzaamaan via de opgelegde miljardenboetes openbaar wat in achterkamertjes was misgegaan.

## Varia

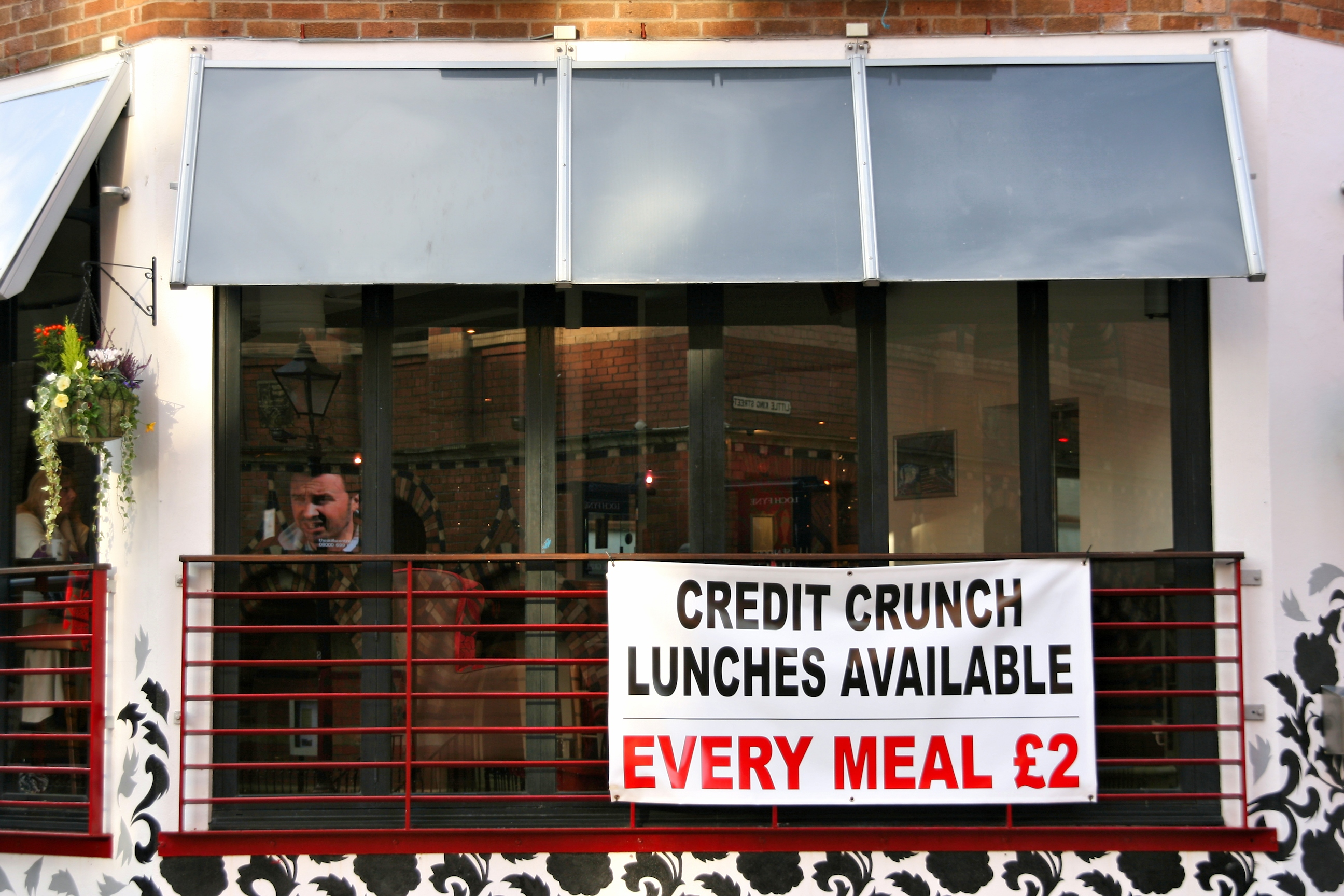
Advertentie voor een goedkope "Credit Crunch Lunch" in een restaurant in Bristol, Verenigd Koninkrijk.

- De American Dialect Society koos in januari 2008 het woord subprime als "Word of the Year". Men definieerde het als volgt: "Subprime is an adjective used to describe a risky or less than ideal loan, mortgage, or investment".[244]
- Onderzoek door het managementadviesbureau Towers Perrin toonde in maart 2008 aan dat veel topmensen in het bedrijfsleven hun eigen vermogen om risico's en kansen te beoordelen te hoog inschatten wanneer het economisch goed gaat. Opmerkelijk genoeg zien zij de grootste risico's vooral op het werkterrein van hun collega's: CEO's (chief executive officers, algemeen directeuren) zien de gevaren vooral op financieel terrein, terwijl CFO's (chief financial officers, financieel directeuren) de bedreigingen vooral op strategisch vlak zien.[245] In donkere tijden gebeurt het omgekeerde: dan schat men de bedreigingen veelal te zwaar in, terwijl kansen worden genegeerd.[246]
- Online-woordenboek Merriam-Webster's verkoos in november 2008 de term bailout als "Word of the Year 2008", aangezien dit woord het meest werd opgezocht in een kort tijdsbestek.[247] De term werd gedefinieerd als "a rescue from financial distress".
- Voor 2010 koos Merriam-Webster als "woord van het jaar" voor 2010 austerity, te omschrijven als "afgedwongen of extreme zuinigheid".[248]
- Met name in de Verenigde Staten spreekt men in de media en in het dagelijkse verkeer vaak van de "Great Recession" (Grote Recessie) in analogie van de Great Depression (Grote Depressie). Dit is met name ingegeven door het grote contrast tussen de periode na de kredietcrisis (relatief hoge werkloosheid, begrotingstekorten, schuldenproblematiek, lage economische groei, wereldwijde malaise) en de periode daarvoor (het tegengestelde daarvan).[249][250][251][252][253][254][255]

## Onderzoek Financial Crisis Inquiry Commission
De Financial Crisis Inquiry Commission, die door de Amerikaanse regering was aangesteld om de oorzaken van de crisis te onderzoeken, bracht eind januari 2011 haar eindrapport uit. De commissie concludeerde dat tekortschietende regelgeving alsmede een excessief nemen van risico's tot de crisis hadden bijgedragen; beleidsmakers hadden zich door de crisis laten overvallen:
The Commission concluded that this crisis was avoidable. It found widespread failures in financial regulation; dramatic breakdowns in corporate governance; excessive borrowing and risk-taking by households and Wall Street; policy makers who were ill prepared for the crisis; and systemic breaches in accountability and ethics at all levels.
De Commissie deed geen aanbevelingen omtrent maatregelen naar aanleiding van haar bevindingen, zulks in overeenstemming met haar opdracht.